# Honda Civic
Honda Civic ['sivik] [Хонда Сівік] — компактний автомобіль з поперечно розташованим двигуном, що випускається компанією Honda. Вперше представлений в липні 1972 р. Багато в чому завдяки цій моделі, компанія Honda увійшла до списку світових автовиробників. Сівік став найуспішнішою моделлю Хонди і займає 6-те місце у списку найбільш продаваних автомобілів світу.
У 2020 році стало відомо, що Honda припинить виробництво Civic в Японії.

## Основні відомості
Honda Civic першого покоління з'явилася в 1972 р. Маленька, невибаглива передньопривідна японська машинка нічим особливим не виділялася, але саме Civic став першим масовим японським автомобілем, про який в Європі заговорили як про серйозного конкурента компактним машин європейського виробництва. Машина оснащувалася кількома чотирициліндровими двигунами потужністю від 54 до 75 к.с. (Робочий об'єм - від 1169 до 1488 см³).
Автомобілі двох наступних поколінь зміцнили репутацію Civic як дуже надійних і невибагливих машин. У 1975 р., коли в США були прийняті суворіші вимоги до токсичності вихлопних газів, з'ясувалося, що Honda Civic з мотором CVCC повністю відповідає цим вимогам, причому, на відміну від інших машин з бензиновими моторами, Honda обходилася без каталітичного нейтралізатора.
У 1987 р. на автомобілях Honda Civic четвертого покоління вперше серед машин цього класу були застосовані двигуни з системою зміни фаз газорозподілу і ступеня відкриття клапанів (VTEC). Крім хетчбеків, були також представлені високий універсал (Shuttle) і купе (CRX).
У травні 1995 р. з конвеєра зійшов десятимільйонний автомобіль Honda Civic. Це був Civic п'ятого покоління.
У 1996 р. Honda Civic стала першою серійною машиною, що відповідає дуже жорстким екологічним вимогам LEV (Low Emission Vehicle), які також називають «каліфорнійськими нормами». 
Honda Civic шостого покоління з'явилася вже в п'яти іпостасях: трьох-і п'ятидверний хетчбек, купе, седан і універсал (Aero Deck). Виробництво було налагоджено у трьох країнах: Японії (тридверні хетчбеки і седани), Англії (п'ятидверні хетчбеки і універсали) і США (купе).
У 2000 р. представлене сьоме покоління автомобілів Civic отримало гідний титул «Японський автомобіль 2001 року».
На сьогоднішній день випускається вже 10-та серія автомобіля в трьох версіях кузова: хетчбек, купе та седан.

## Історія моделі

### Honda Civic: попит породив пропозицію
Модель Civic повністю суперечила традиціям Honda. Команда розробників, вивчивши світовий ринок, перейняла знання і досвід у визнаних бестселерів. Потім цей досвід просто взяли і перенесли на полотно - так був народжений автомобіль, девізом якого стала фраза «потрібен тут і зараз».
Усі попередні автомобілі Хонди оснащувалися високоефективними двигунами, але разом з тим характеризувались повною шумоізоляцією, відвертою нестачею внутрішнього простору і абсолютно незбалансованою вагою. У новій моделі розробники постаралися позбутися від цих недоліків. Малолітражку відрізняв двигун поперечного розташування, завдяки якому звільнився додатковий простір для салону. А незвичайна концепція трьохдверного  хетчбека була тепло прийнята європейськими та північноамериканськими покупцями.

## Перше покоління (1972-1979)

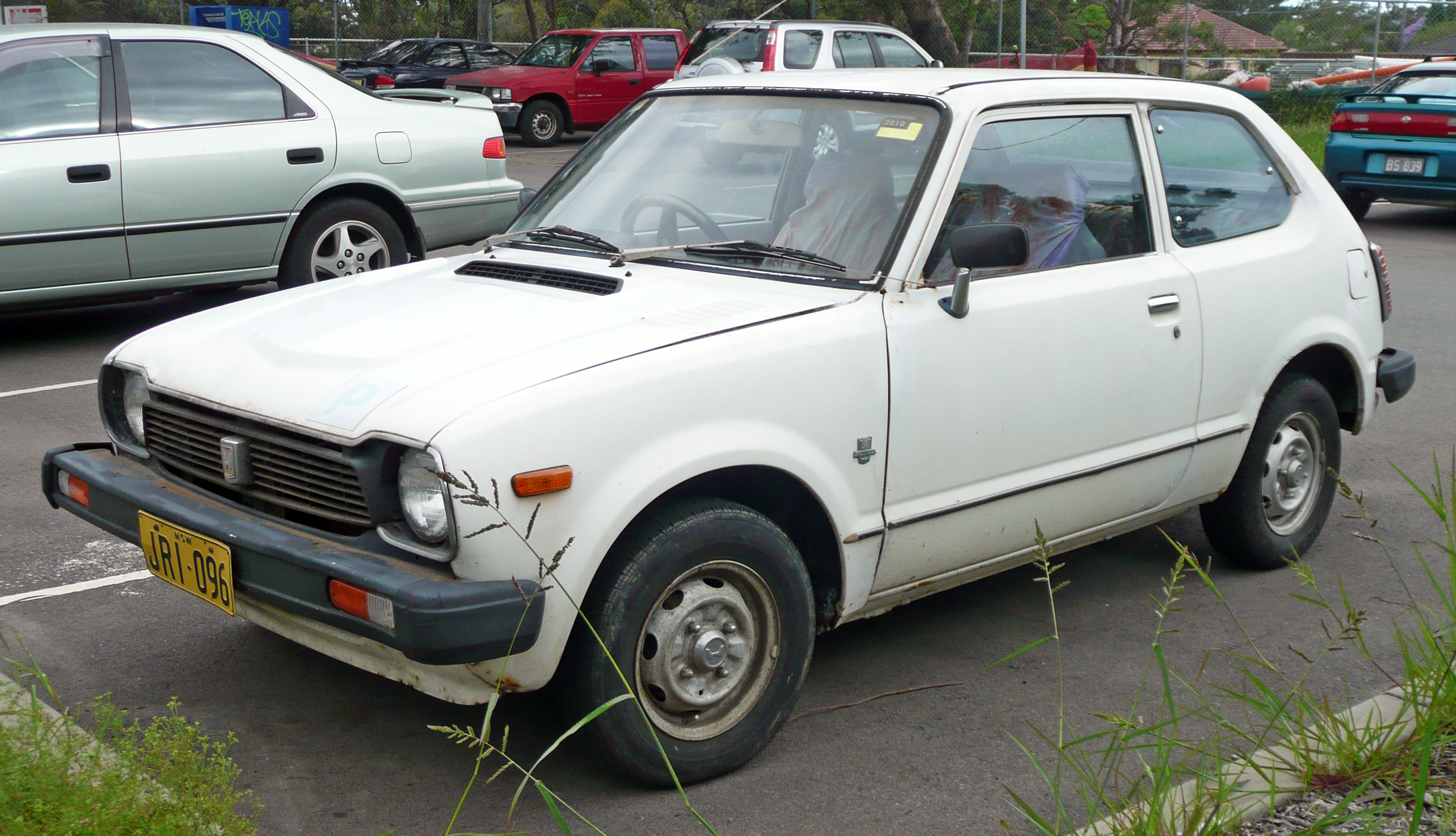
Honda Civic 1 3дв. хетчбек

Проект першого покоління Honda Civic готувався два роки. У липні 1972 року відбулася прем'єра автомобіля. Спершу на світ з'явилася двухдверна версія машини, а у вересні - трьохдверний хетчбек Civic. Автомобіль користувався популярністю, перш за все, у молоді, тому що був доступний і споживав всього 5,8 літрів на сотню в міському циклі. На ті роки це був надзвичайно економічний автомобіль.
Першим кроком моделі до глобалізації став початок експорту Сівіка в Сполучені Штати. Це сталося в тому ж 1972 році, відразу ж після виходу моделі в Японії. А до Канади автомобіль дістався тільки в 1973 році.
Перше покоління оснащувалося 1,2-літровим 4-циліндровим мотором потужністю 50 к.с., при цьому, автомобіль важив усього 650 кілограм. На вибір пропонувалися два види трансмісії: 4-ступінчаста механіка і автоматична Hondamatic. Що стосується підвіски, то вона була аналогічна американським малолітражок того часу - Ford Pinto та Chevrolet Vega. А базова вартість автомобіля становила лише $ 2,200. Після виходу дводверної і тридверної версії компанія взялася за модернізацію модельної лінійки, і вже через рік, в 1973 році, на ринок вийшла модель Civic з 1,5-літровим 53-сильним двигуном CVCC (Controlled Vortex Combustion Chamber) і варіативної автоматичною трансмісією / 5 -ступінчастою механікою. Компанію йому склали спортивна версія Civic RS з двокамерним двигуном і практичний універсал. До 1974 року компанія оновила двигун, додавши до минулого ще 2 коні, і зробила машину легше за рахунок скорочення ваги бамперів. У 1978 році версію CVCC оновили (його потужність зросла до 60 к.с.), підготувавши концепцію моделі до тривалого переродження. 

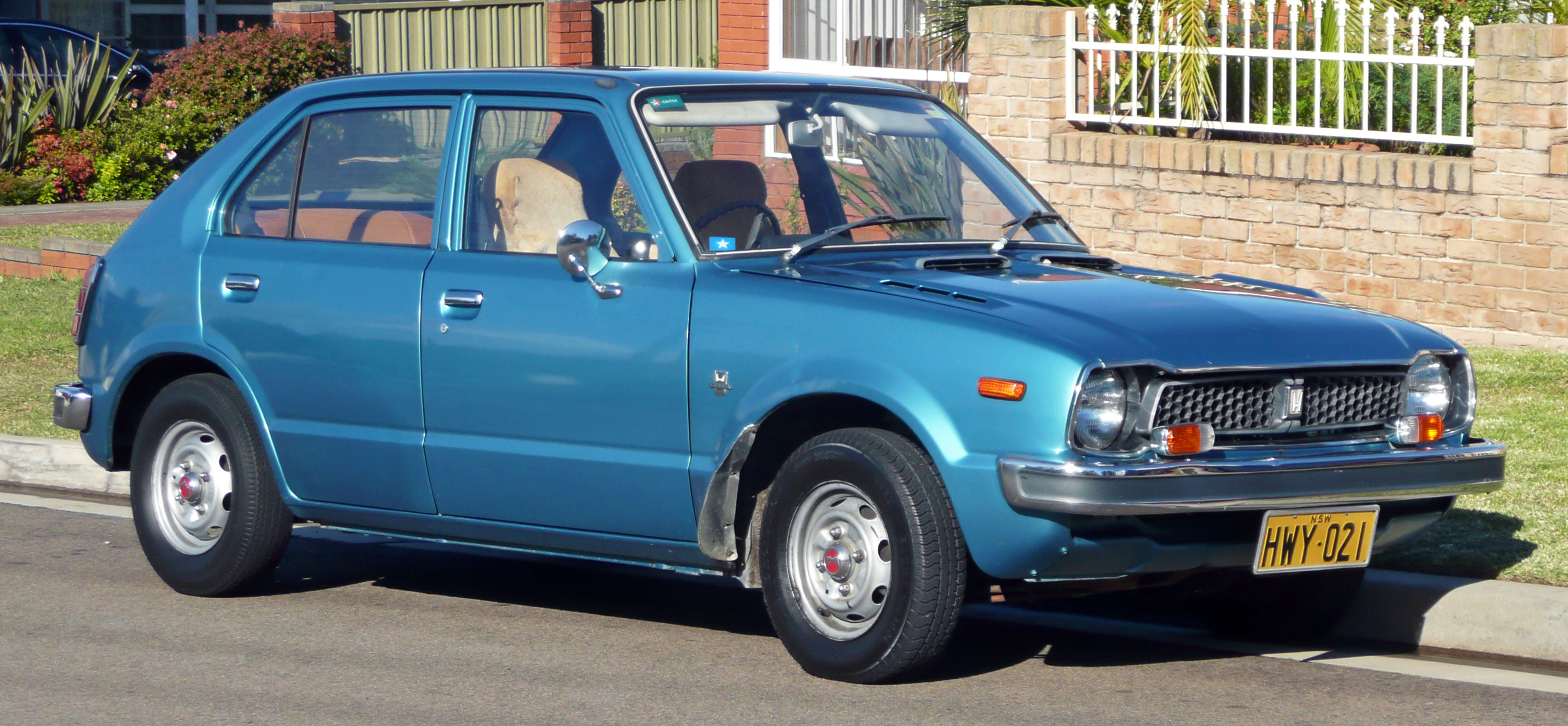
Honda Civic 1 5дв. хетчбек
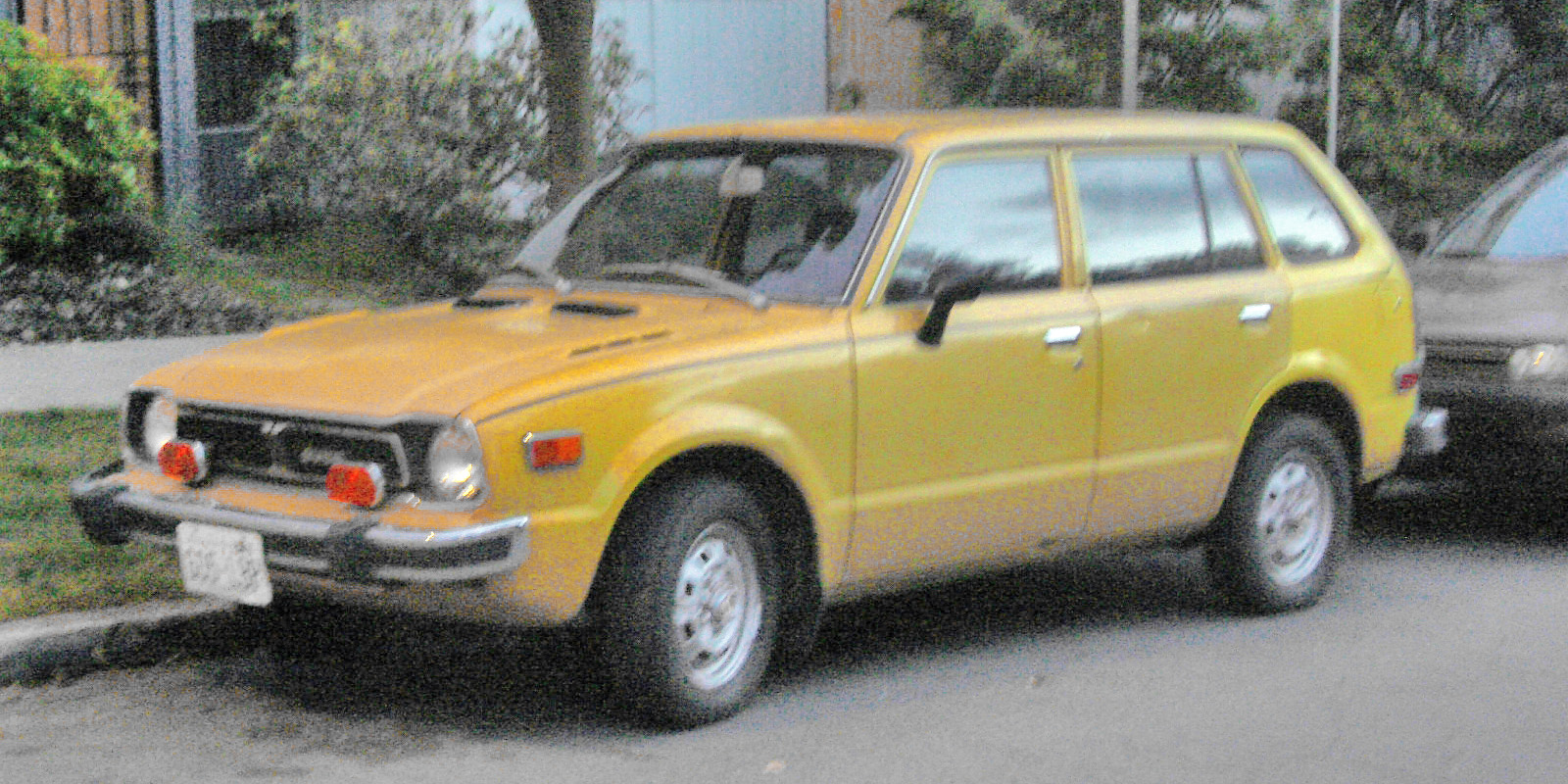
Honda Civic 1 CVCC універсал
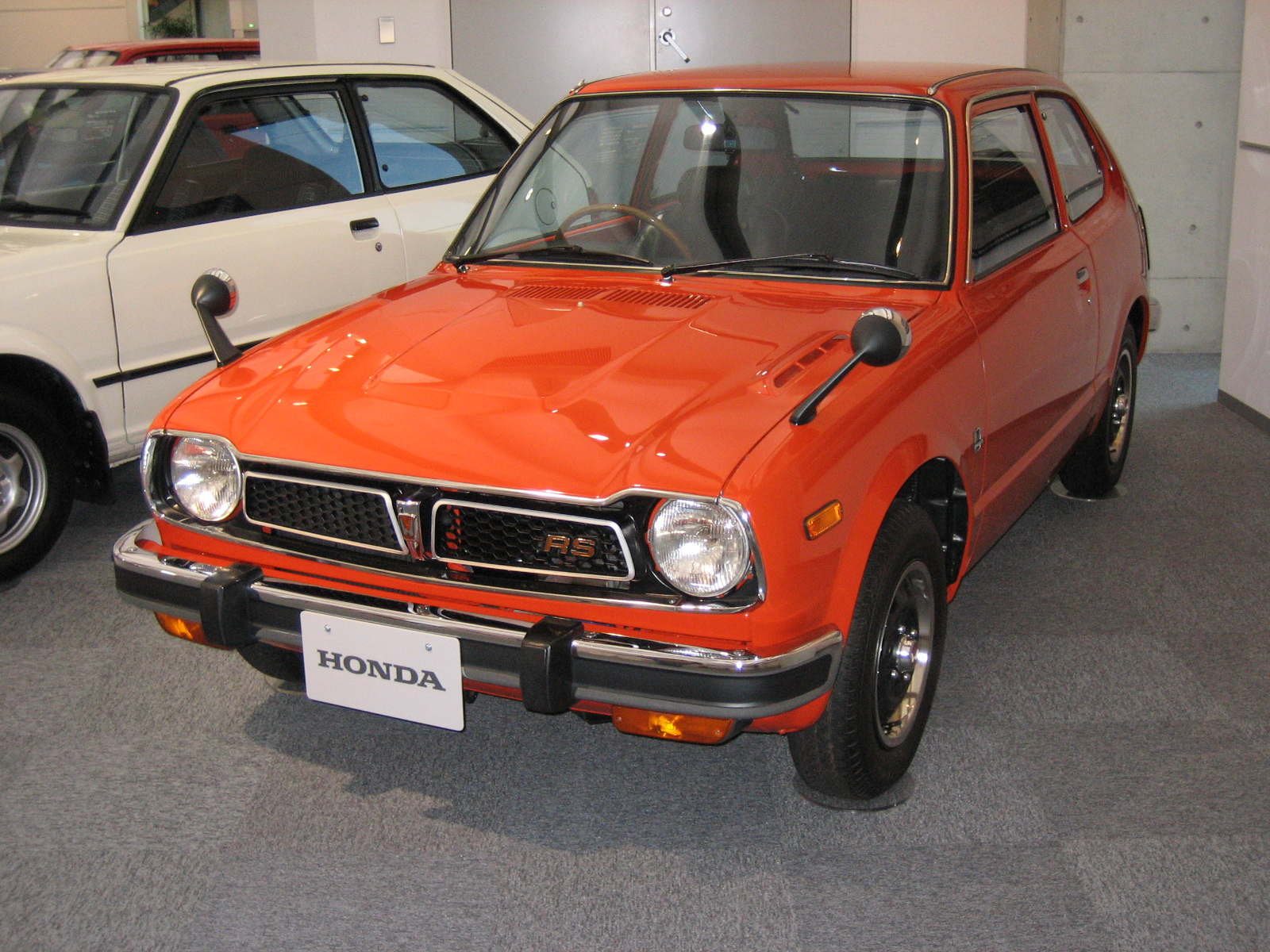
Honda Civic 1 RS

## Друге покоління (1979-1983)

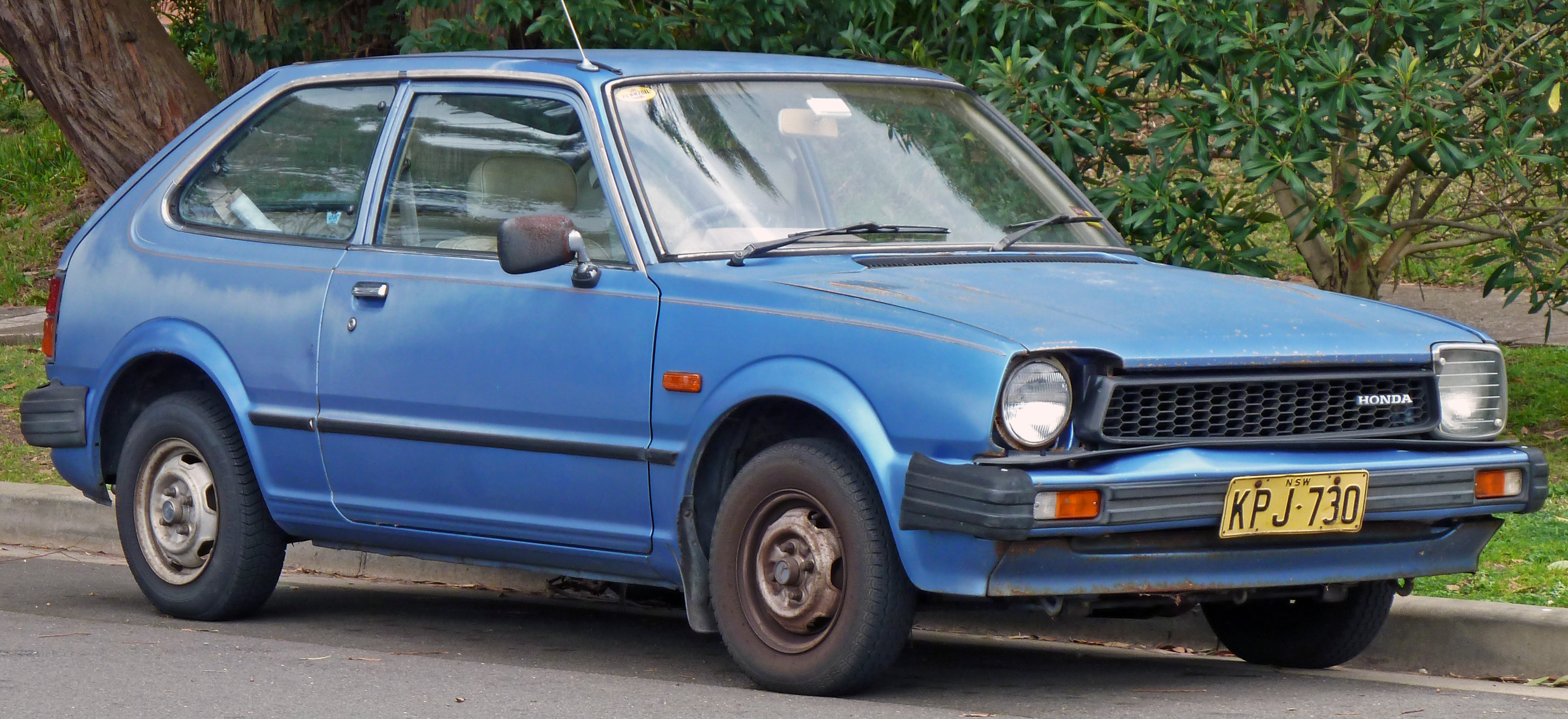
Honda Civic 2 3дв. хетчбек

При створенні нового Civic компанія взяла за основу перше покоління. Модель, до того часу, не зазнала за сім років жодних змін і мала дуже непоганий успіх на ринку.
У 1980 році компанія представила новий мотор CVCC-II об'ємом 1,3 літра і потужністю 55 к.с., з модернізованою системою камери згоряння. Був і ще один, потужніший, 67-сильний мотор об'ємом 1,5 літра. До них обом додавалася одна з трьох трансмісій: 4-ступінчаста механіка (база), 5-ступінчаста механіка і нова 2-ступінчаста роботизована трансмісія Hondamatic з підвищеною передачею (через рік її змінила досконаліша триступенева). Через два роки після прем'єри хетчбека, компанія показала ще два кузова: місткий універсал (Country station) і класичний седан. До того ж, економічність знову зросла, хоча і не набагато - всього на 0,1 літра. 

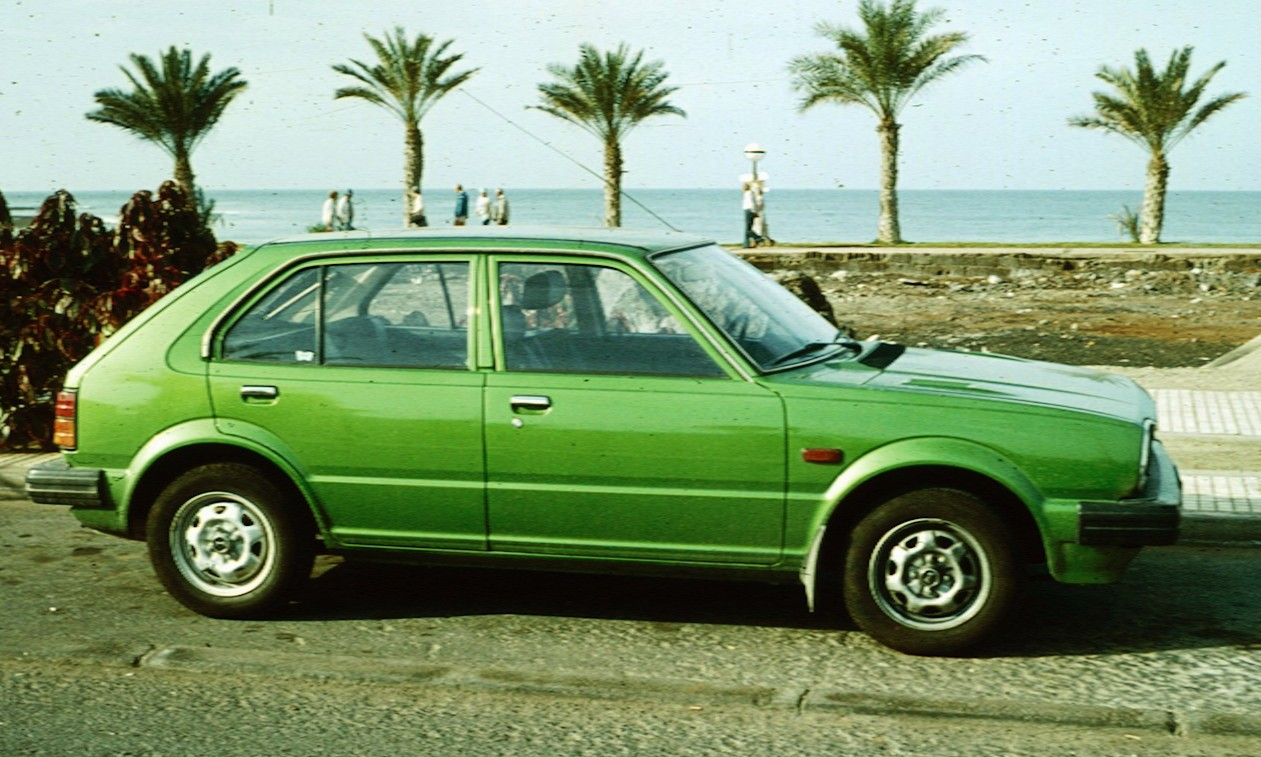
Honda Civic 2 5дв. хетчбек
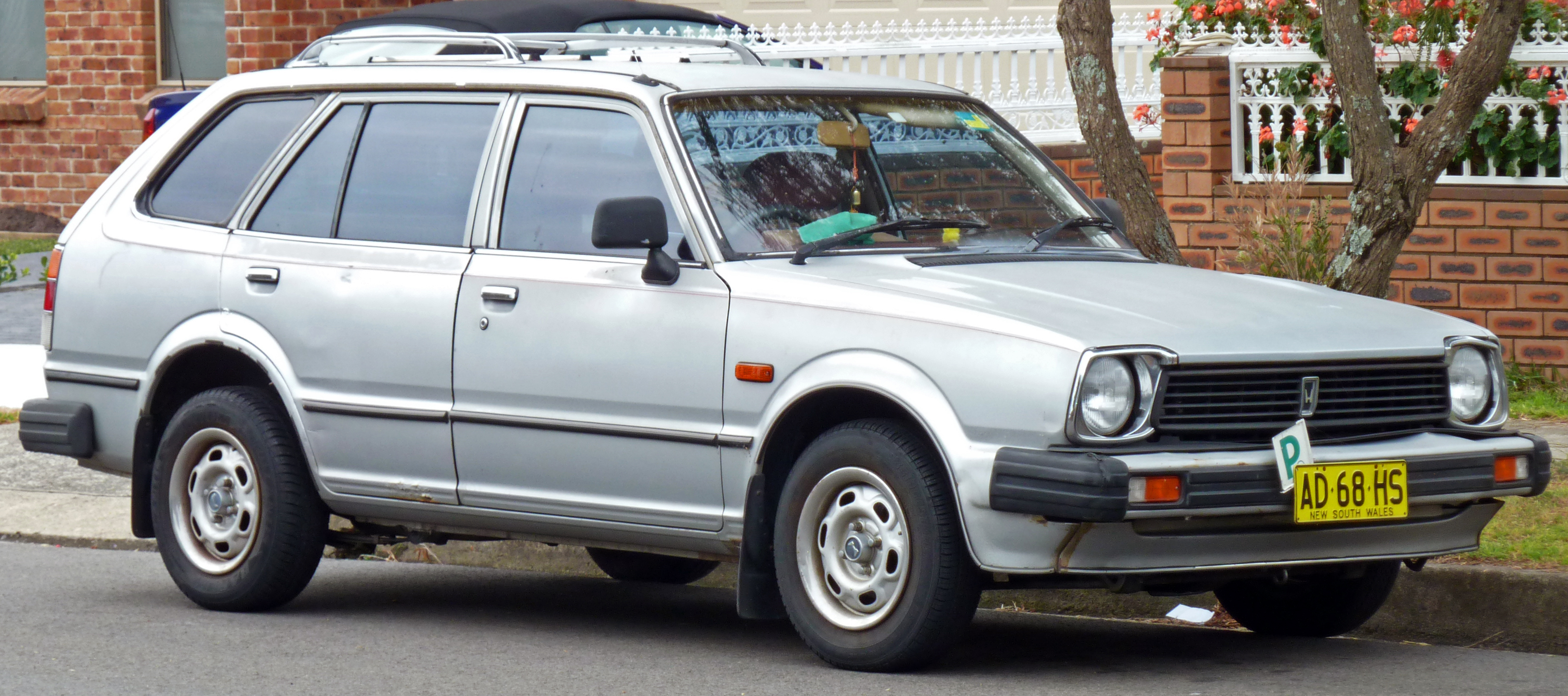
Honda Civic 2 універсал

## Третє покоління (1983-1987)

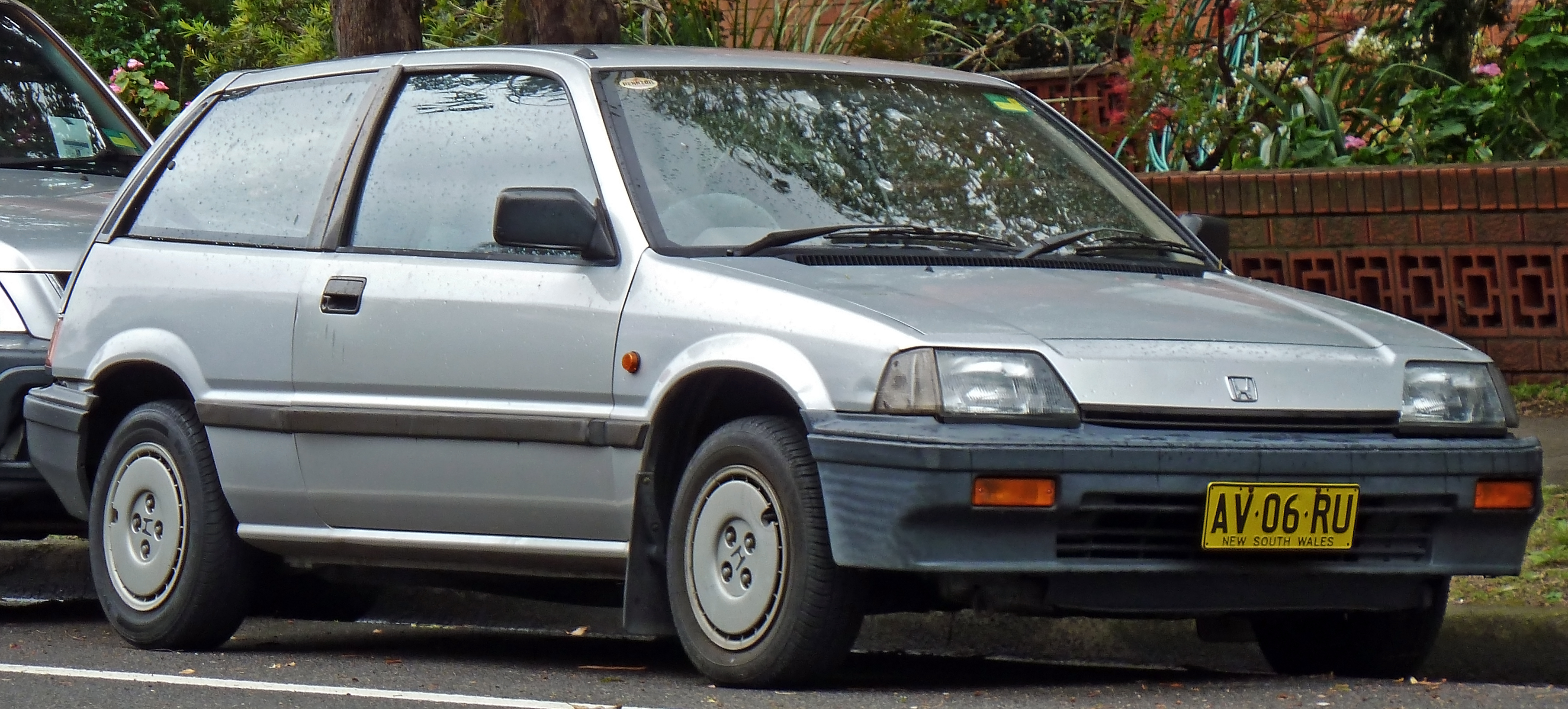
Honda Civic 3 3дв. хетчбек

На базі свого нового концепт-кара Honda побудувала 3-х, 4-х і 5-дверні версії нового покоління. А в 1984 році японці оприлюднили нову інтерпретацію - Civic Si. Модель оснащувалася двигуном DOHC.
Автомобіль змінив не тільки форму, а й зміст: колісна база збільшилася на 12,5 сантиметрів, зробивши 4-дверну версію Civic наближеною до Акорд. Під капотом розташовувався новий 1,5-літровий 12-клапанний двигун потужністю 76 к.с., а в базі модель оснащувалася 60-сильним 1,3-літровим агрегатом. У парі всі ті ж 4-х і 5-ступінчаста механіка і 3-ступінчастий автомат. Автомобіль став популярним завдяки технологіям, вміло запозиченим японцями з автоспорту, як то: подовжена колісна база і продуктивний двигун. А в 1987 році Civic вперше отримав повний привід. Ним оснащувалася версія в компактвен Honda Civic Shuttle. 

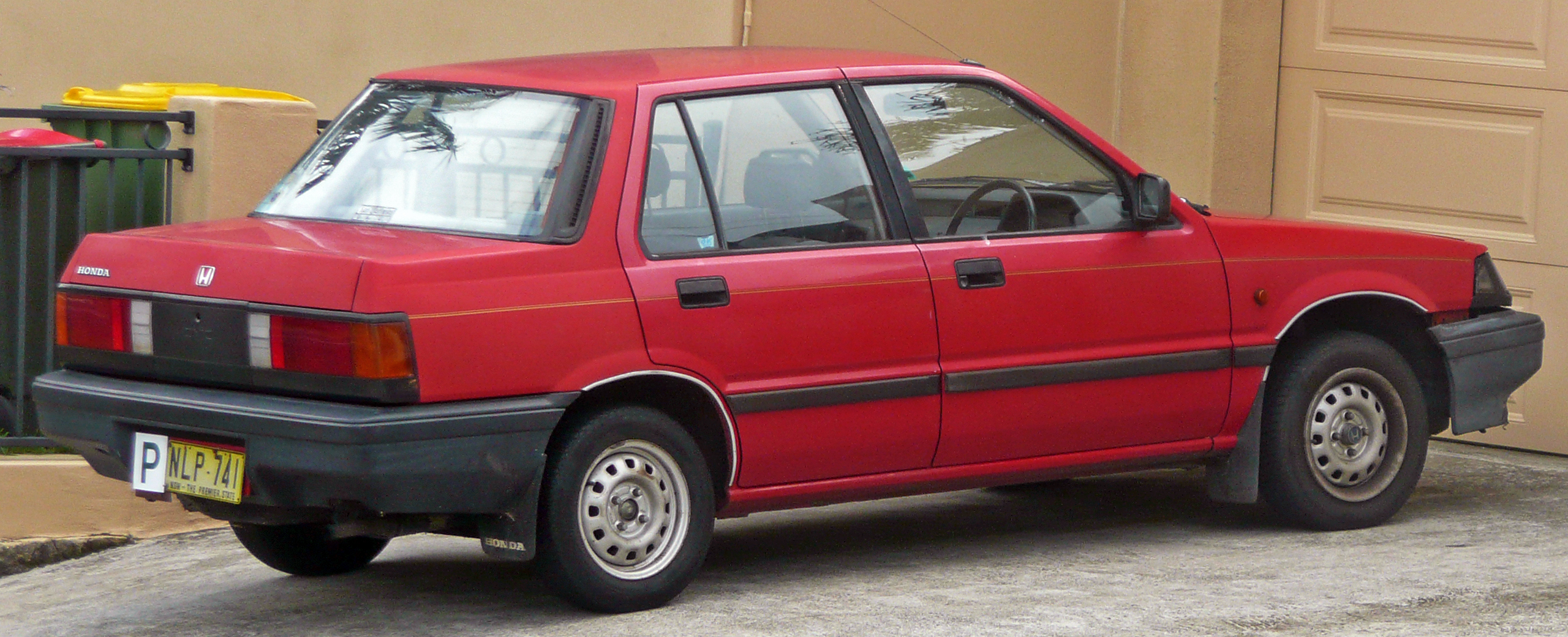
Honda Civic 3 седан
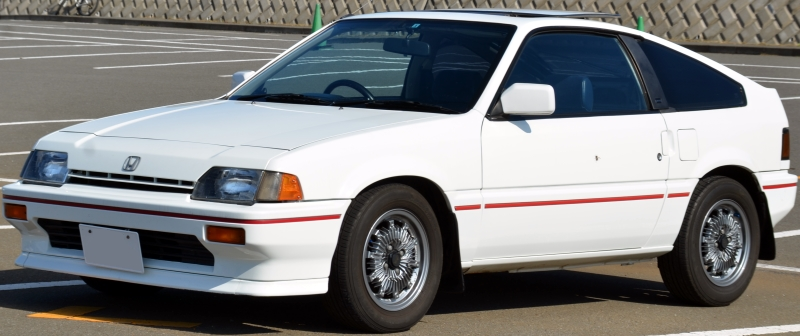
Honda CR-X 1
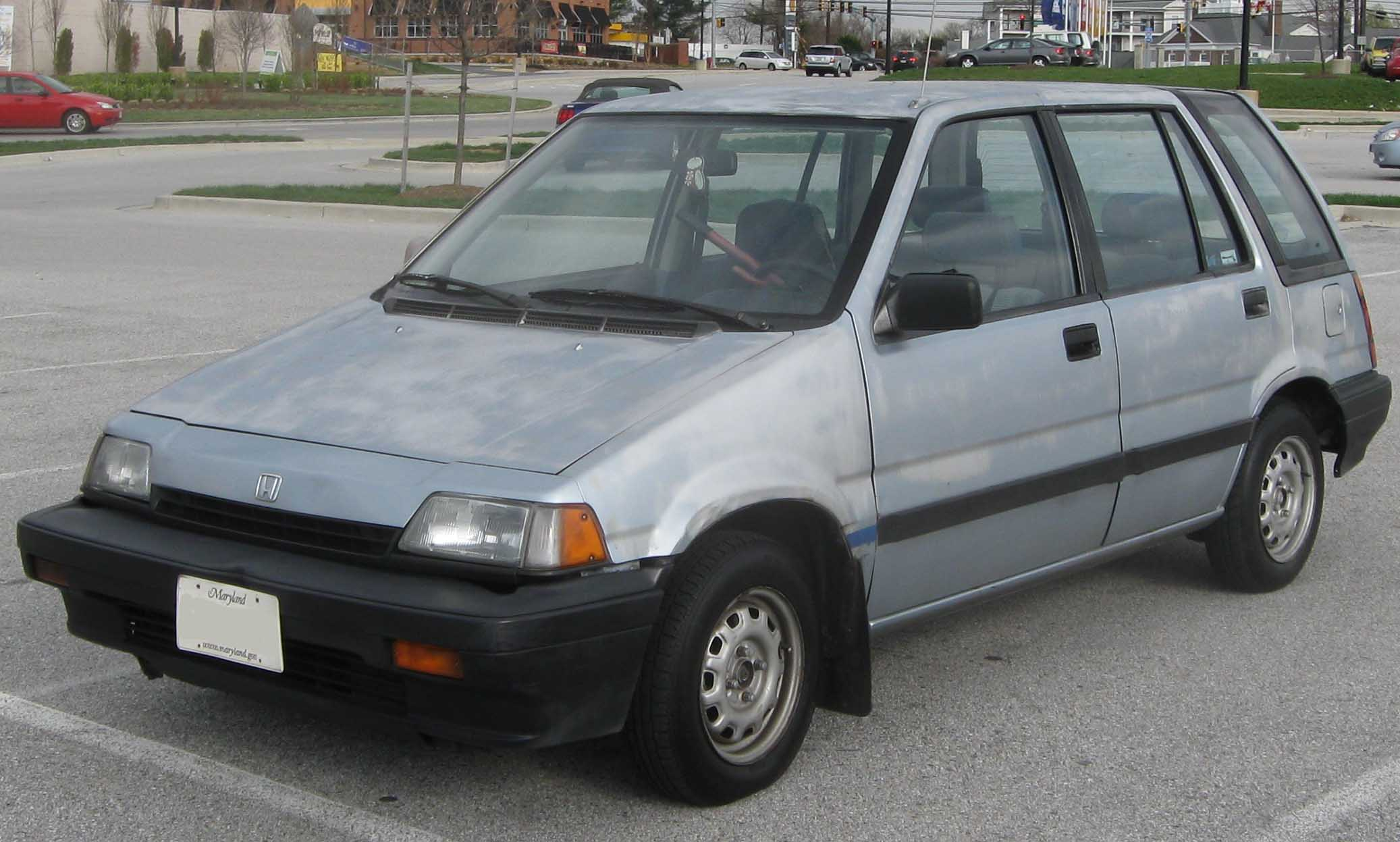
Honda Civic Shuttle 1

### Двигуни
- 1,3 л EV / EV1 Р4
- 1,5 л EW1 / 2 Р4
- 1,5 л EW3 / 4 Р4
- 1,5 л EW5 Р4
- 1,6 л ZC Р4

## Четверте покоління (1987-1991)

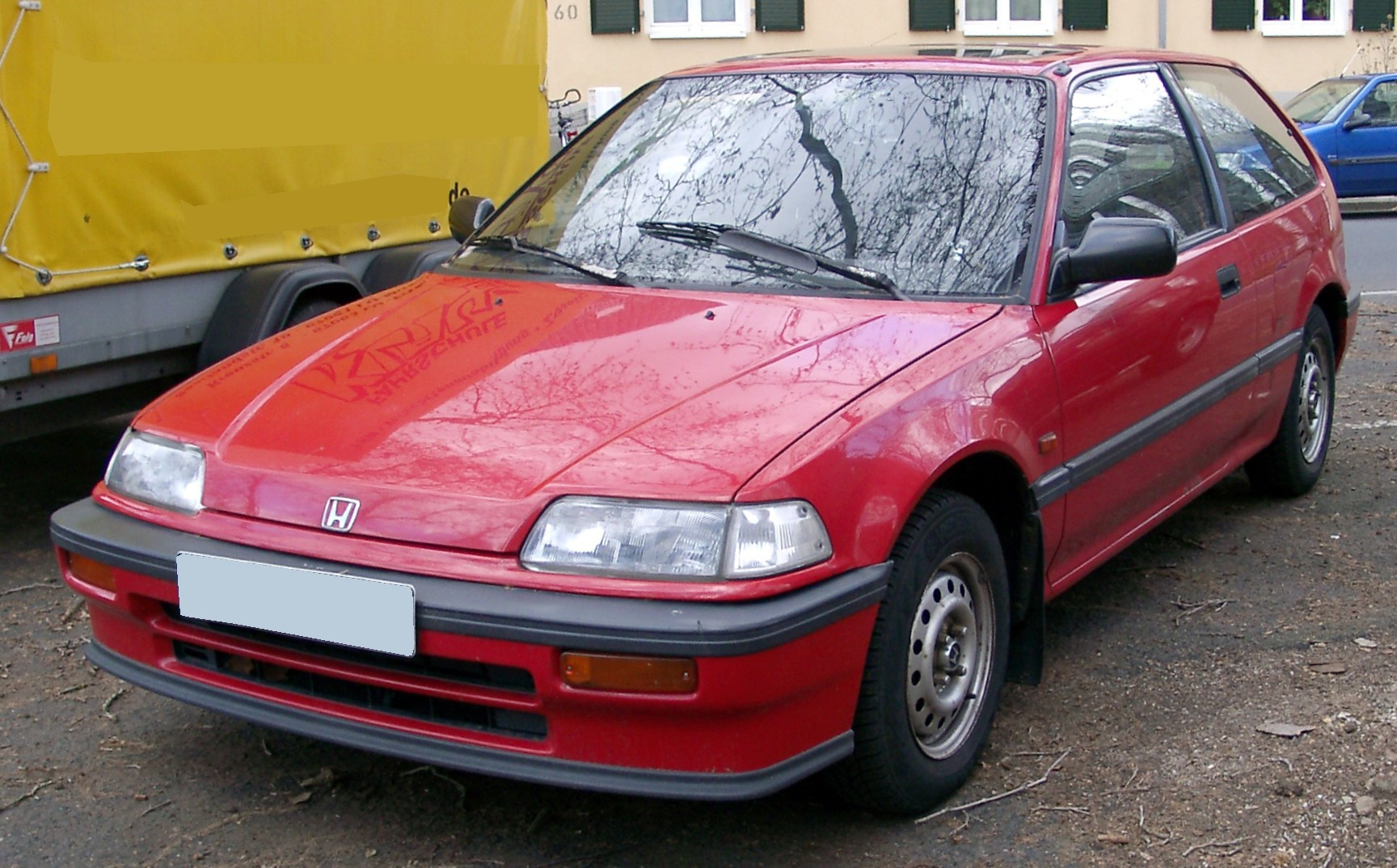
Honda Civic 4 3дв. хетчбек

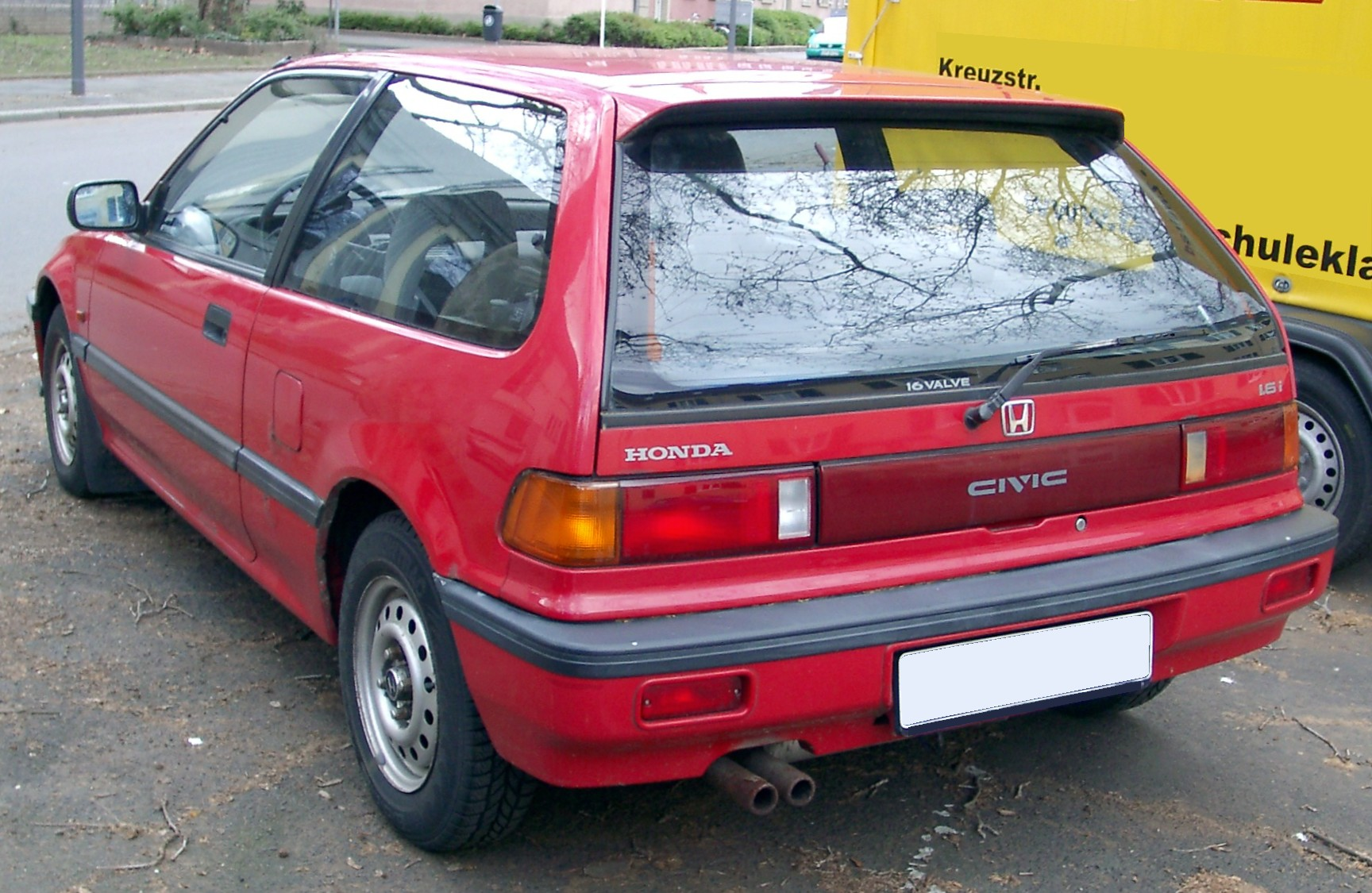
Honda Civic 4 3дв. хетчбек

Перед інженерами Honda гостро постало питання розробки особливого високоефективного двигуна, який істотно підвищив би технічний рівень моделі, відкривши перед нею нові обрії. І такий двигун був створений. Це 16-клапанний мотор, який розробники назвали Hyper. Він пропонувався в новому поколінні відразу в п'яти варіаціях: від 1,3-х до 1,5 л. Максимальна потужність топового двигуна становила 92 к.с., а базовий карбюраторний видавав 62 к.с. Цей багатий вибір силових установок підкріплювався незалежною підвіскою, на здвоєних паралельних А-подібних важелях і повним приводом деяких моделей.
У 1989 році Honda представила варіацію Civic SiR, що оснащуються новим високоефективним двигуном DOHC VTEC з революційною технологією регульованих фаз газорозподілу VTEC. 

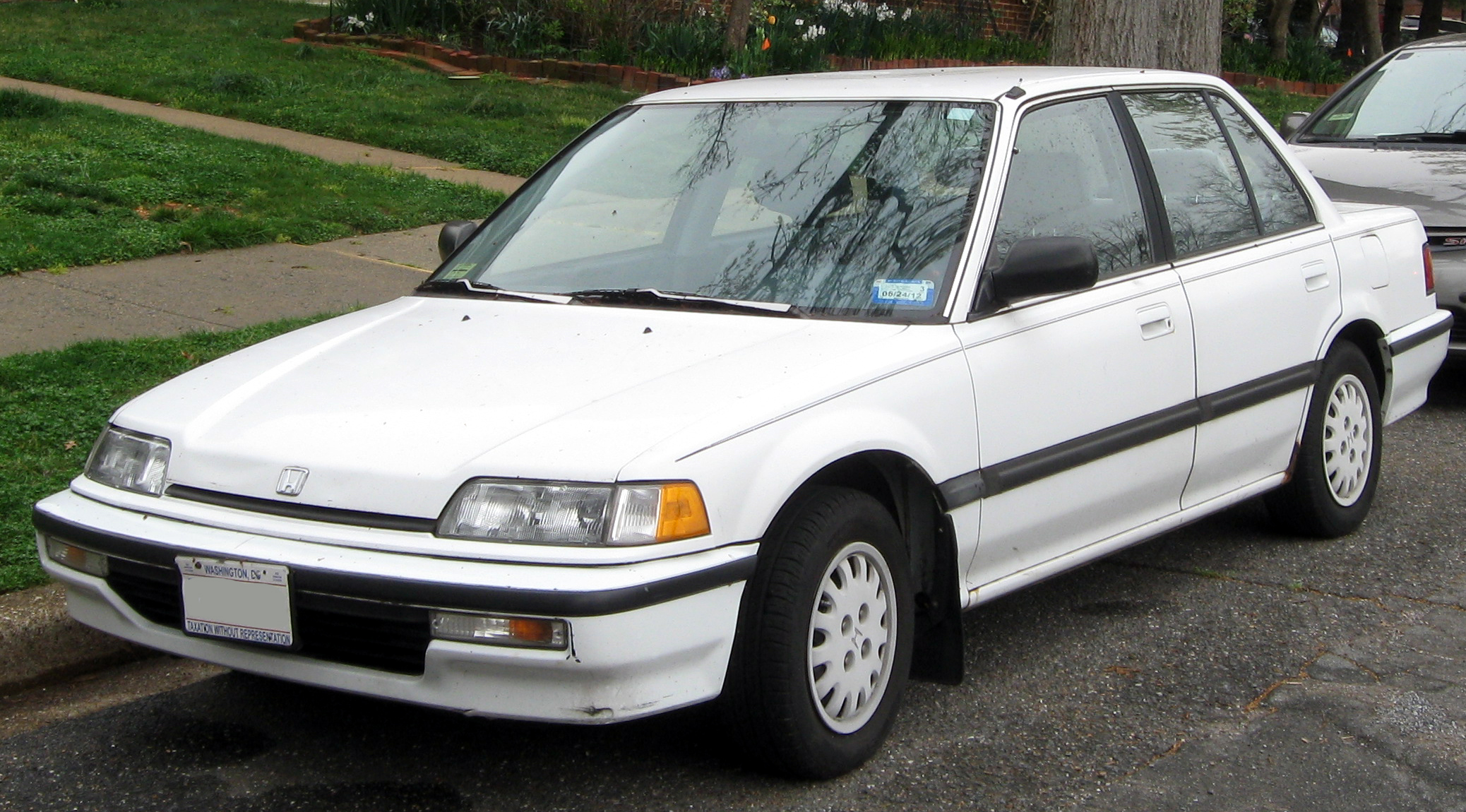
Honda Civic 4 седан
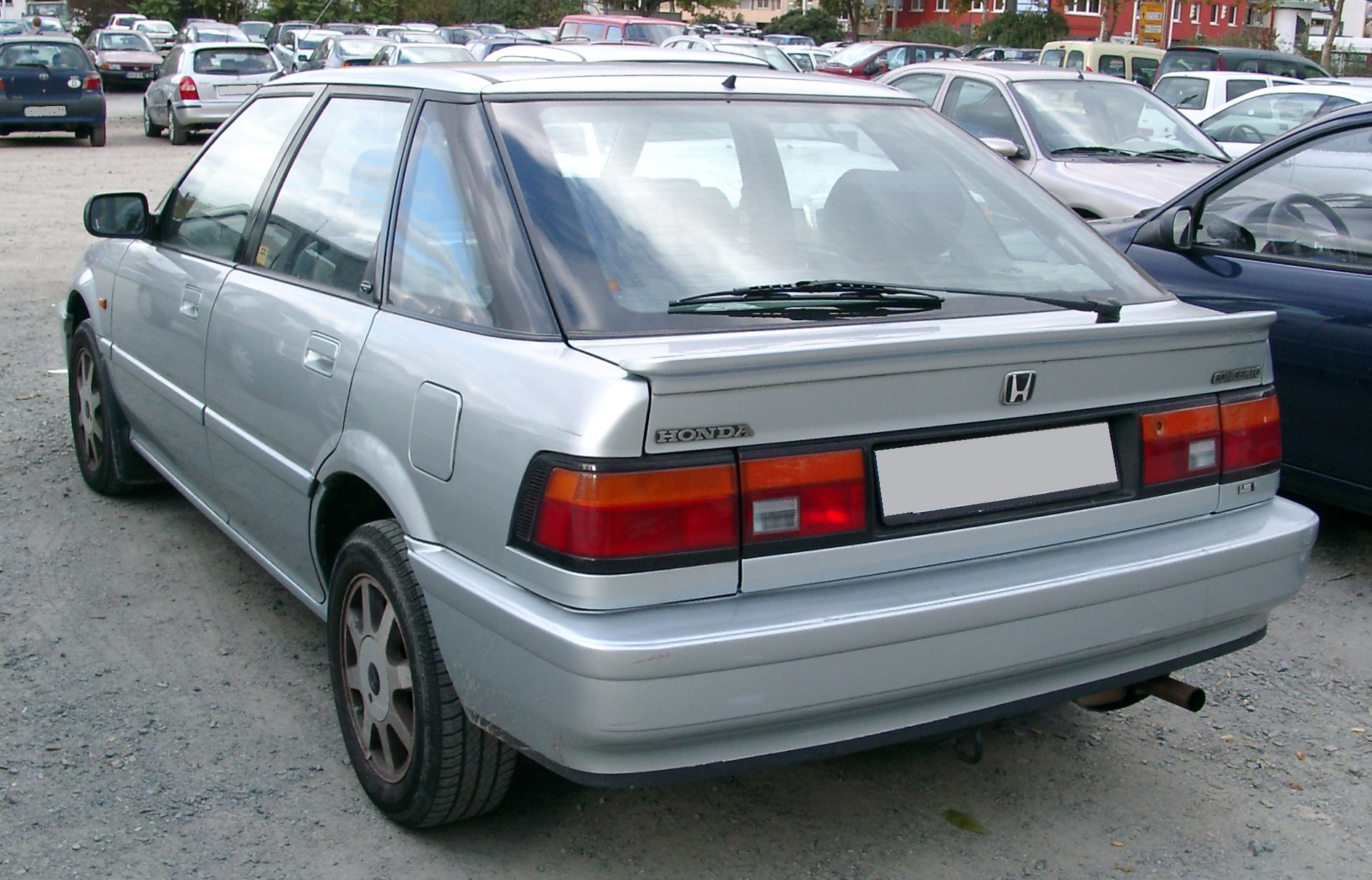
Honda Concerto
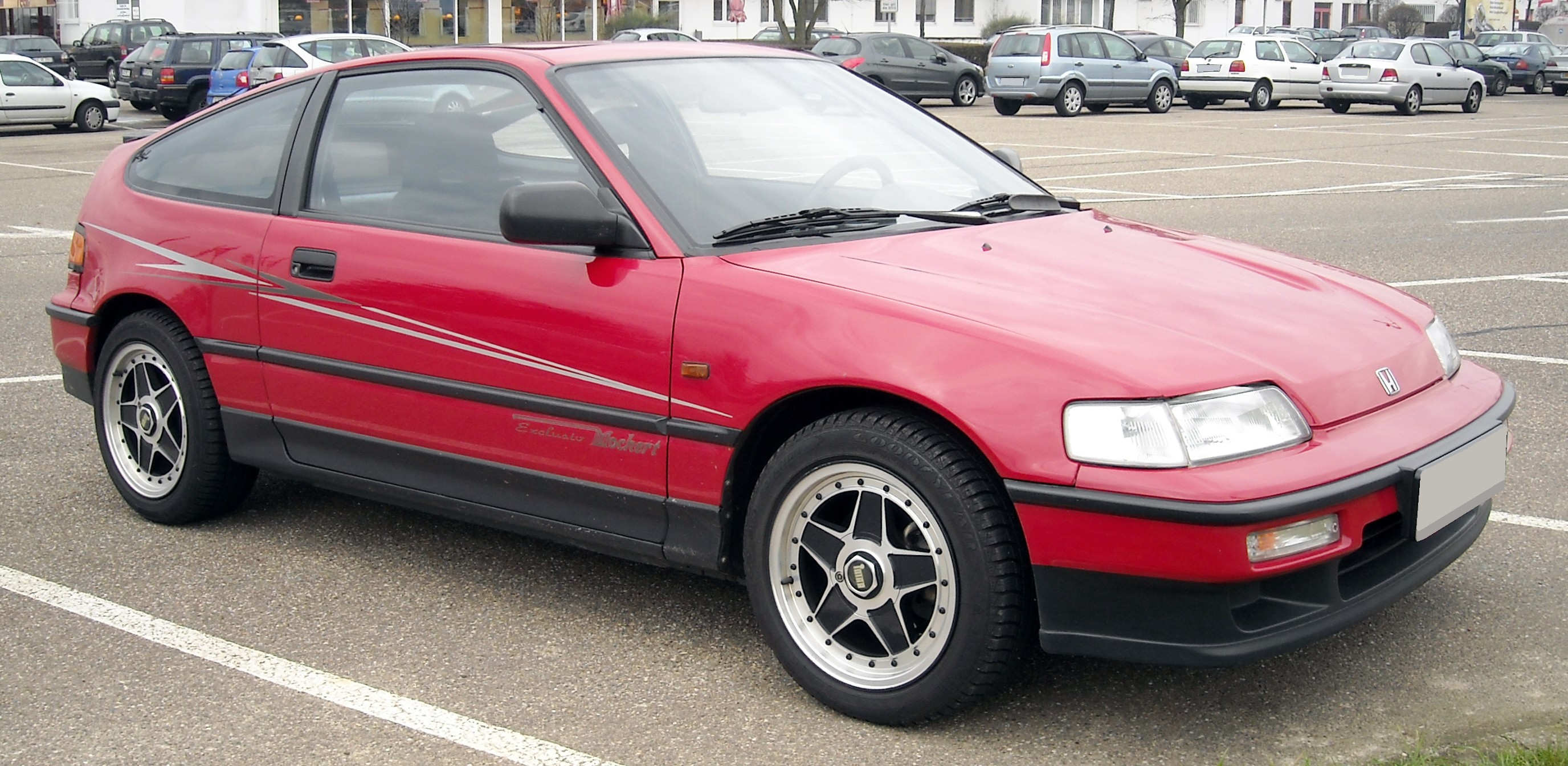
Honda CR-X 2
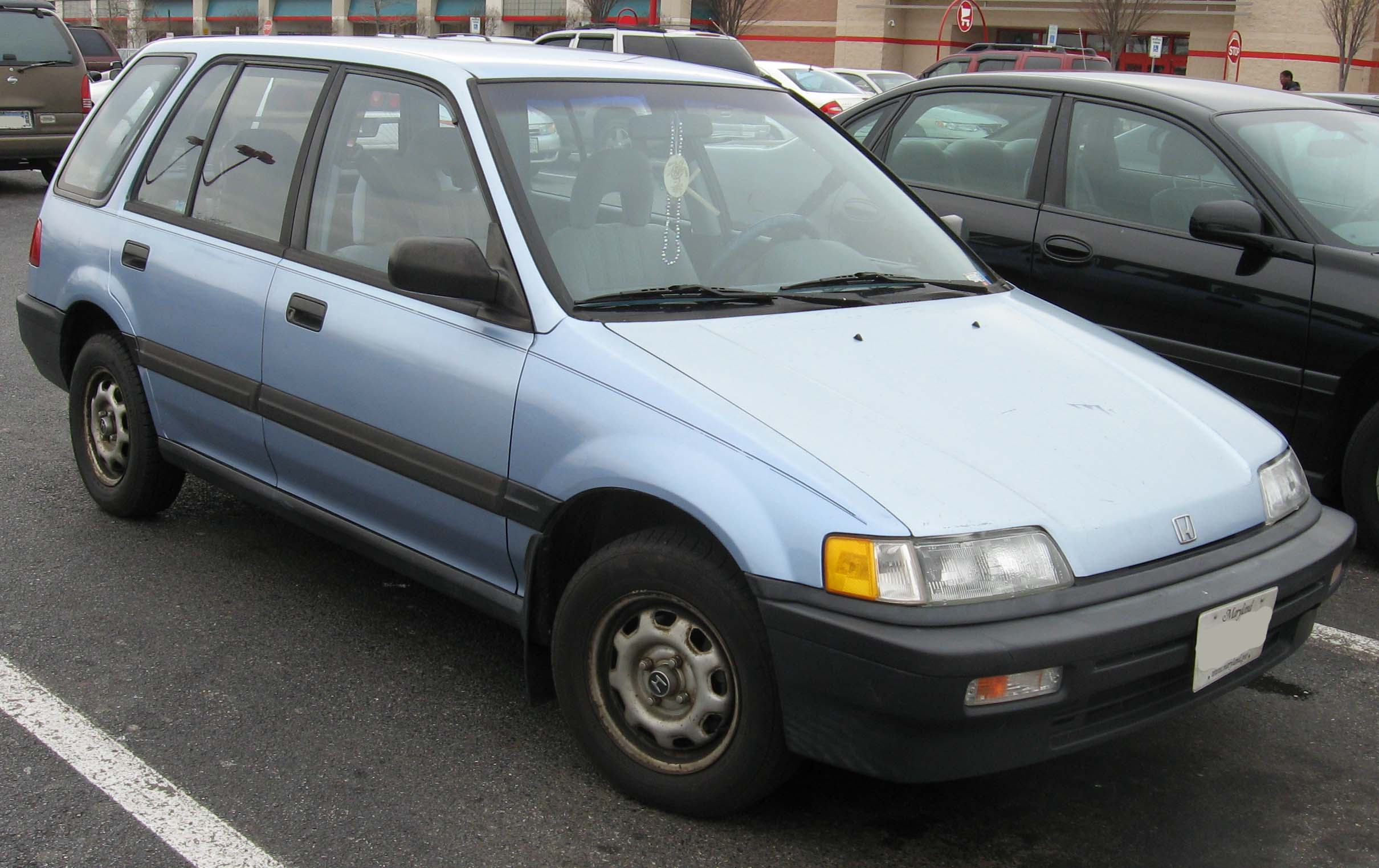
Honda Civic Shuttle 2

### Двигуни
- 1,3 л D13B Р4
- 1,4 л D14A Р4
- 1,5 л D15B1 Р4
- 1,5 л D15B2 Р4
- 1,6 л D16A6 Р4
- 1,6 л ZC SOHC Р4
- 1,6 л B16A1 VTEC DOHC Р4 150-160 к.с.
- 1,6 л D16A9 Р4 130 к.с.

## П'яте покоління (1991-1995)

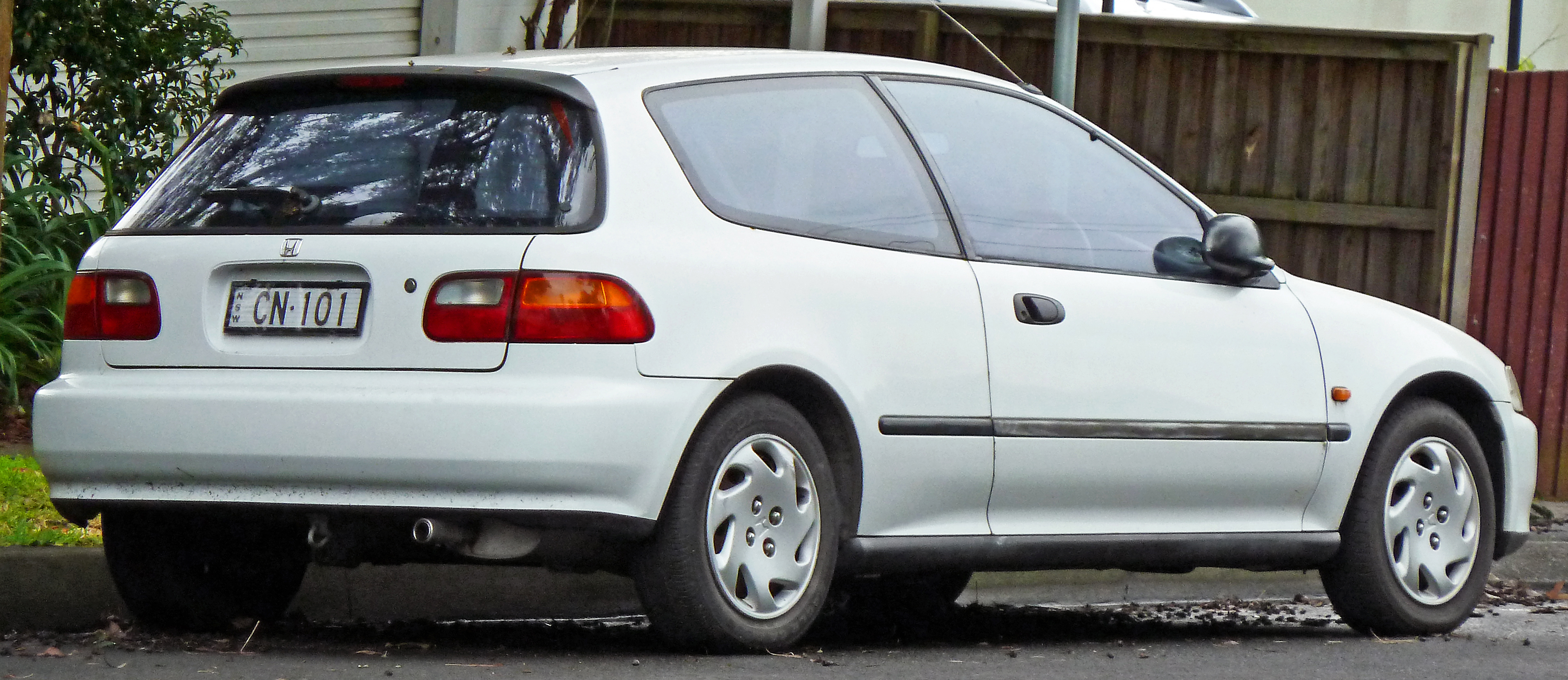
Honda Civic 5 3дв. хетчбек

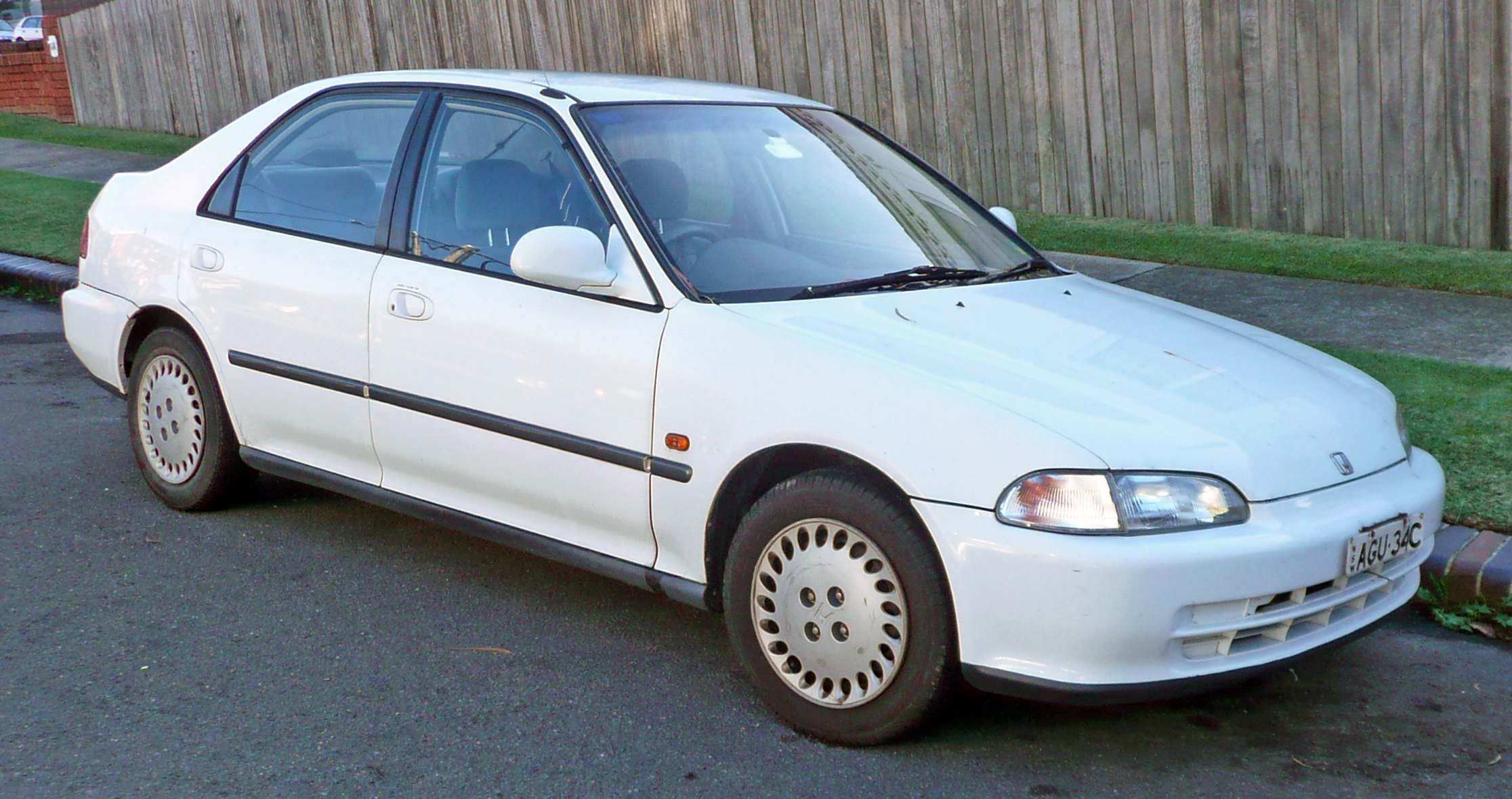
Honda Civic 5 седан

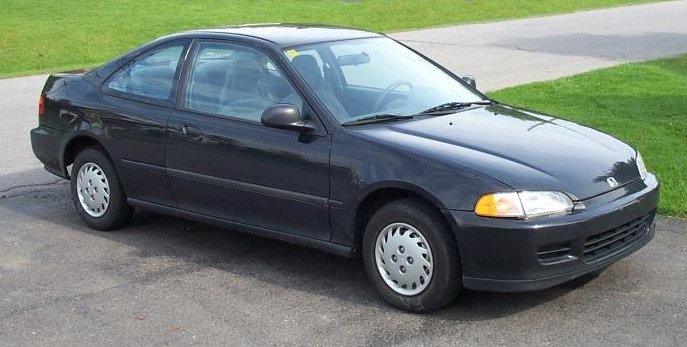
Honda Civic 5 купе

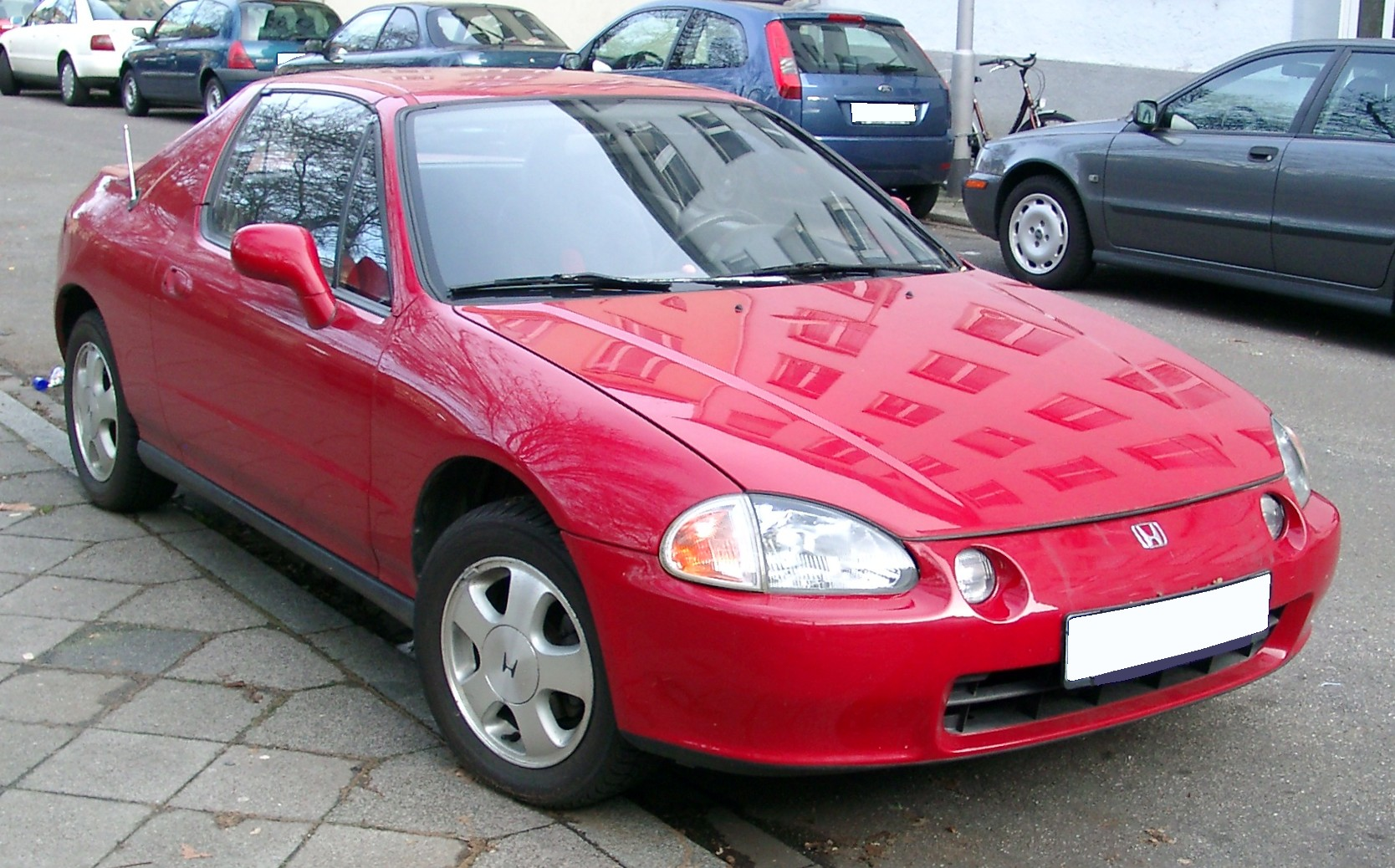
Honda Civic del Sol

П'яте покоління Honda Civic з'явилося в 1991 році. Найбільш помітною особливістю нової генерації Сівіка була його яскрава зовнішність. Аеродинамічна і футуристична форма кузова з досить об'ємним і просторим салоном відповідала всім вимогам споживачів.
Автомобіль досі користується надзвичайною популярністю у автолюбителів.
Габарити автомобіля дещо збільшилися, з'явилася нова аеродинамічна форма автомобіля, яка на час появи цієї моделі була поза конкуренцією у своєму класі. Всі двигуни покоління відрізнялися економічністю і надзвичайною витривалістю. Загалом ще були версії 75-ти (карбюратор 1.3 л) і 125-сильні (інжектор). Також популярною була перехідна версія PGM-FI - подвійний моно-вприск - найпопулярніший двигун D15b2, не маючи системи VTEC та повноцінного вприску палива, цей двигун об'ємом усього 1.5 л розвивав потужність в 92 к.с, та максимальні оберти обмежені електронікою на 7200 об/хв. Всі автомобілі Civic мають характерний спортивний звук двигунів.
Двигун, що поставлявся до Північної Америки Civic VX (1.5 л/92 к.с.) був визнаний одним з найбільш економічних автомобілів у своєму класі. З механічною КПП ця машина досягла результатів витрати палива до 4.7 л/100 км у міському циклі і 4.3 л/100 км - по шосе. Але тахометр цього автомобіля був розмічений до 9000 об/хв. Цікавий факт: у 2010 році VW Jetta TDI (випуску 2009 року) з новітньою автоматичною 6-ст. КПП з подвійним зчепленням програв змагання в економічності Honda Civic 1992-го року випуску (обидві машини в стандартній заводській комплектації).
Передня і задня підвіска автомобіля має подвійну незалежну конструкцію важільного типу.
Інженери домоглися такого показника за рахунок зниження маси кузова, покращенням аеродинаміки, вдало підібраних розмірів коліс та надзвичайно продуктивного та надійного на той час двигуна. Нове покоління також відрізнялася особливою вимогливістю до збереження навколишнього середовища та досить надійними системами пасивної безпеки. У деяких версіях автомобіль укомплектовувався фронтальною подушкою безпеки водія. Тож мінусів у цьому автомобілі знайти дуже важко, хіба що малий об'єм багажного відділення, слабе головне світло та досить швидка корозія задніх арок та порогів.
У 1993 році на ринку з'явилося двохдверне купе. Пізніше, в 1994 році, тоді ж на світ з'явився ще один двигун: легендарний 1,6-літровий DOHC VTEC потужністю 160 к.с. Його стали «імплантувати» в серію VTI (Європа і Америка) і SiR (Японія), яка оснащувалася додатково спортивною підвіскою і більш потужними гальмами. Також були лімітовані повнопривідні версії. Загалом 5-те покоління мало всього 3 типи кузова: хетчбек (тільки 3-дверний варіант), седан та купе.
У першому фільмі трилогії «Форсаж» саме форсовані купе Civic V використовуються бандою автомобільних грабіжників для атаки на автопоїзд. Також Civic EG досить не рідко зустрічаються і в інших фільмах подібного жанру.

### Двигуни
- 1.3 L D13B2 I4
- 1.5 L D15B7 I4
- 1.5 L D15B2 I4
- 1.5 L D15B3 I4
- 1.5 L D15B8 I4
- 1.5 L D15Z1 I4
- 1.5 L D15Z3 I4
- 1.6 L D16A SOHC I4
- 1.6 L D16A8/9 DOHC I4
- 1.6 L D16Z6 VTEC I4
- 1.6 L D16Z9 VTEC SOHC I4
- 1.6 L B16A1/B16A2 VTEC DOHC I4 160 к.с.
- 1.8 L B18B3 I4 (тільки ZA)

## Шосте покоління(1995-2000)

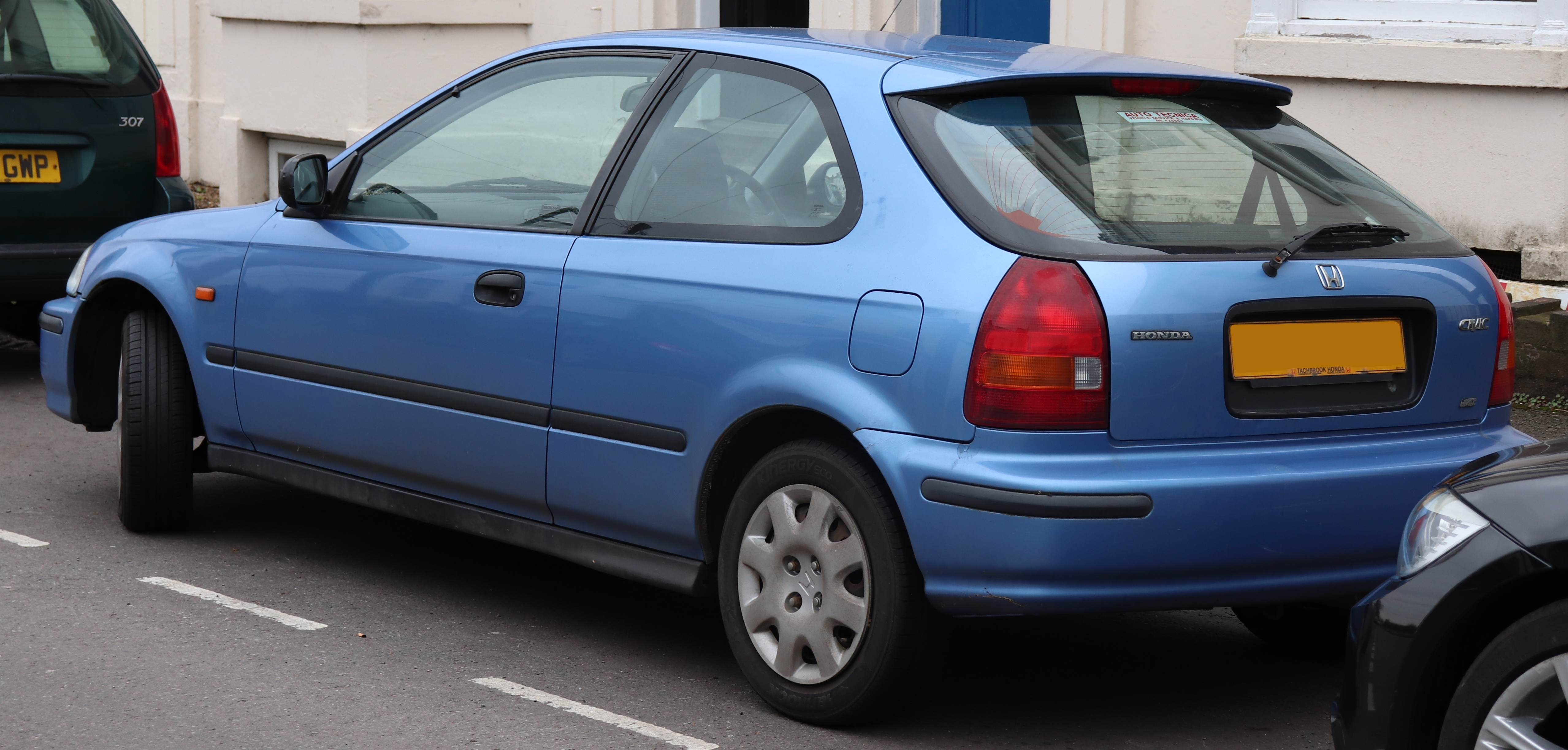
Honda Civic 6 3дв. хетчбек (1995-1998)

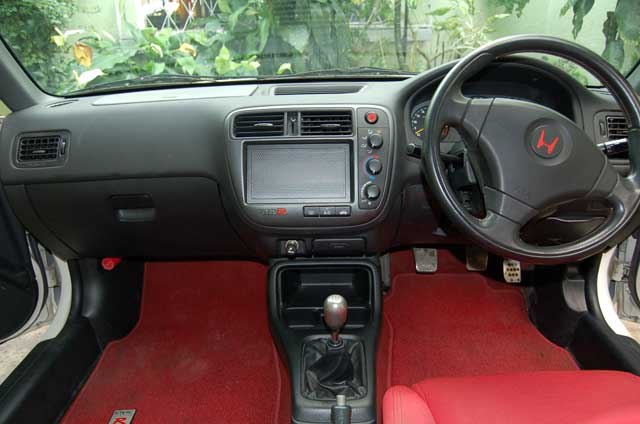
Салон Honda Civic 6

Нове покоління, на відміну від усіх попередніх, не можна назвати чимось справді революційним. Воно стало швидше еволюційним. І двигуни, і підвіска п'ятої генерації, залишилася без змін, перекочували у шосту генерацію. Honda вперше запропонувала Європі і версію Type-R з 1,6 л двигуном B16A2 від Acura. Японці надали моделі три злегка освіжені двигуни. Силові установки VTEC стали ще економічніші і чистіші, за рахунок зміни фаз газорозподілу. До того ж, продуктивність моторів підвищила нова автоматична трансмісія Honda Multimatic.
Honda Civic стала першою серійною машиною, що відповідає дуже жорстким екологічним вимогам LEV (Low Emission Vehicle). Honda Civic шостого покоління постала вже в п'яти іпостасіях: трьох-і п'ятидверний хетчбек, купе, седан і універсал Aero Deck. Виробництво було налагоджено у трьох країнах: Японії (тридверні хетчбеки і седани), Англії (п'ятидверні хетчбеки (MA/MB) і універсали AeroDeck (MC)) і США (купе).
Навіть у базових комплектаціях опціонально пропонувалися передні подушки безпеки (з 1996 року - стандарт). В оснащення дорогих комплектацій входить ABS. У комплектаціях SiR II і Type-R присутній диференціал підвищеного тертя LSD (в комбінації з 5-ступінчастою механічною коробкою передач).

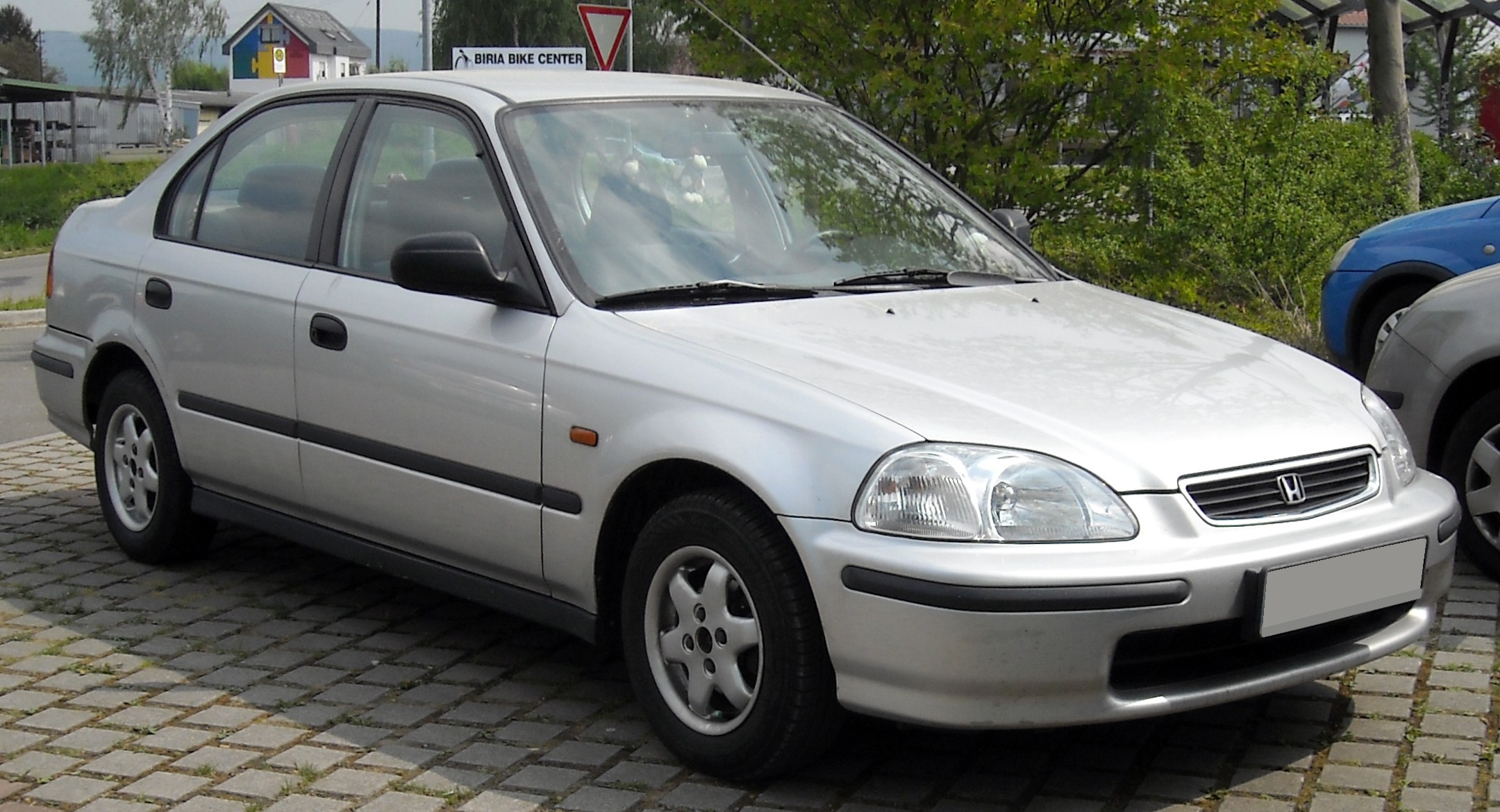
Honda Civic 6 седан
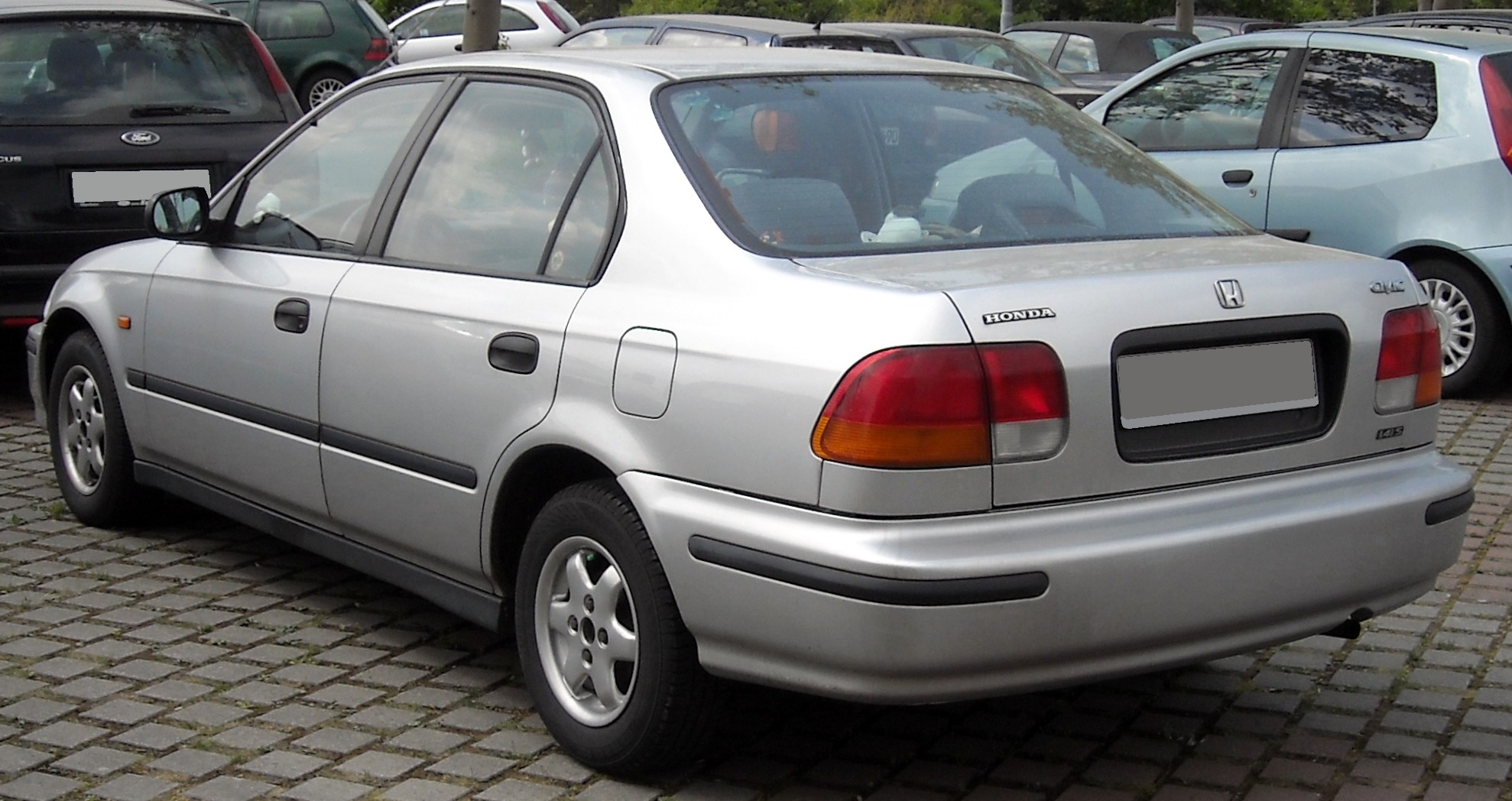
Honda Civic 6 седан
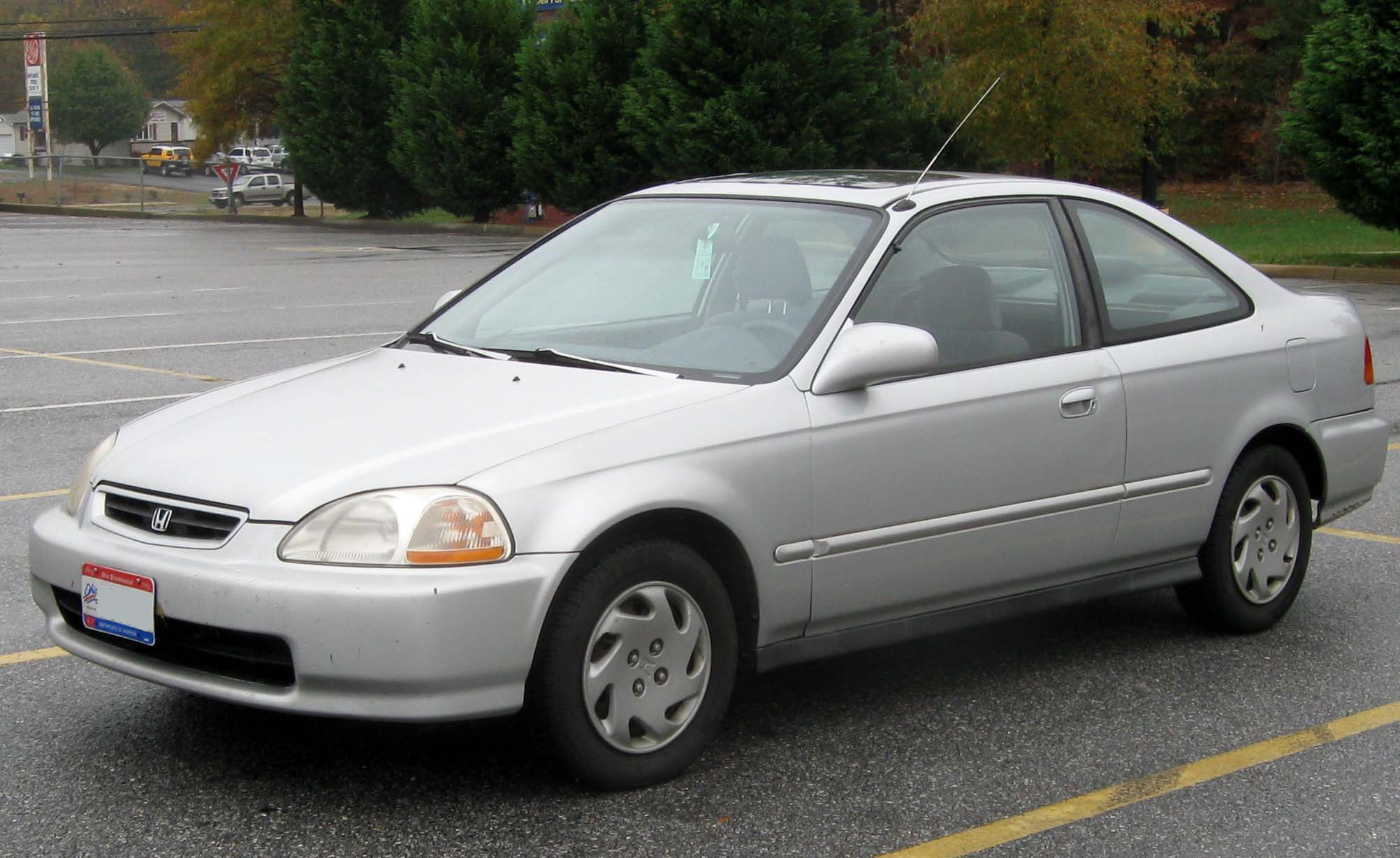
Honda Civic 6 купе
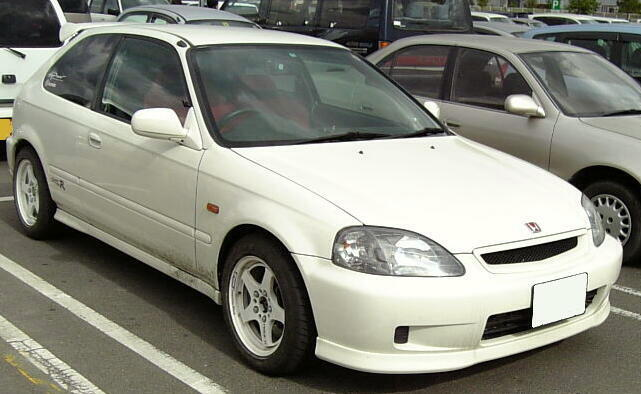
Honda Civic Type-R 1

### Рестайлінг 1998
В 1998 році модель модернізували, змінивши зовнішній вигляд. В версії тридверного хетчбека, седана і купе змінився передній бампер, який тепер отримав три прорізи під фарами замість одного.

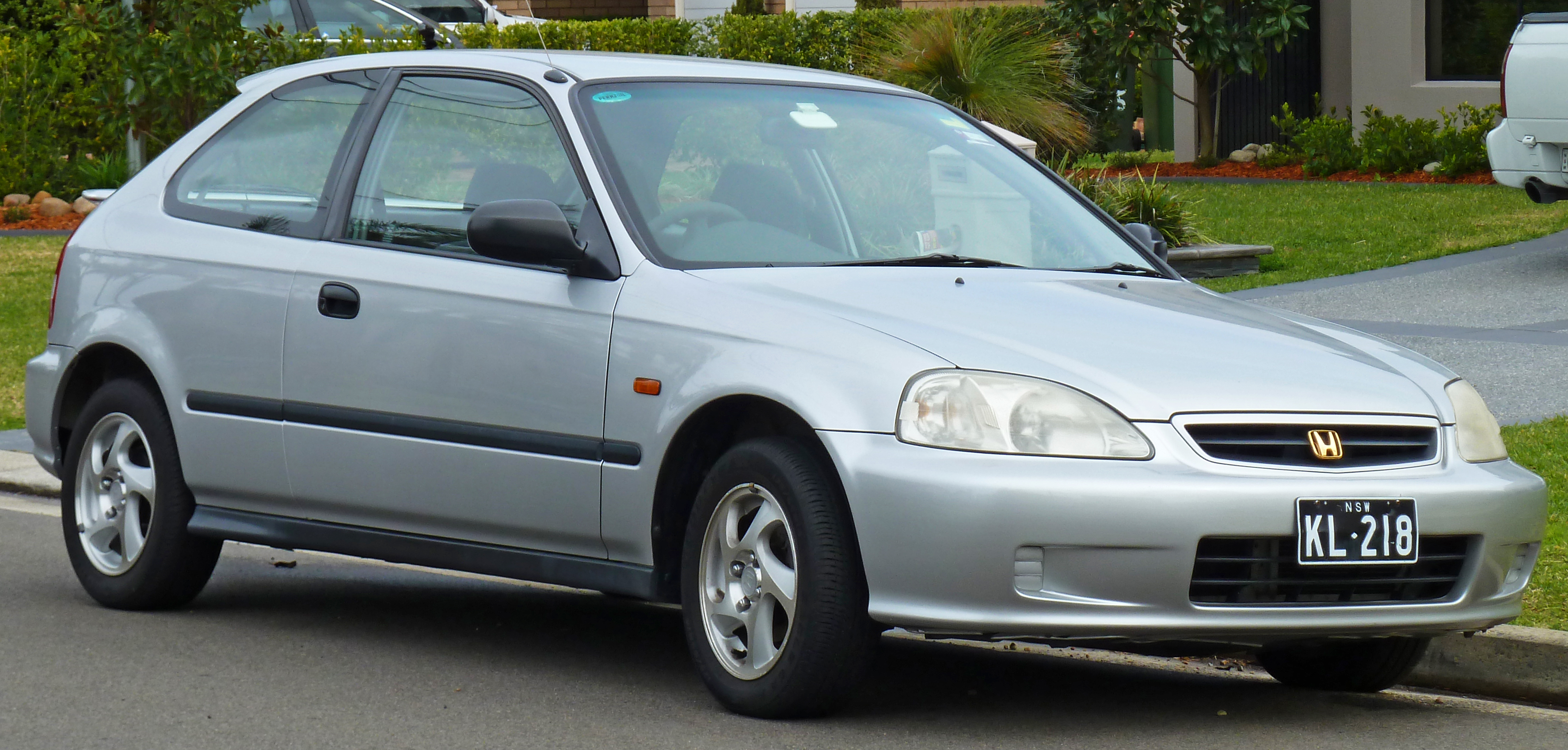
Honda Civic 6 3дв. хетчбек
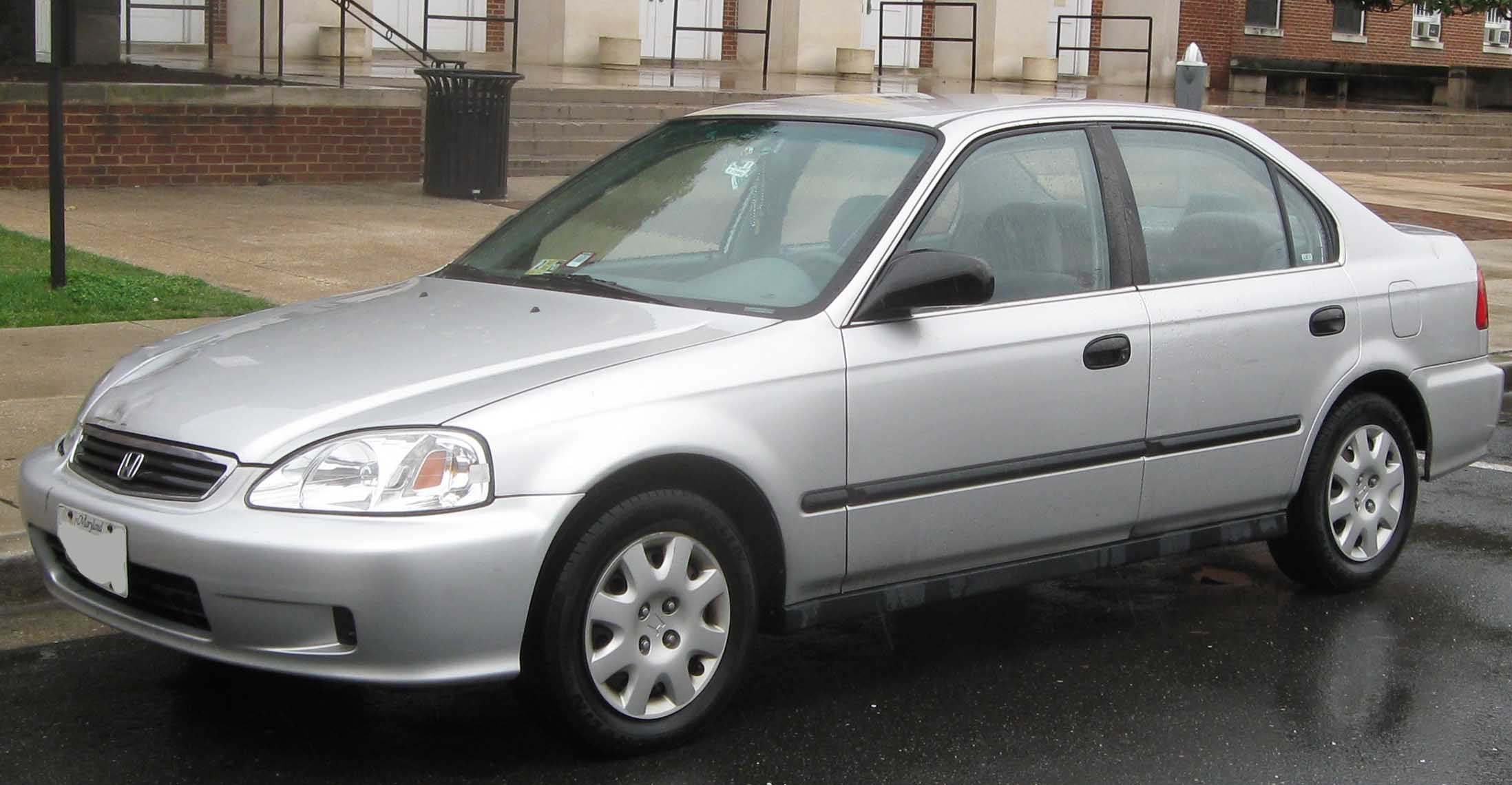
Honda Civic 6 седан
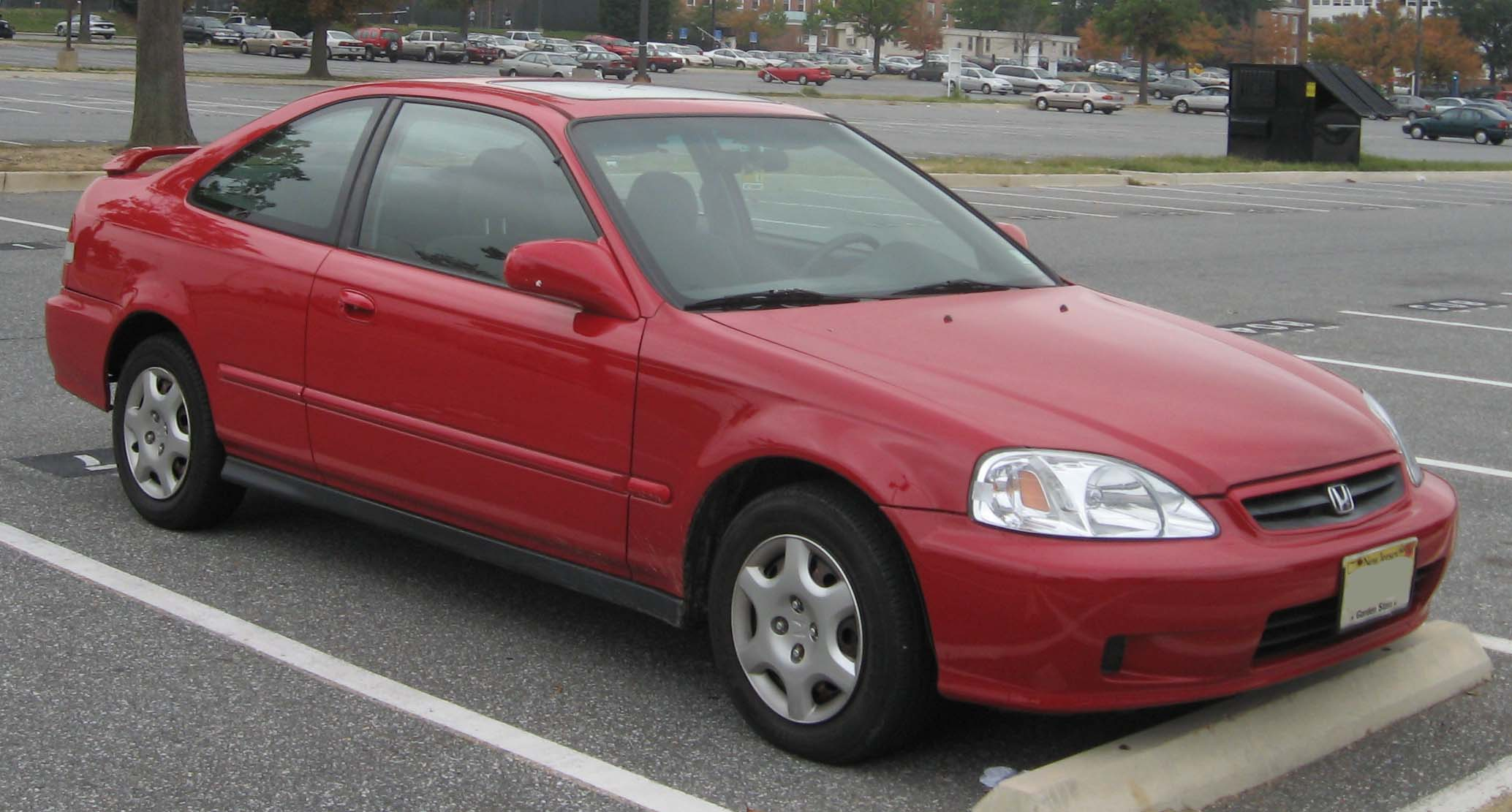
Honda Civic 6 купе

### MA/MB/MC
В 1995 році представили Honda Civic в кузові п'ятидверний хетчбек (індекс MA) для європейського ринку, кузовом автомобіль зовні повністю відрізняється від 3-х дверного хетчбека, седана і купе. Автомобіль створений на основі седана Honda Domani першого покоління.
В 1997 році п'ятидверний хетчбек модернізували (індекс MB), змінилася форма передніх фар, решітка радіатора і бампери.
В 1998 році представили універсал AeroDeck (MC), що має об'єм багажного відсіку 415 л, а з складеною задньою стійкою зігнутий - 835 л (відповідно до стандарту VDA, до нижнього краю вікна). Коли навантажується під дах, об'єм багажного відділення становить 1312 л. Заднє сидіння може бути розділене у співвідношенні 60:40 та забезпечує повністю рівну навантажувальну поверхню.

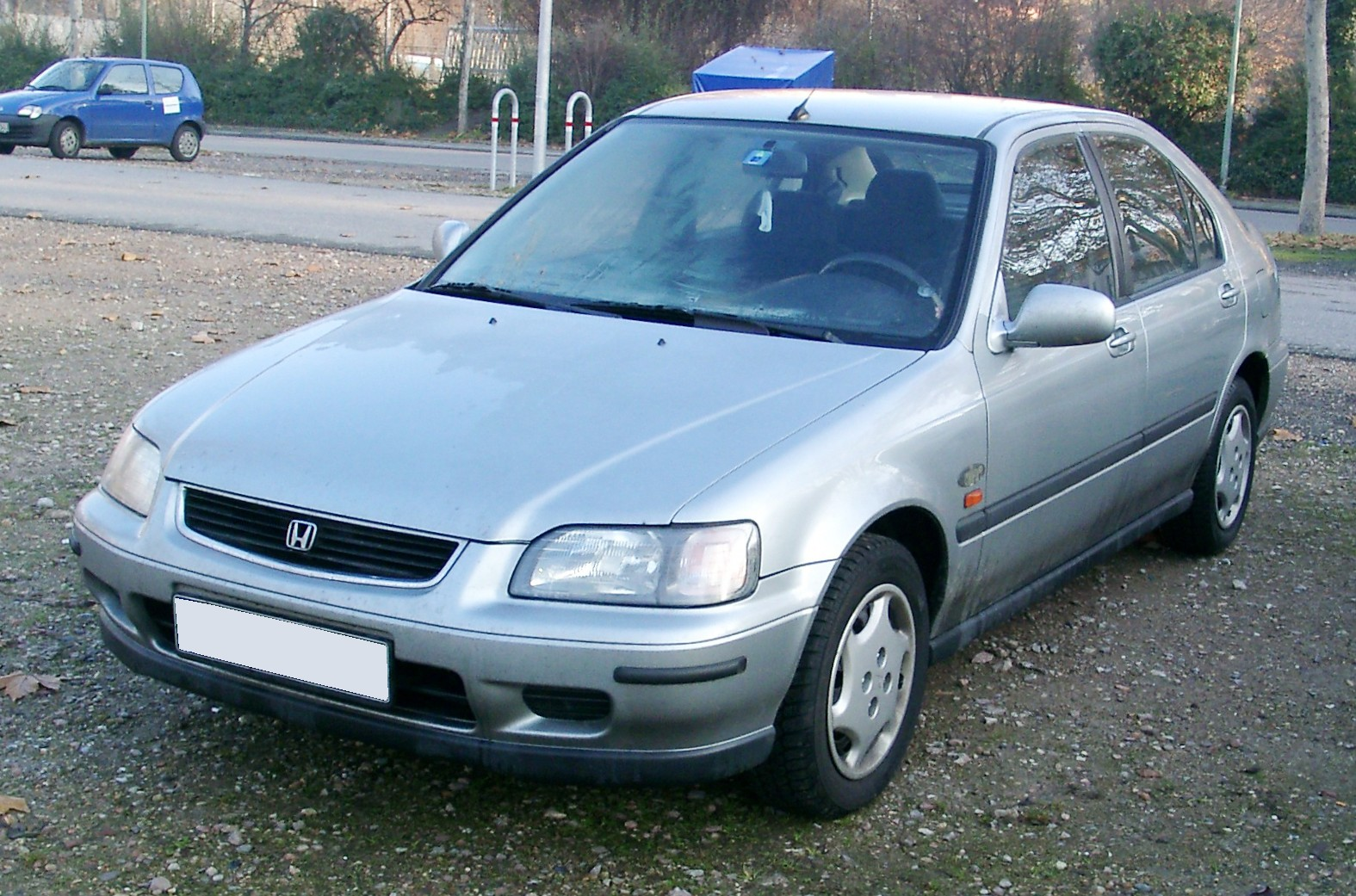
Honda Civic 6 5дв. хетчбек (1995-1997)
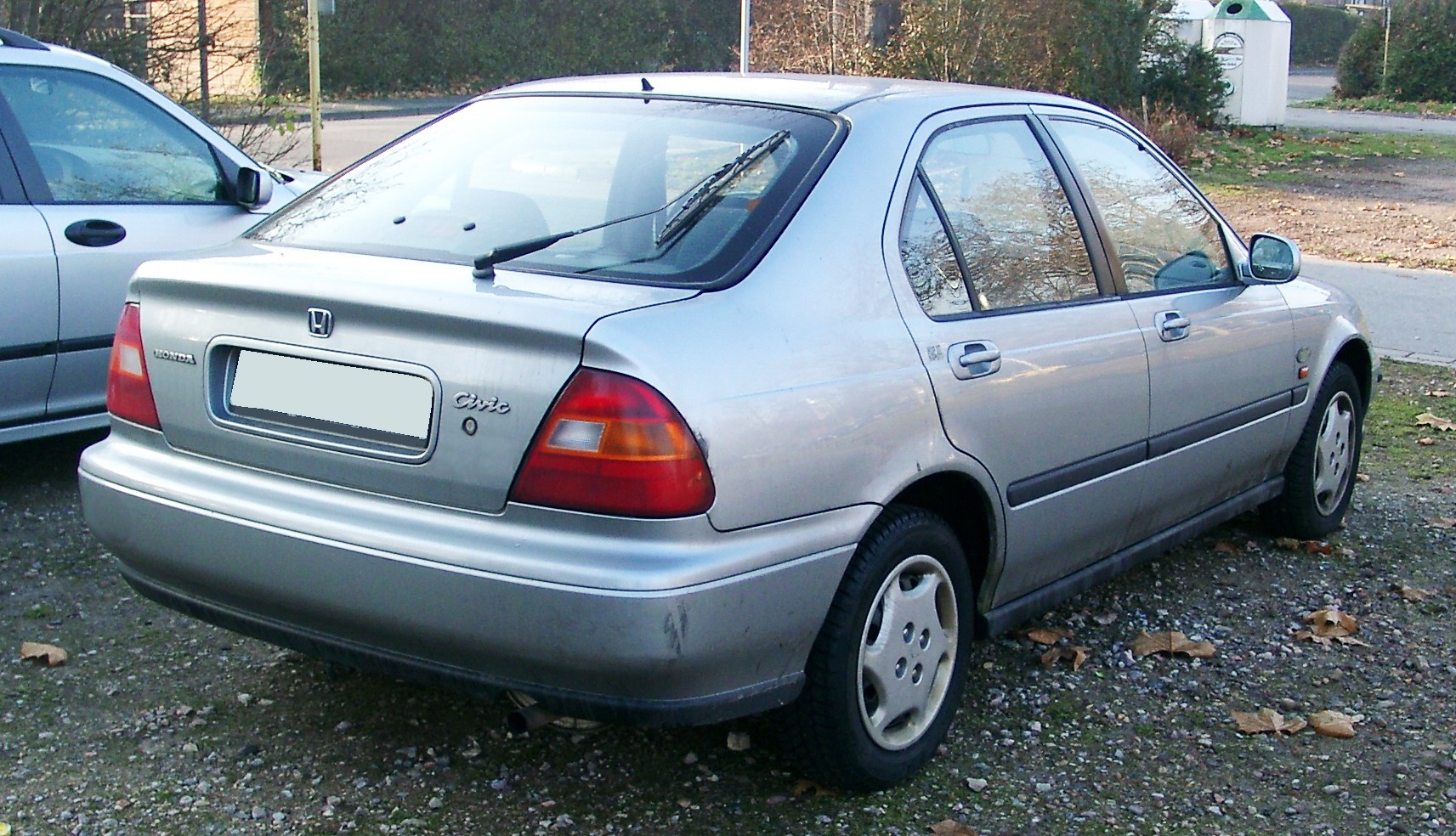
Honda Civic 6 5дв. хетчбек (1995-1997)
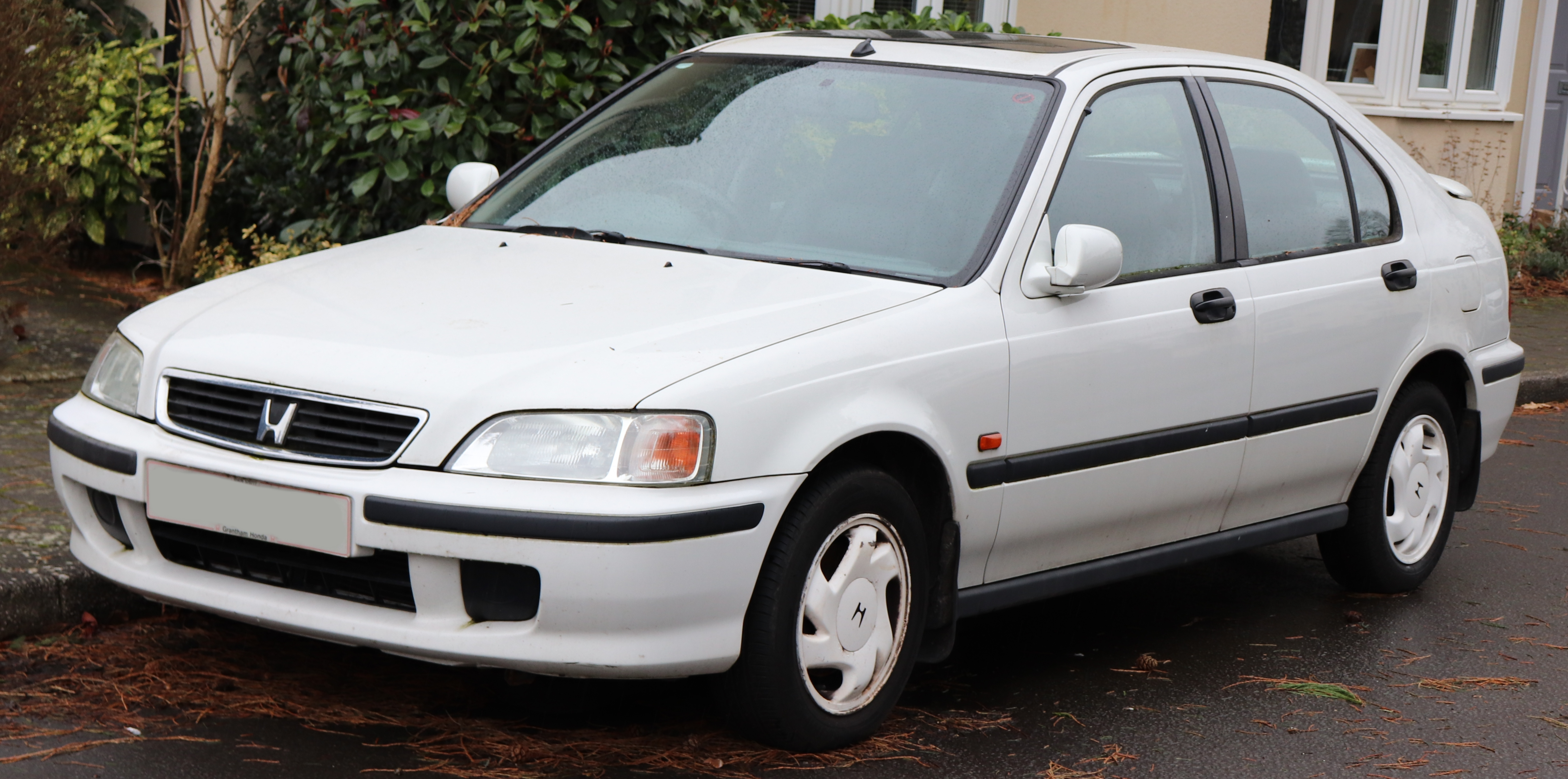
Honda Civic 6 5дв. хетчбек (1997-2001)
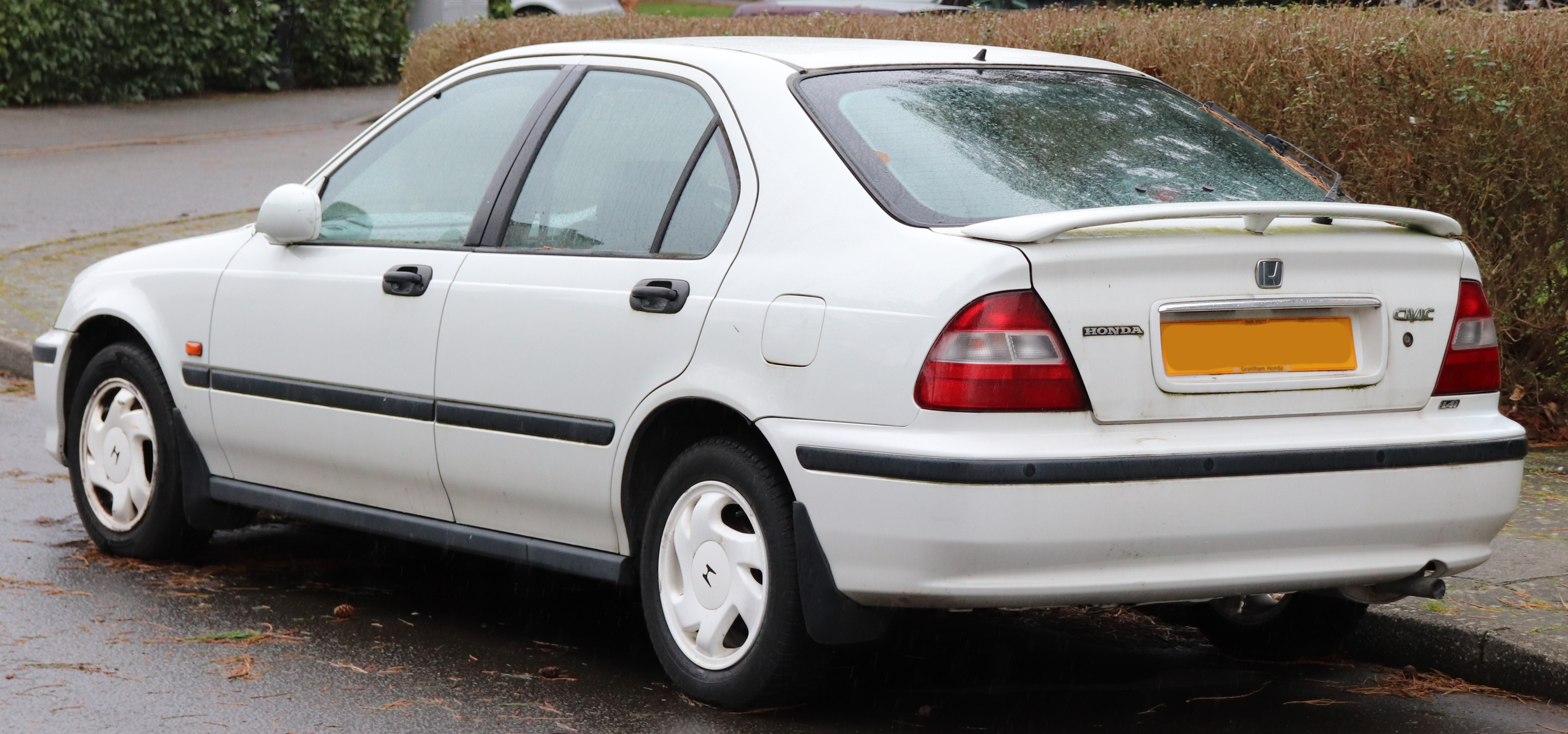
Honda Civic 6 5дв. хетчбек (1997-2001)
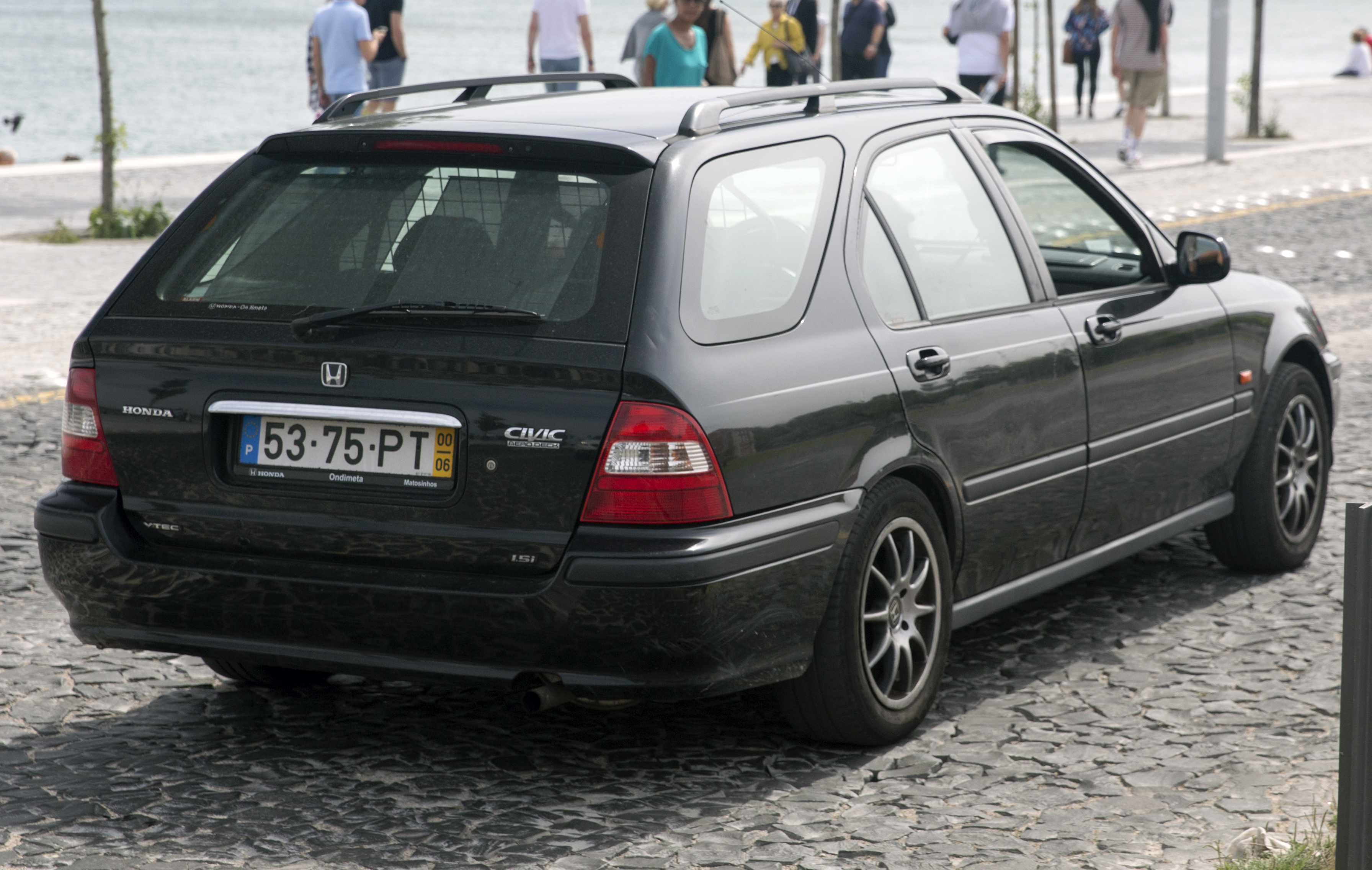
Honda Civic Aerodeck (1998-2001)

### Двигуни
- 1,3 л D13B4 Р4
- 1,4 л D14A2 / A4 / A7 / A8 Р4
- 1,5 л D15Z4 Р4
- 1,6 л D16Y4 Р4 ( Австралія)
- 1,6 л D16Y5 / Y7 / Y8 Р4
- 1,6 л B16A2 VTEC Р4 160 к.с.
- 1,6 л B16B VTEC Р4 185 к.с.
- 1,8 л B18C4 Р4
- 2,0 л 20T2N / 2R Р4 diesel

## Сьоме покоління (2000-2005)

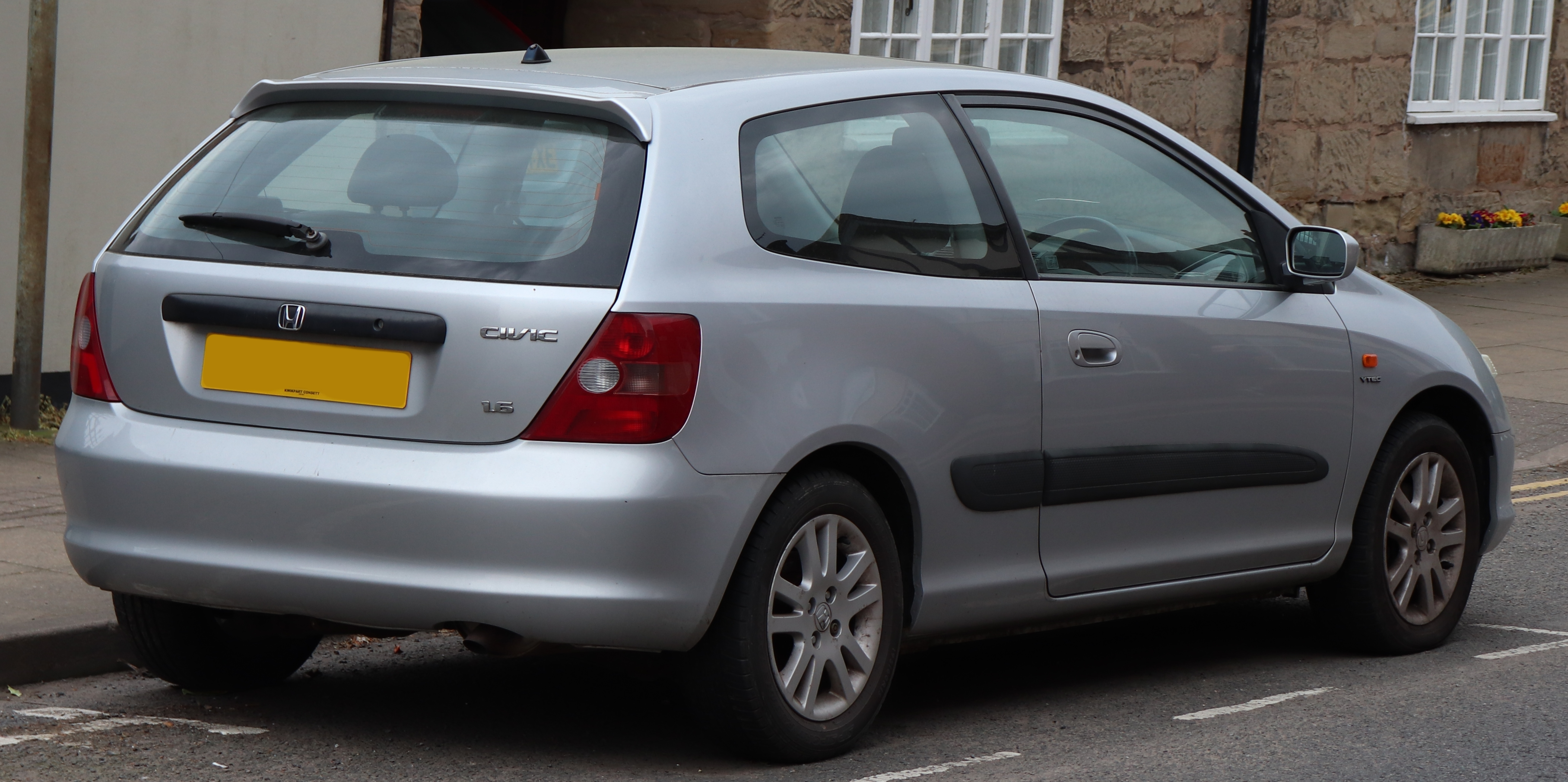
Honda Civic 7 3дв. хетчбек

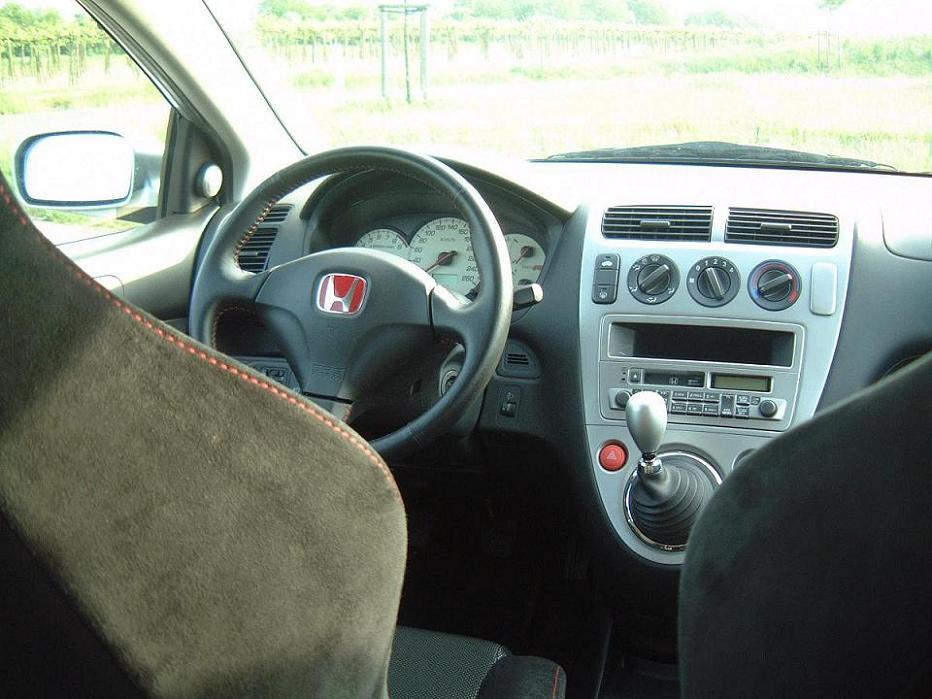
Салон

Сьома генерація моделі дебютувала в кінці 2000 року. Разом з оновленим дизайном автомобіль отримав нову передню і задню підвіску типу McPherson - це дозволило змінити вигляд моторного відсіку (однією з характерних рис моделі став вкорочений капот) і вивільнити додатковий простір для салону. А в 2002 році з'явилася версія Civic Si, оснащена двигуном 2,0 л K20A3 потужністю 160 к.с. і 5-ступінчастою механічною КПП.
Гама двигунів Civic сьомого покоління складається з 4-циліндрових рядних бензинових двигунів. Базовий - 1,5 л SOHC потужністю 105 к.с. працює в парі з автоматичною коробкою передач або варіатором. 1,5 л версія з системою VTEC розвиває потужність 115 к.с. і комплектується автоматичною КПП (передній привід або 4WD). Двигун D17A (SOHC VTEC) має обсяг 1,7 літра і потужність 130 к.с. Він комплектується або АКПП (4WD), або варіатором (передній привід). Окремо стоїть модифікація Type R, у якій під капотом знаходиться 2,0 л двигун K20A2 DOHC i-VTEC - такий, як і на Honda Integra Type R. Максимальна потужність двигуна становить 215 к.с. На цьому автомобілі використовується нова 6-ст. механічна КПП.
Через рік на ринку з'явилася перша гібридна версія моделі Civic, оснащена бензиновим 1,3-літровим 4-циліндровим двигуном потужністю 65 к.с., сполученим з 13-сильним електричним двигуном. Новий сплав силових установок дозволив скоротити рівень витрат в місті до 5,1 літра на сотню. На той час на ринку вже щільно зміцнився Prius від Toyota - безумовний лідер сегменту гібридних економічних автомобілів, з яким Honda змагається досі. 

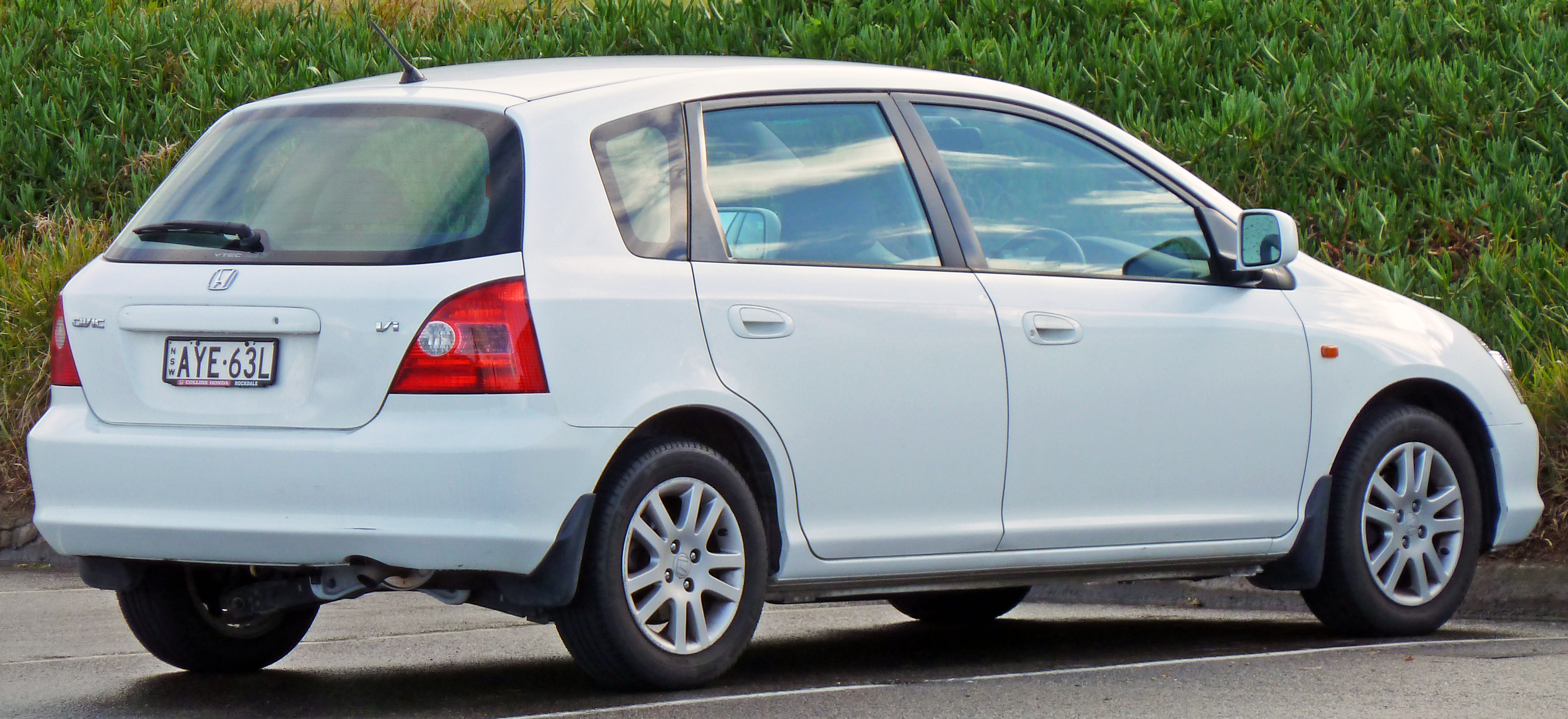
Honda Civic 7 5дв. хетчбек
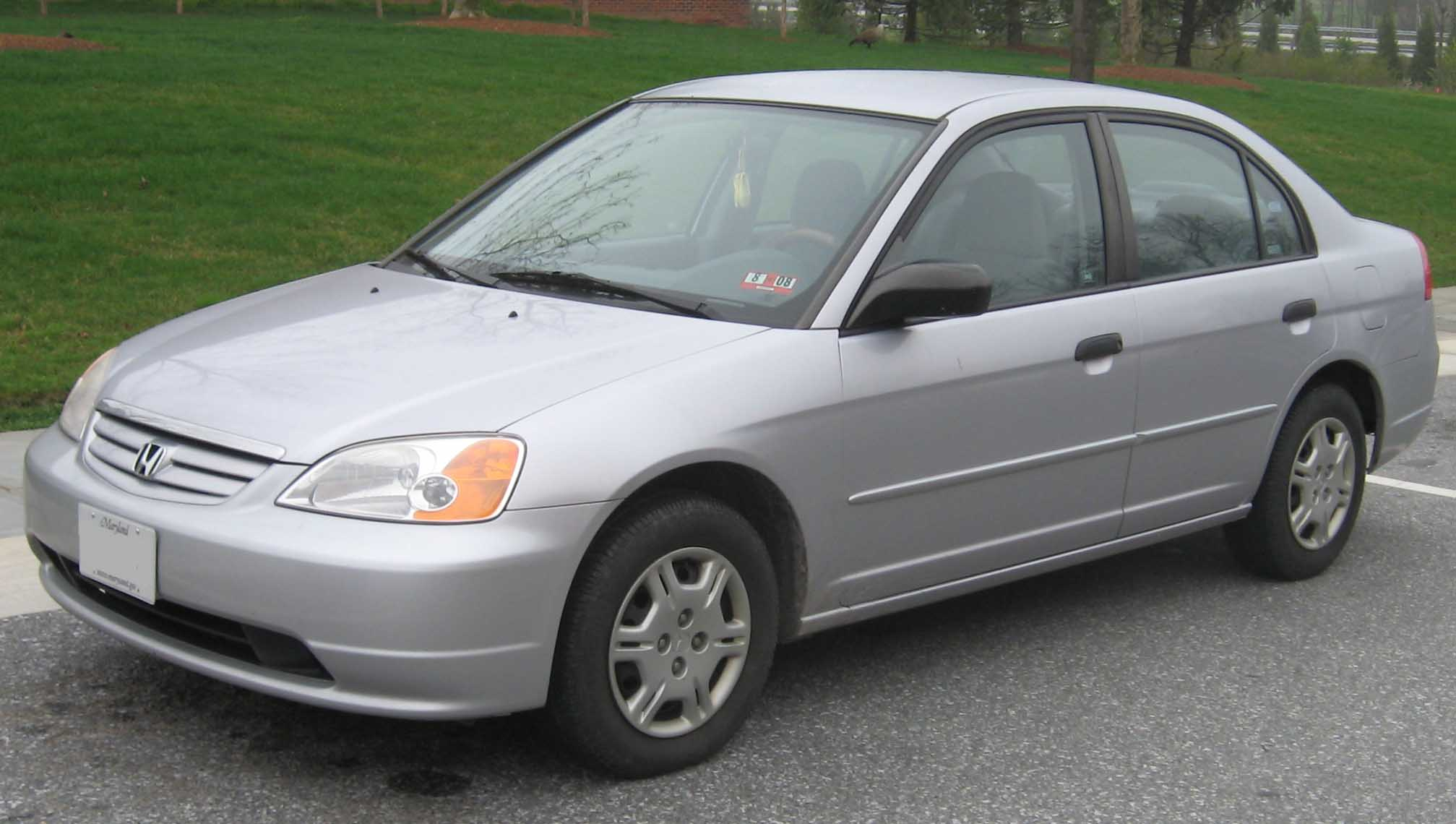
Honda Civic 7 седан (2001-2004)
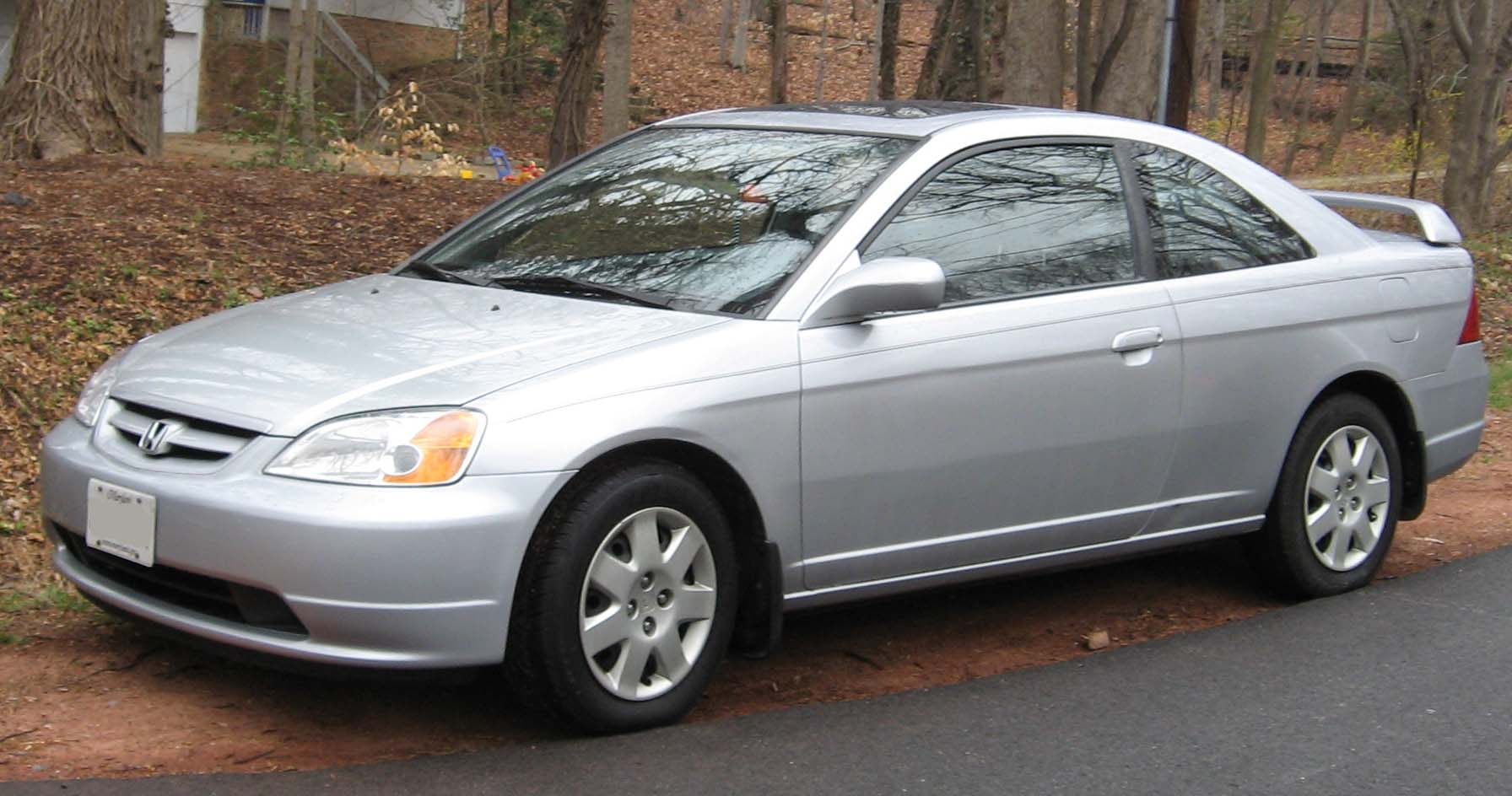
Honda Civic 7 купе (2002-2004)
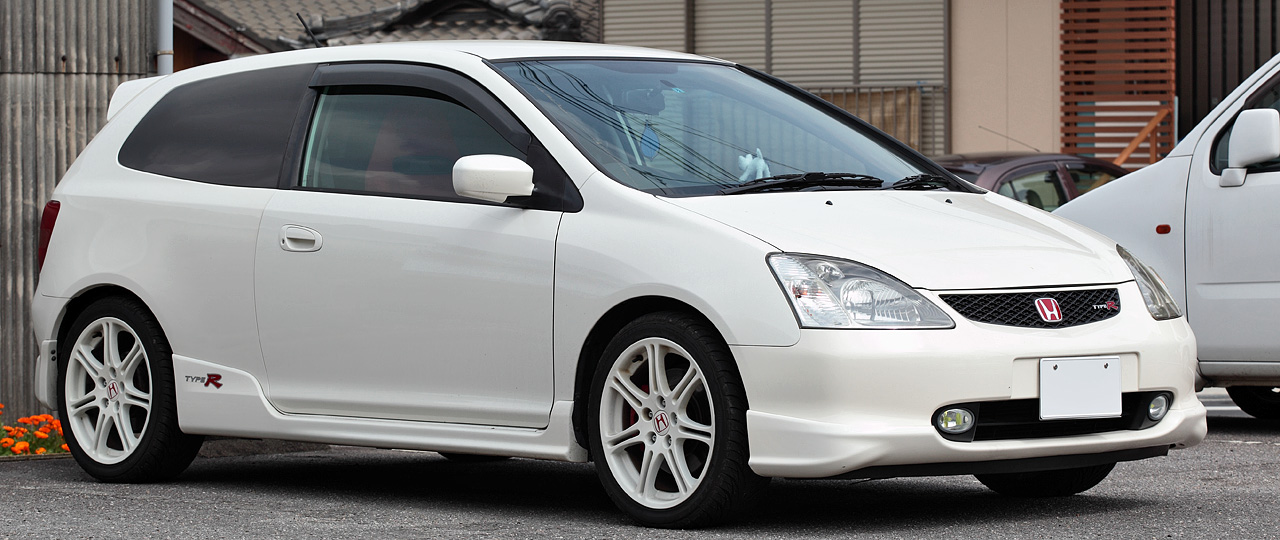
Honda Civic Type-R 2

### Рестайлінг 2004
У 2004 році відбувся легкий рестайлінг сьомого покоління: змінився бампер, була модифікована передня оптика й решітка радіатора, оптимізована лінія даху. Автомобіль отримав 15-дюймові колісні диски і систему запуску без ключа. 2005 рік став завершальним для цієї генерації моделі. Компанія також пропонувала пакет «Special Edition», який має у своєму складі спойлери, накладки, MP3-магнітолу і шкіряну обробку салону. 

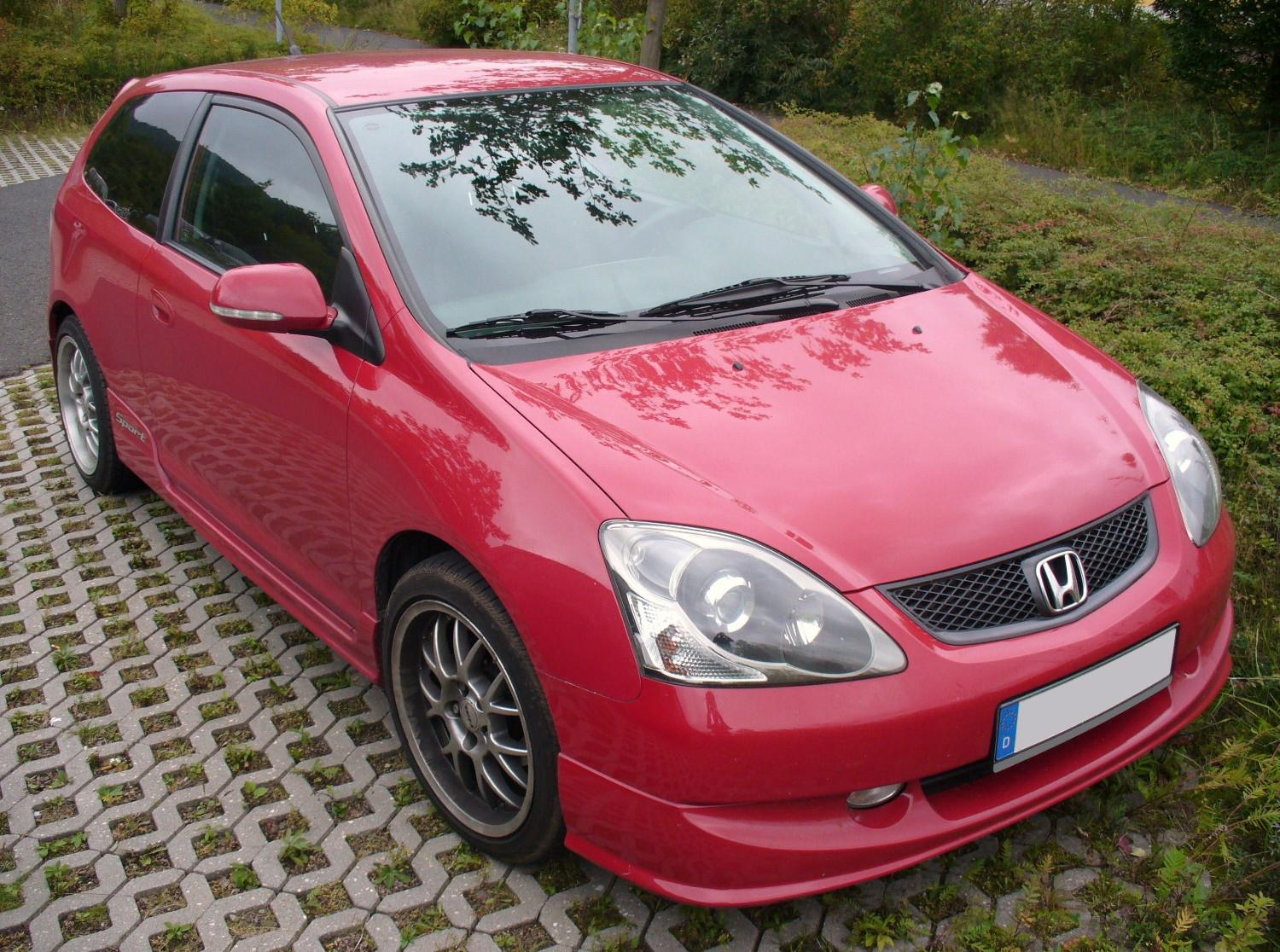
Honda Civic 7 3дв. хетчбек
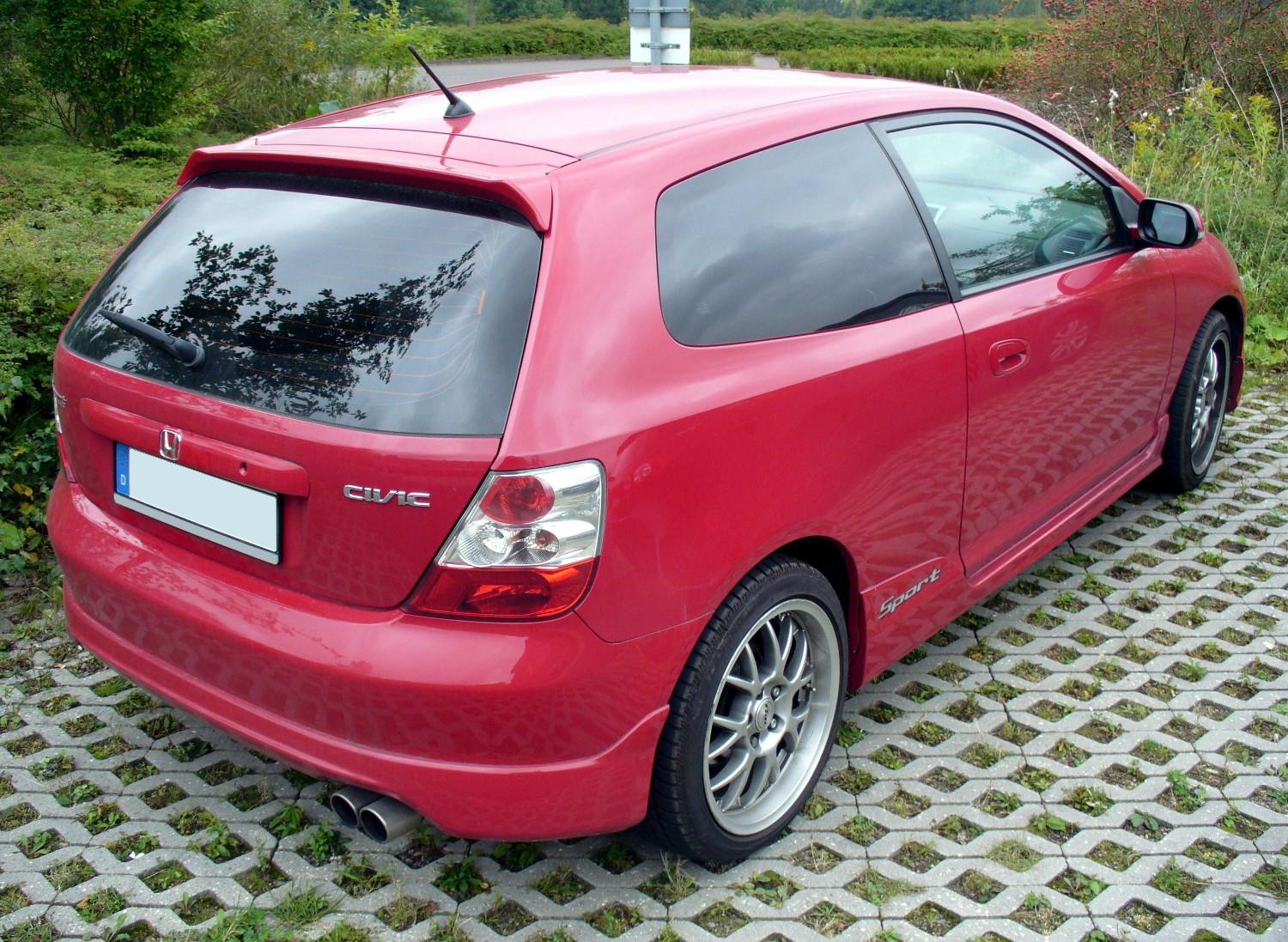
Honda Civic 7 3дв. хетчбек
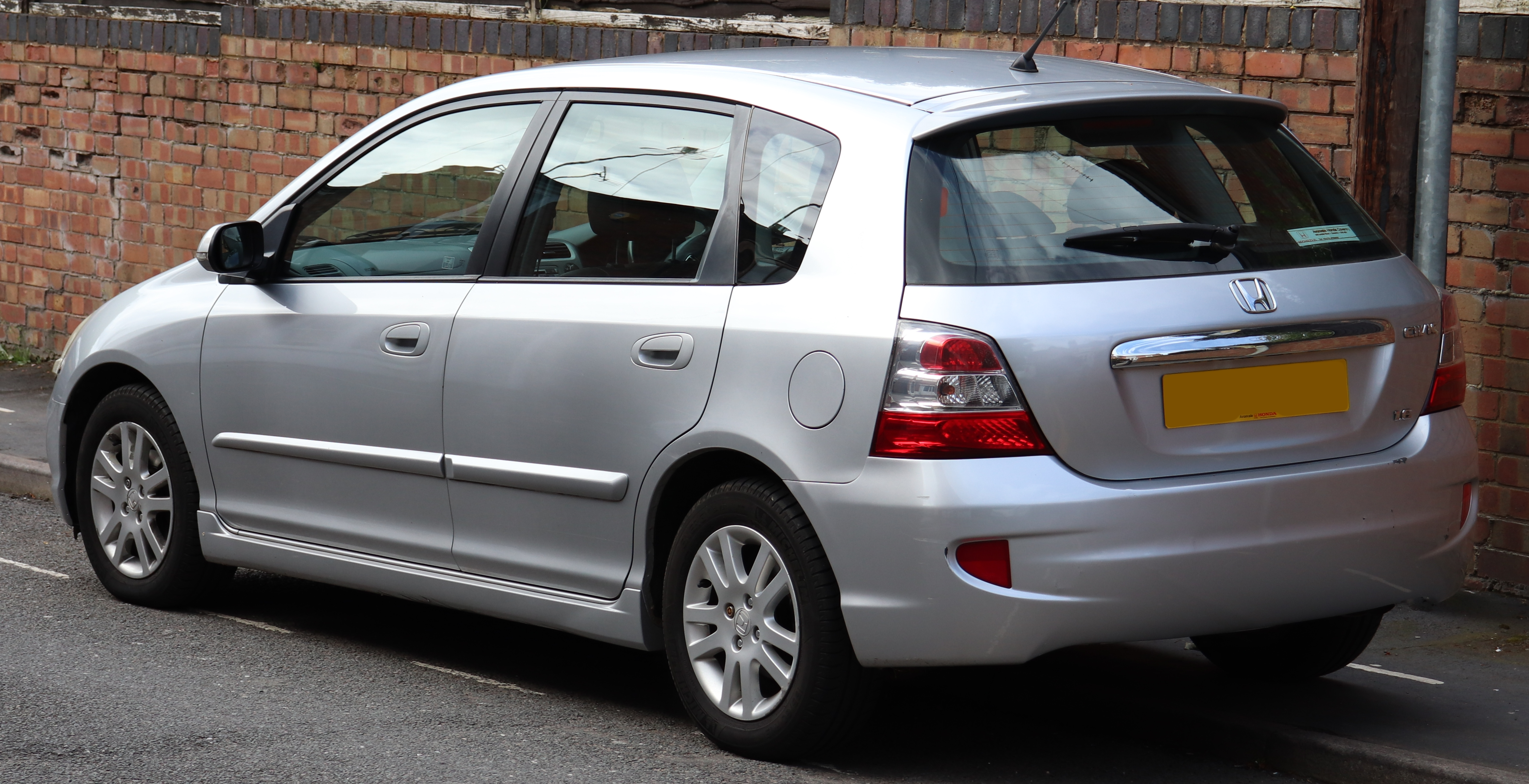
Honda Civic 7 5дв. хетчбек
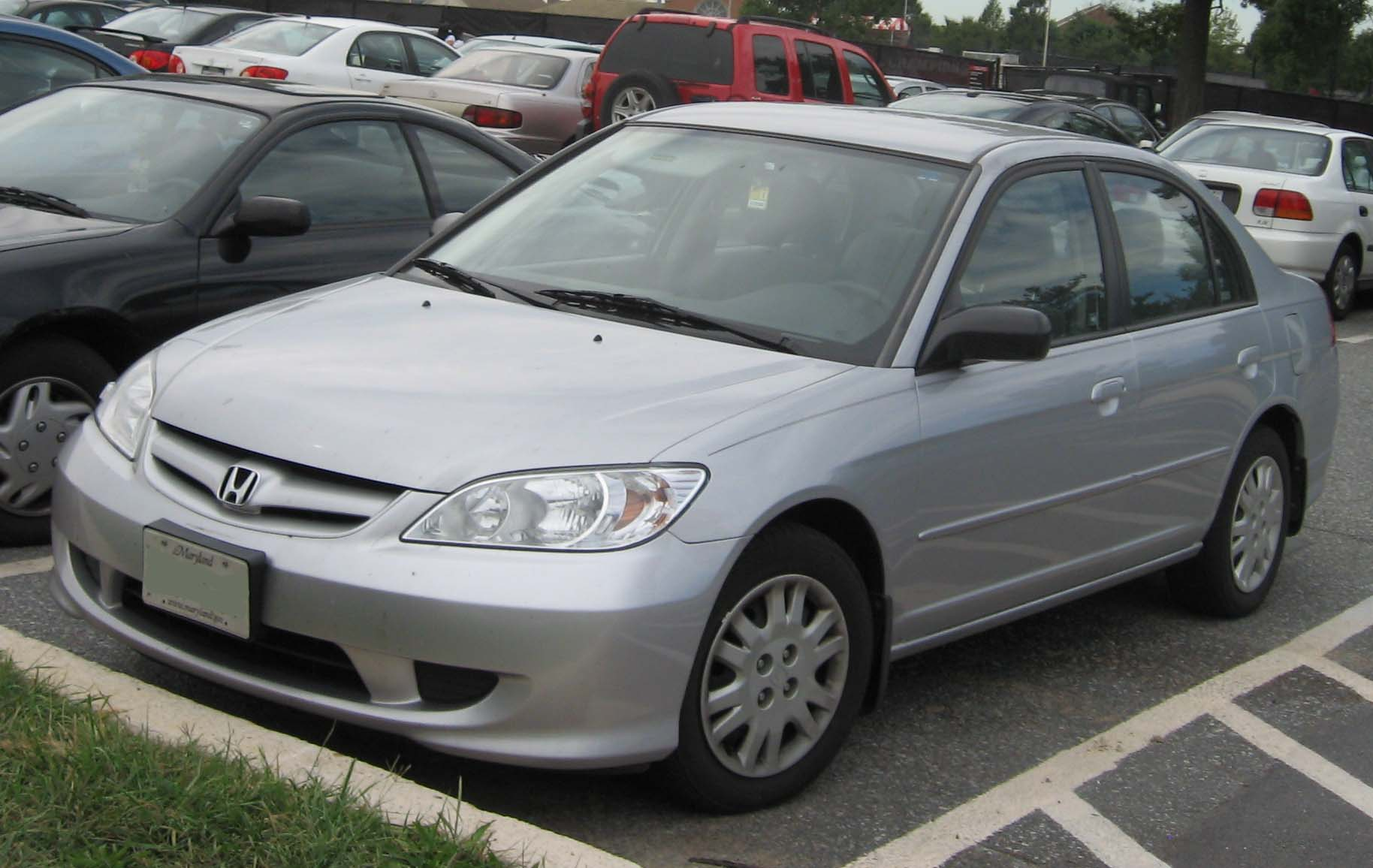
Honda Civic 7 седан  (2004-2005)
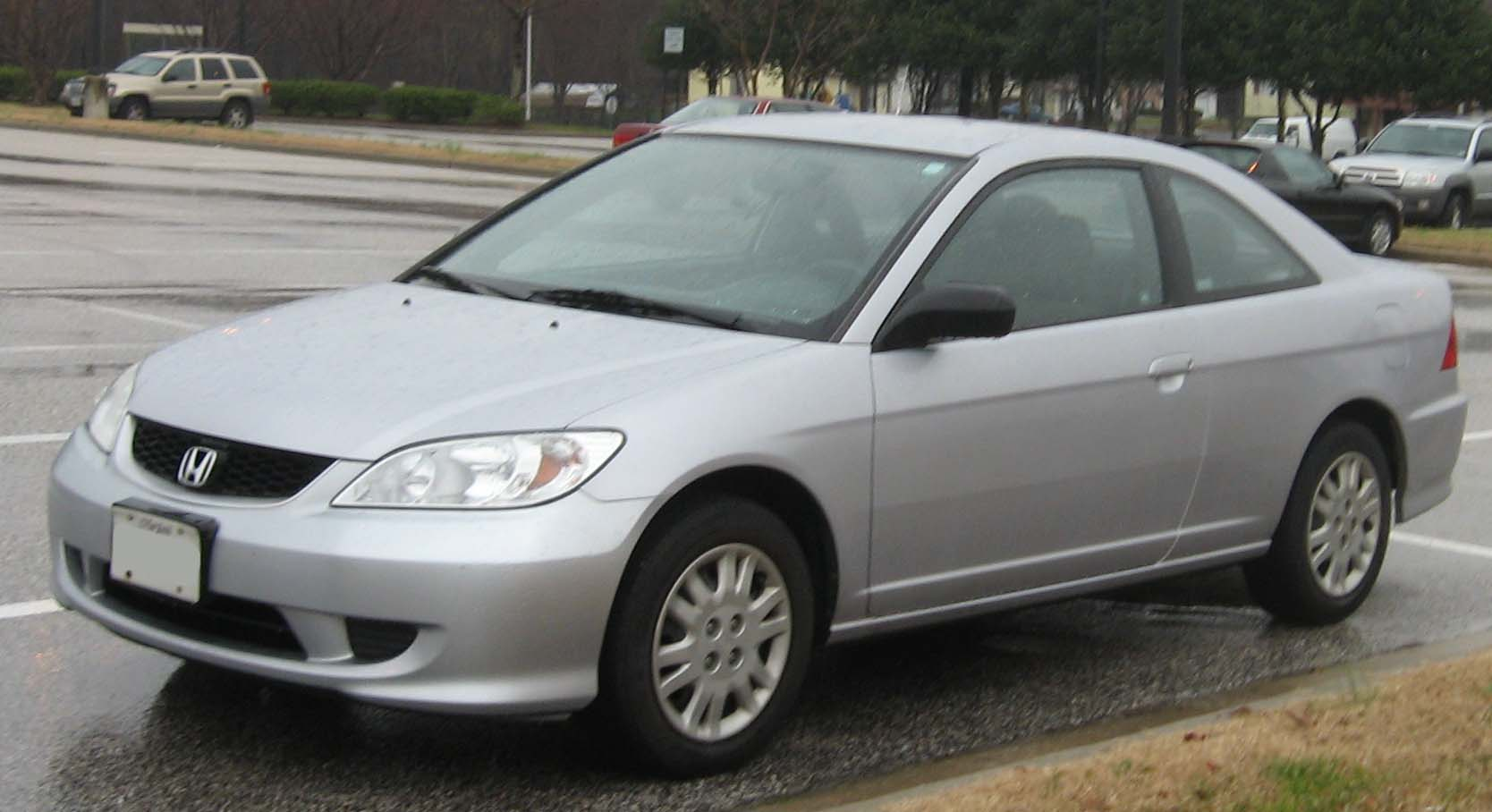
Honda Civic 7 купе  (2004-2005)

### Двигуни
- 1.3 л LDA-MF5 I4 + електродвигун (Hybrid)
- 1,4 л AX14EL P4
- 1,5 л D15Y3 Р4
- 1,5 л D15Z6 Р4
- 1,6 л D16W7 Р4
- 1,6 л D16W9 Р4
- 1,7 л D17A1 Р4
- 1,7 л D17A6 Р4
- 1,7 л D17A2 Р4
- 2,0 л K20A2 Р4 200 к.с.
- 2,0 л K20A3 Р4 160 к.с.

## Восьме покоління (2005-2011)

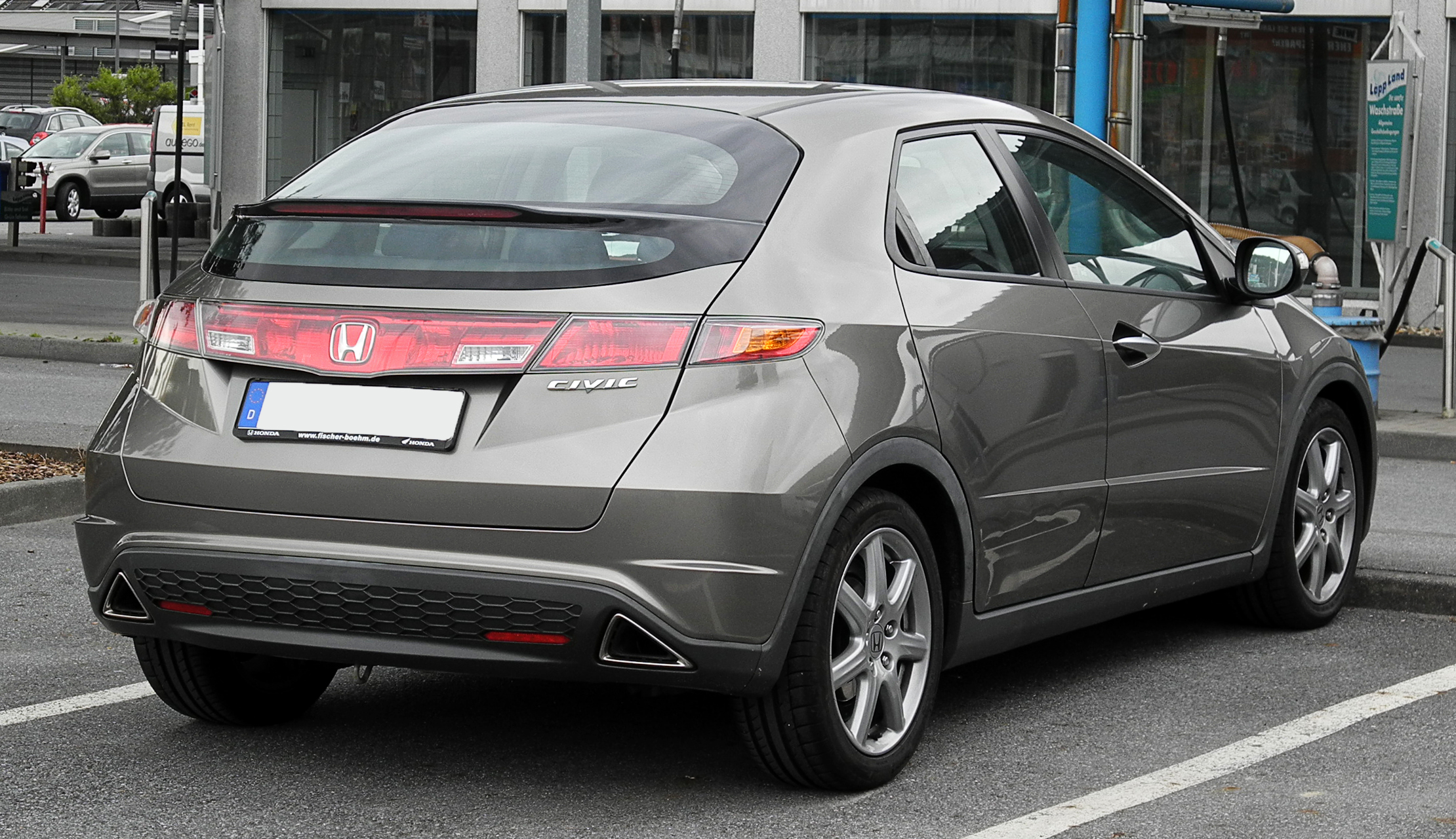
Honda Civic 8 5дв. хетчбек (2005-2009)

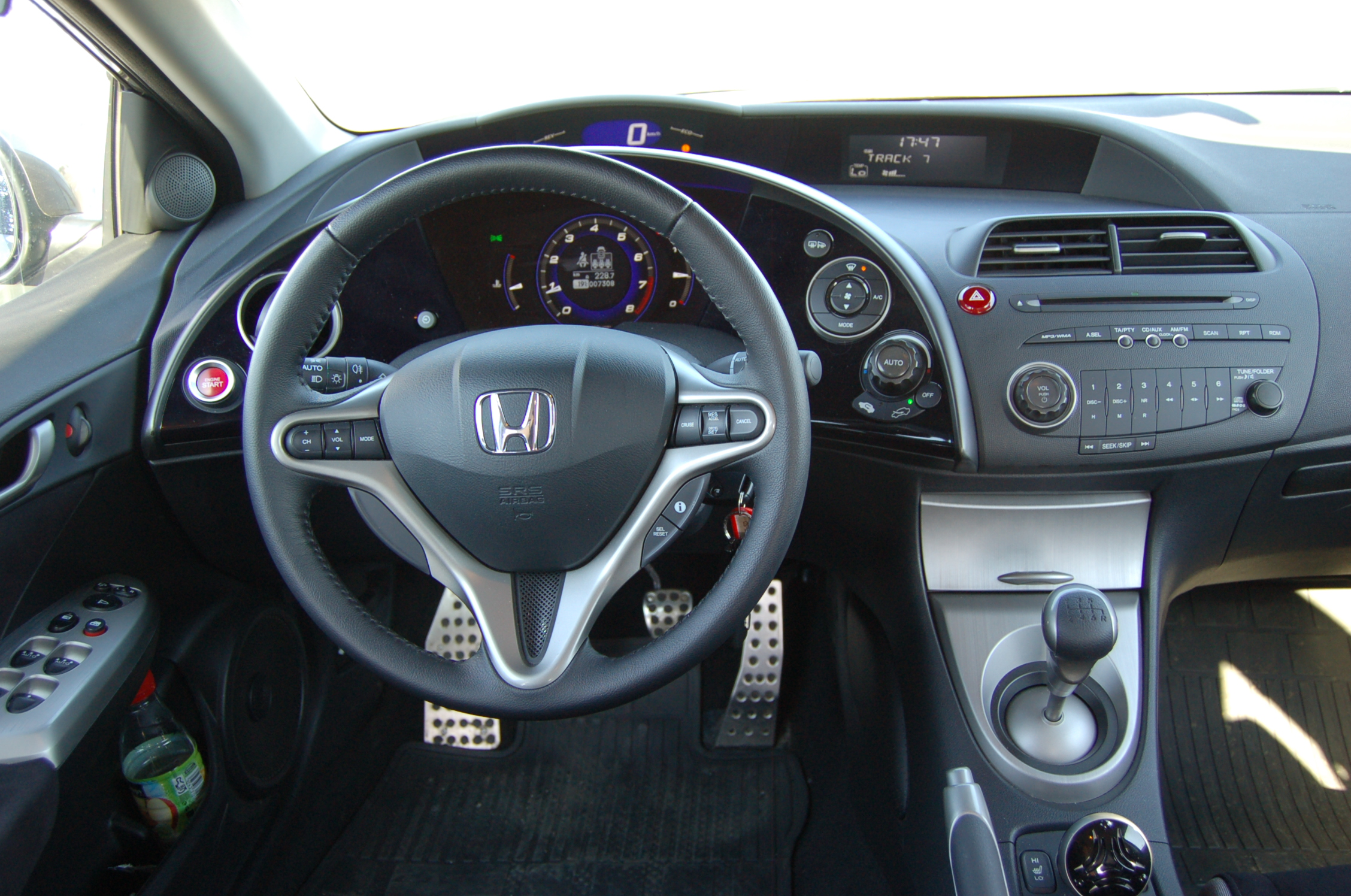
Салон Honda Civic 8

У випадку зі свіжим восьмим поколінням Civic, Honda представила машину в двох зовсім різних концепціях. Вперше за всю історію Сівіка варіація седана докорінно відрізнялася від варіації хетчбека, і навпаки.
Передня підвіска у хетчбека незалежна типу Макферсон, задня підвіска напівзалежна підвіска (торсіонна балка) від Honda Jazz.
У седана і купе передня підвіска Макферсон, задня незалежна багатоважільна.  І хоча північноамериканська версія седана дещо відрізнялася від європейської, всередині вони були ідентичні. На європейському ринку машина пропонувалася у версії 3-х, 5-дверний хетчбек і седан, а на північноамериканському - седан і купе.
Що стосується двигунів, то європейські версії моделі оснащувалися економічними 1,4-літровим і 1,8-літровим (113 і 140 к.с.) апаратами VTEC, споживаючи 10-12 літрів на 100 км у місті. Спортивна версія Type-R була укомплектована 2.0-літровим силовим агрегатом. Крім цього був доступний і 2,2-літровий дизель потужністю 140 к.с. з 5-ступінчастим механікою або автоматом, злітали до сотні за 8,6 секунд. Також була доступна і гібридна версія автомобіля. 

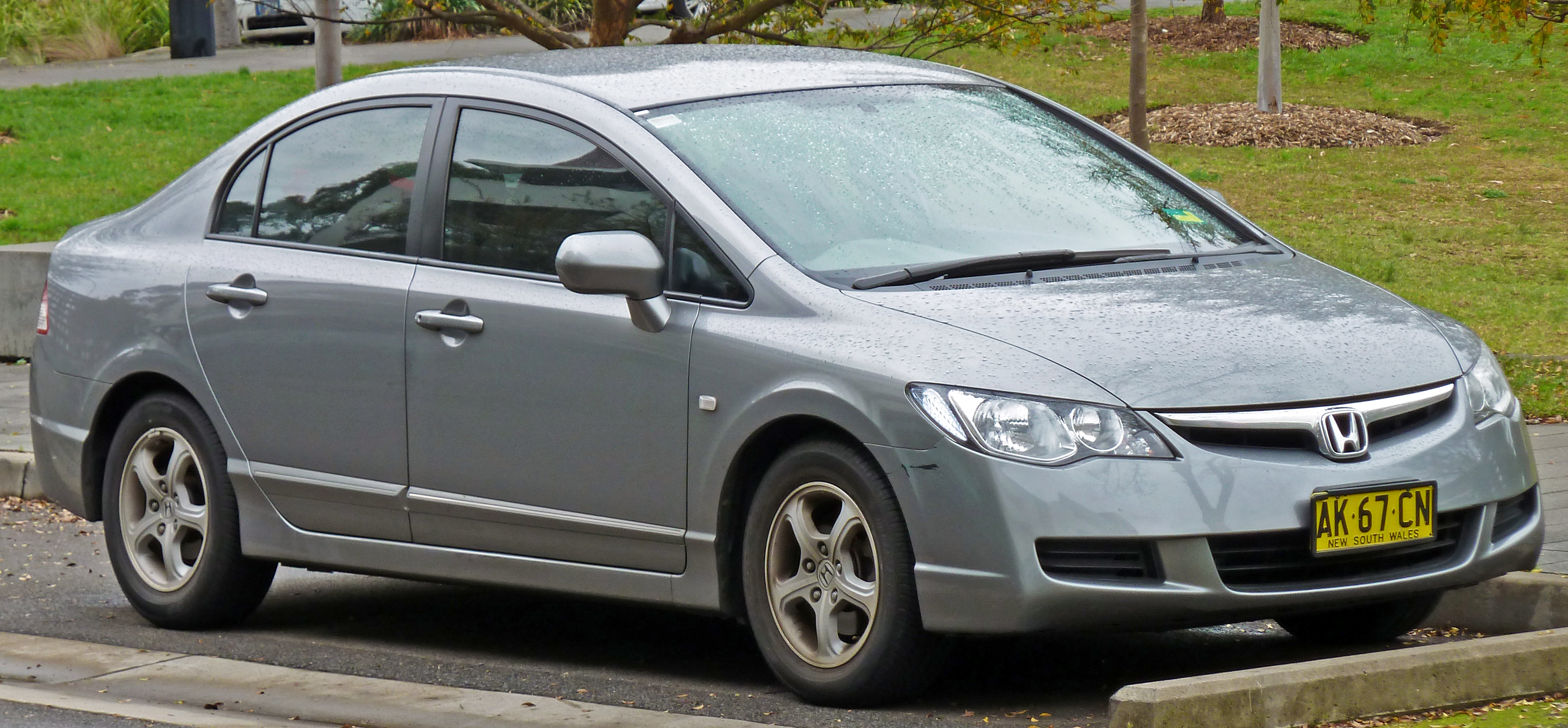
Honda Civic 8 седан (Європа, Японія)
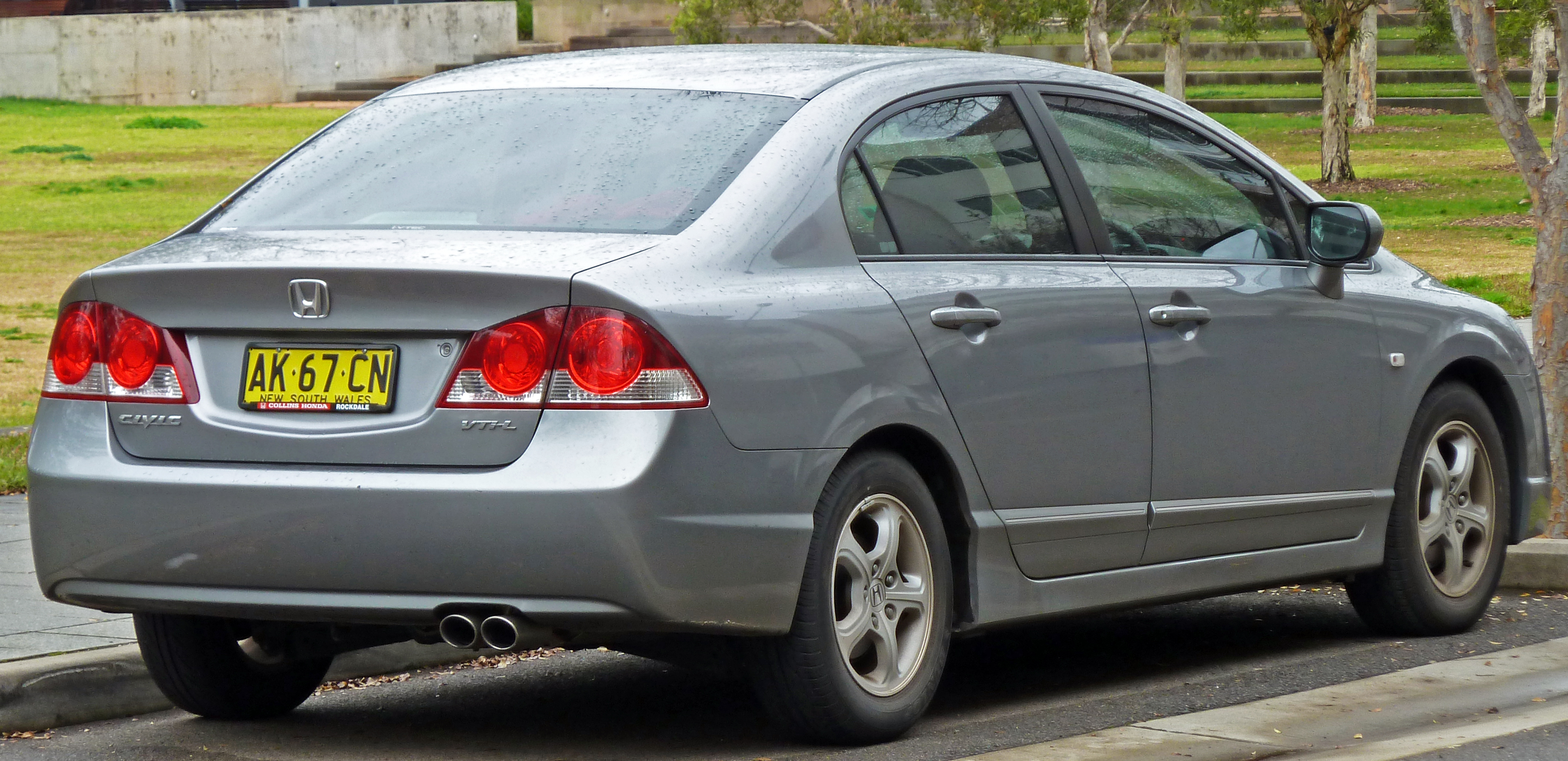
Honda Civic 8 седан (Європа, Японія)
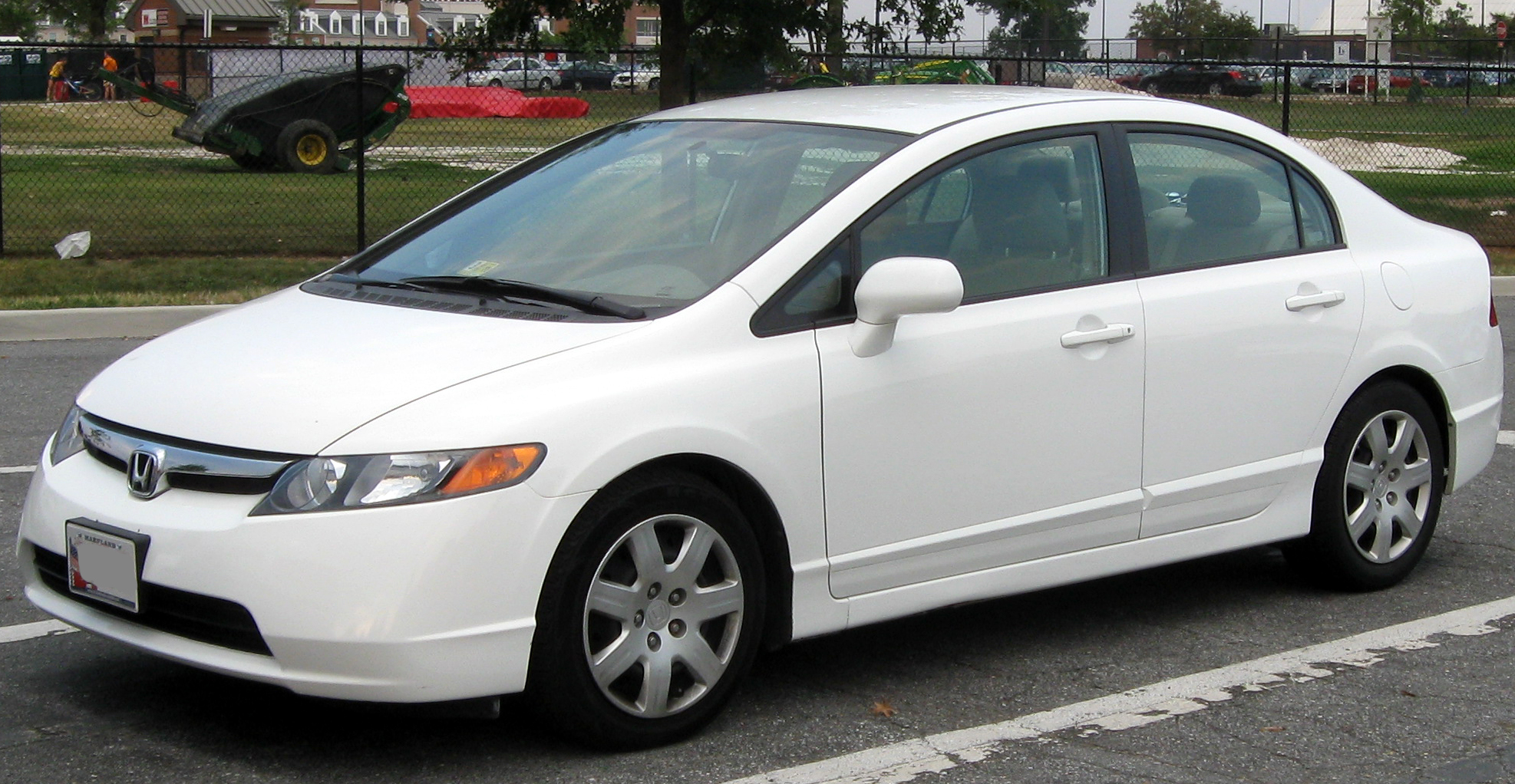
Honda Civic 8 седан (США)
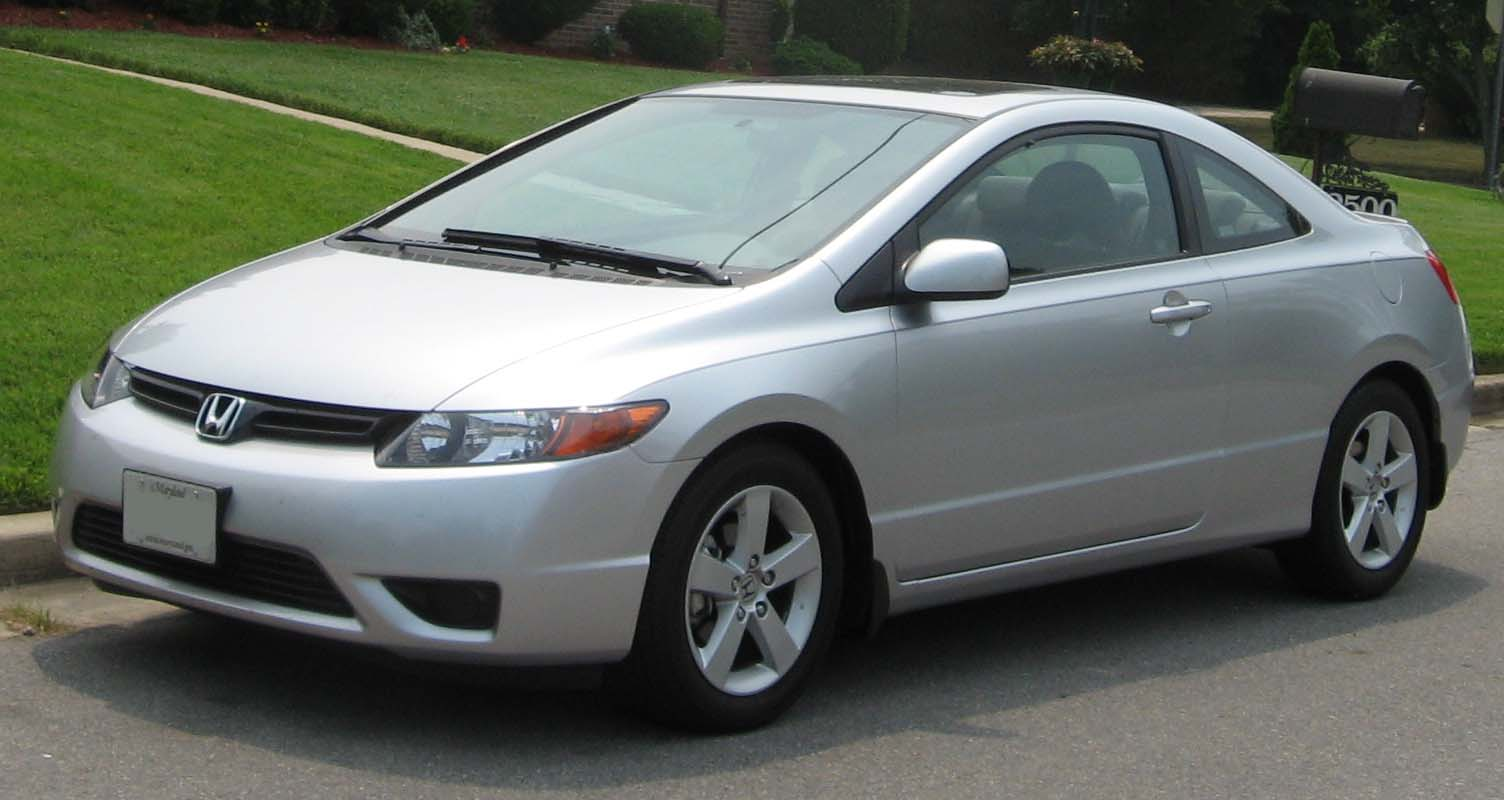
Honda Civic 8 купе (США)
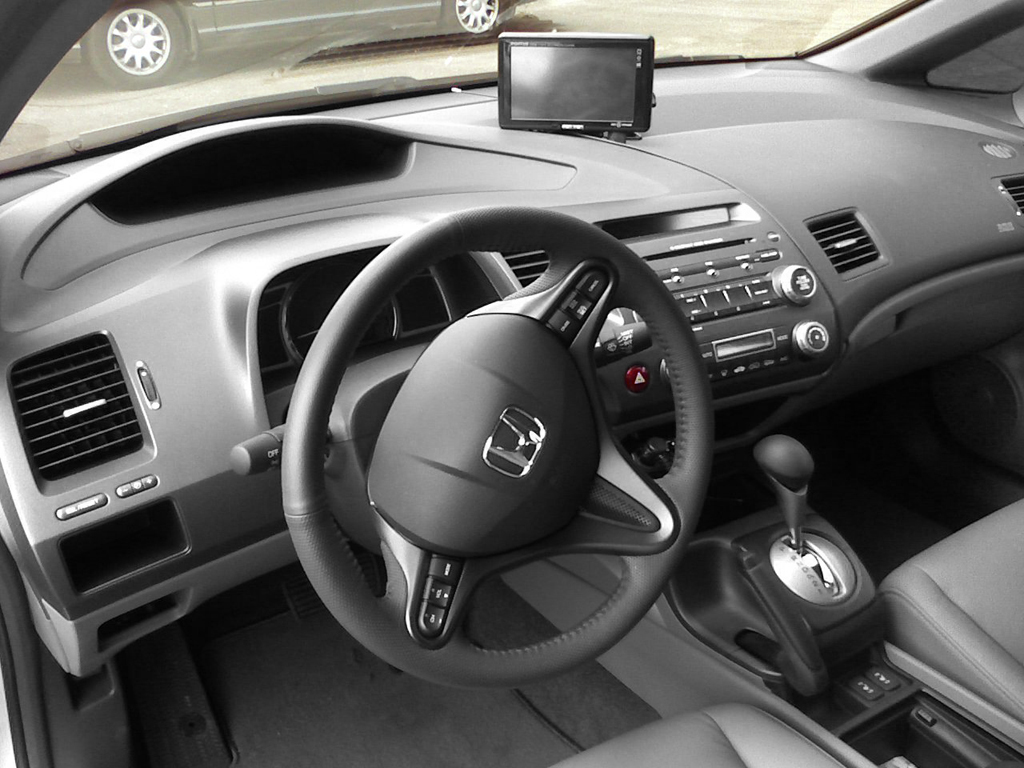
седан і купе

### Зміна стилю у 2009

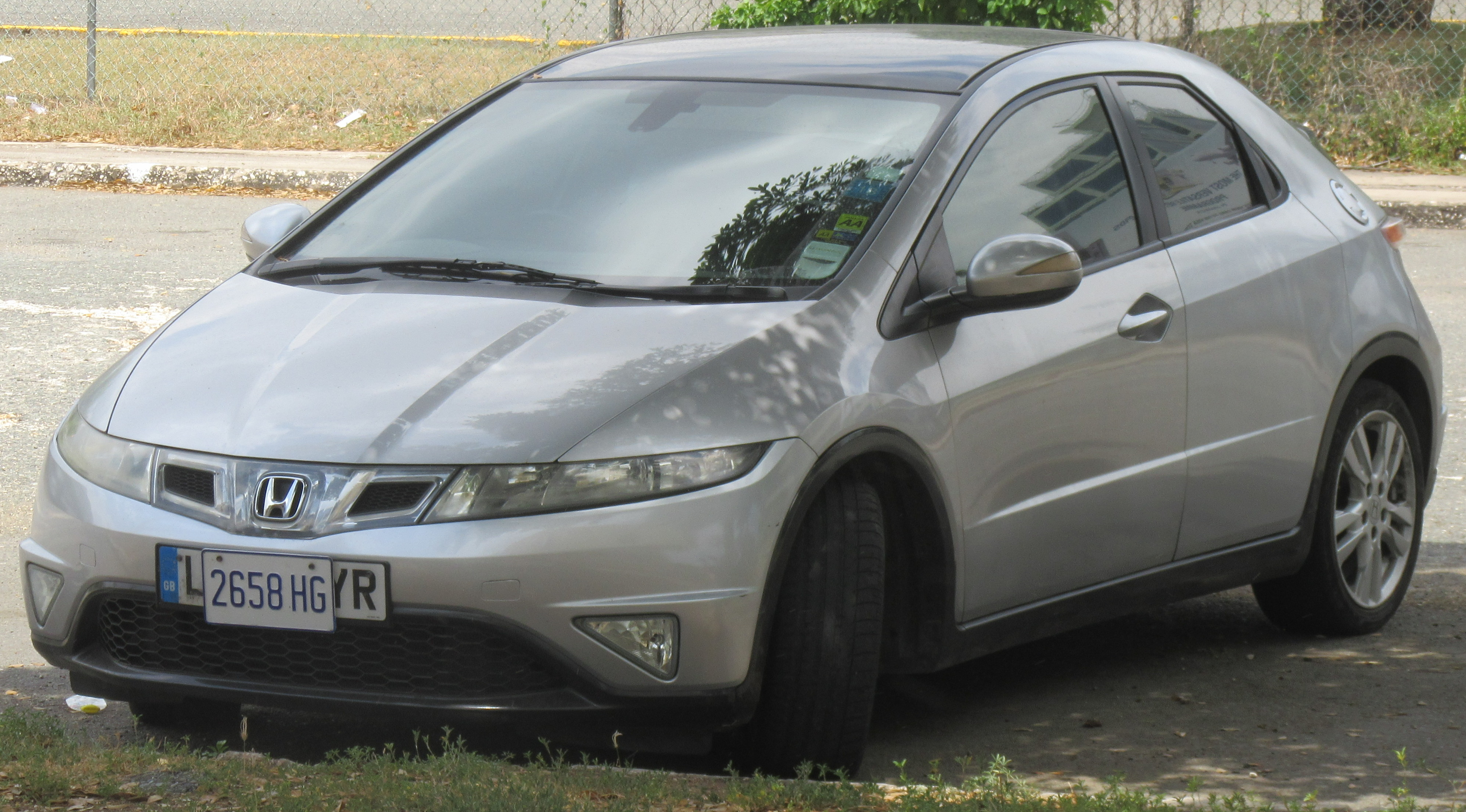
Honda Civic 8 5дв. хетчбек (2009-2011)

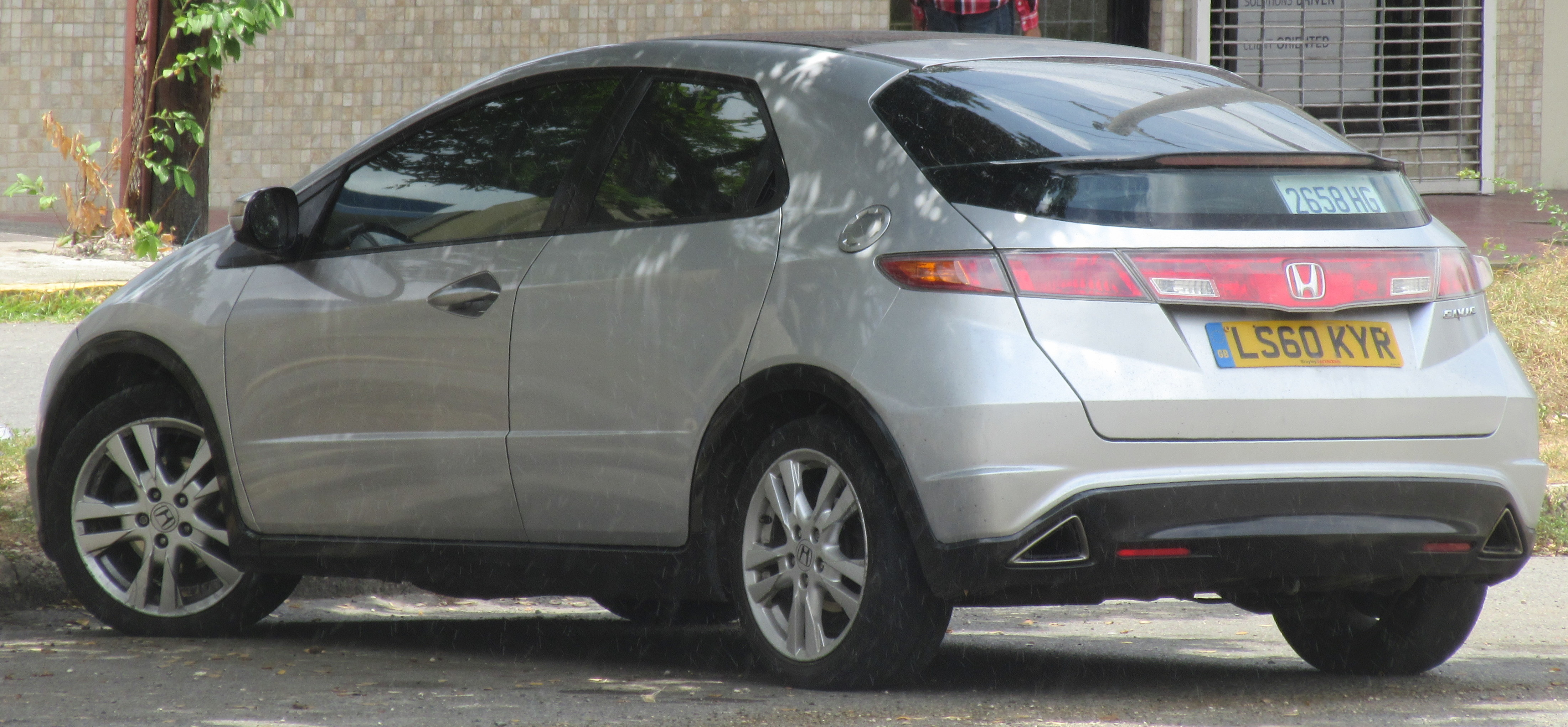
Honda Civic 8 5дв. хетчбек (2009-2011)

Свіжа версія 2009 зазнала незначні зміни в зовнішності і жодних змін всередині. Невеликий фейсліфтінг не пошкодив машині рівно настільки, наскільки не пішов їй на користь: задню оптику японці зробили злегка ромбоподібною, проте це навряд чи кидається в очі, особливо під час руху авто, а спереду змінили форму протитуманних фар. У максимальну комплектацію став встановлюватися ксенон. У всі комплектації додана функція дистанційного відкриття кришки багажника (з брелока) і рознім для підключення плеєра (AUX). Крім того, вже в базовій версії кермо зробили шкіряним. Все, що стосується двигуна та іншої механіки, залишилося недоторканим.
За всю свою історію модель пройшла досить вдалий і барвистий шлях, і це, безумовно, не кінець. З кожним новим поколінням Honda давала споживачеві щось нове, те, чого йому не вистачало в попередньому поколінні, залишаючись, в той же час, на одній і тій же хвилі - споживчій.

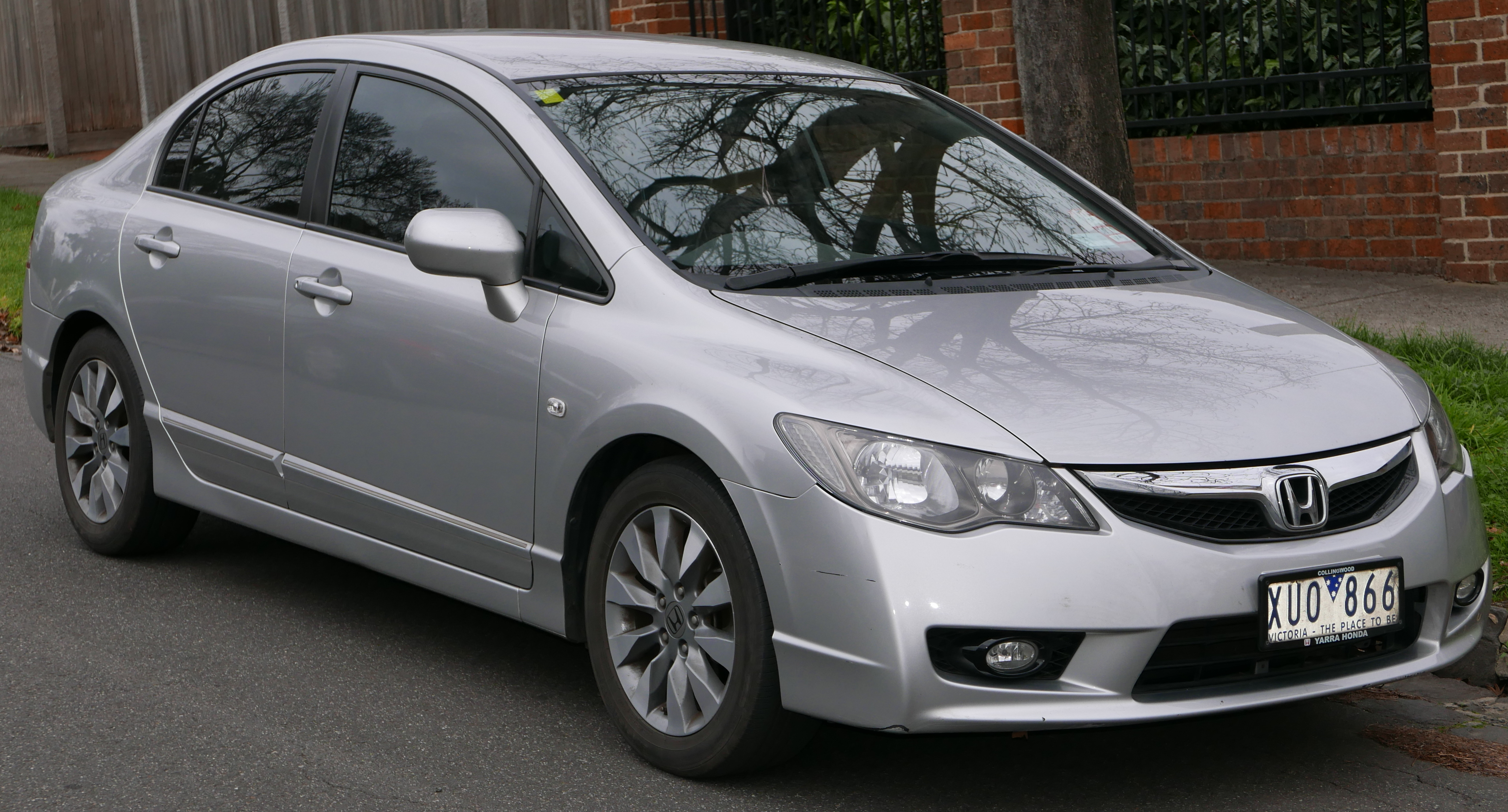
Honda Civic 8 седан (Європа, Японія)
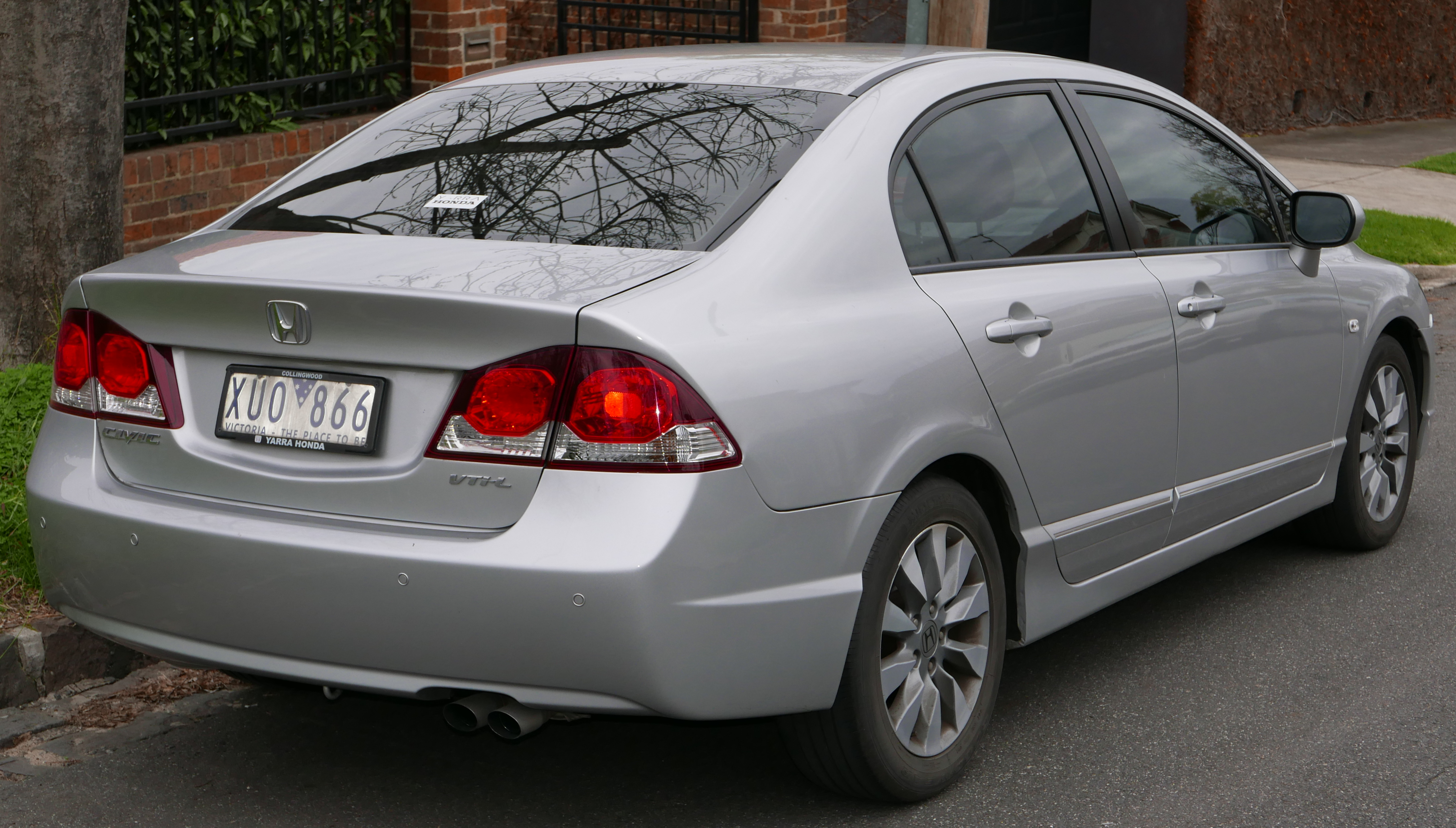
Honda Civic 8 седан (Європа, Японія)
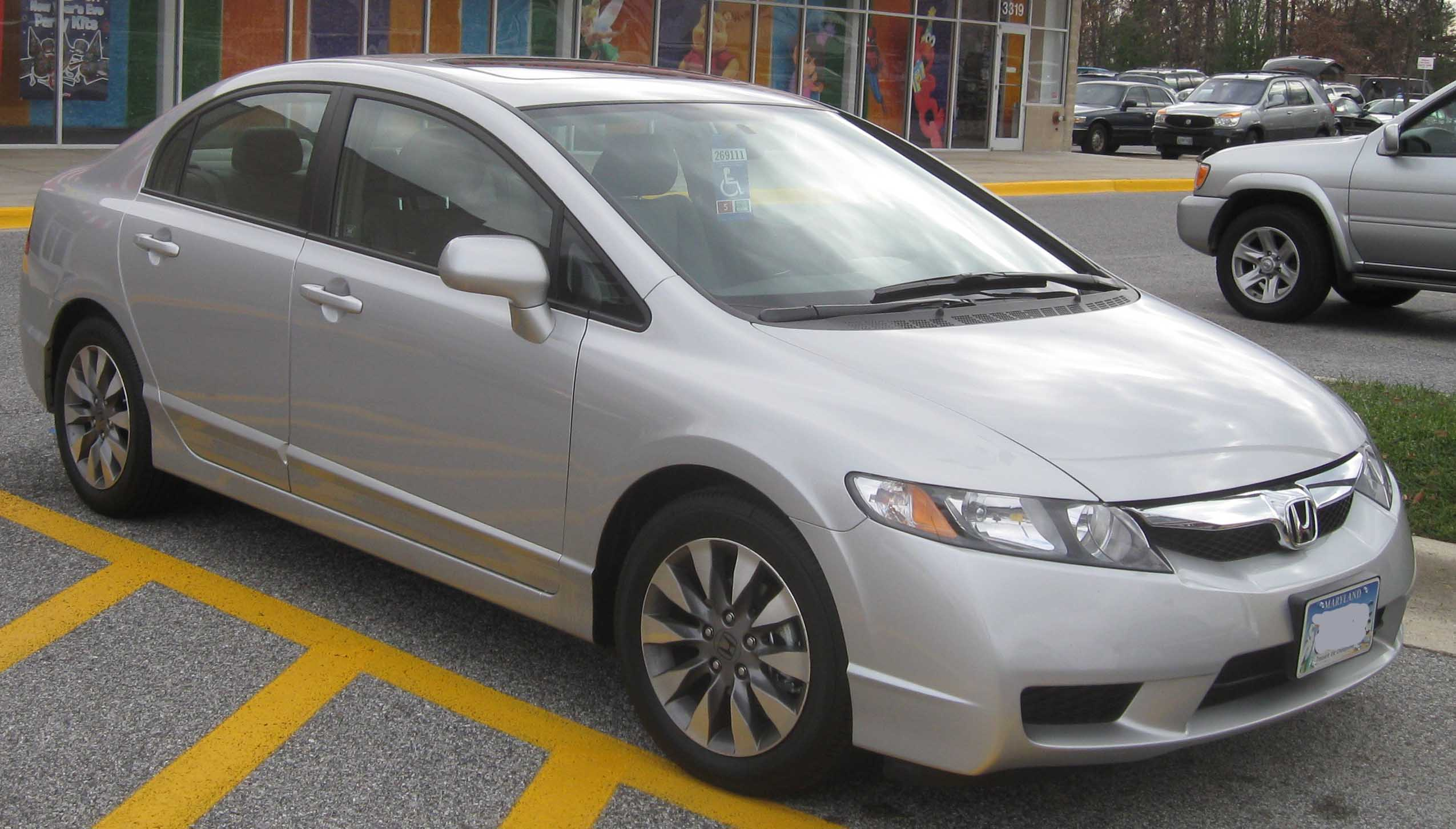
Honda Civic 8 седан (США)
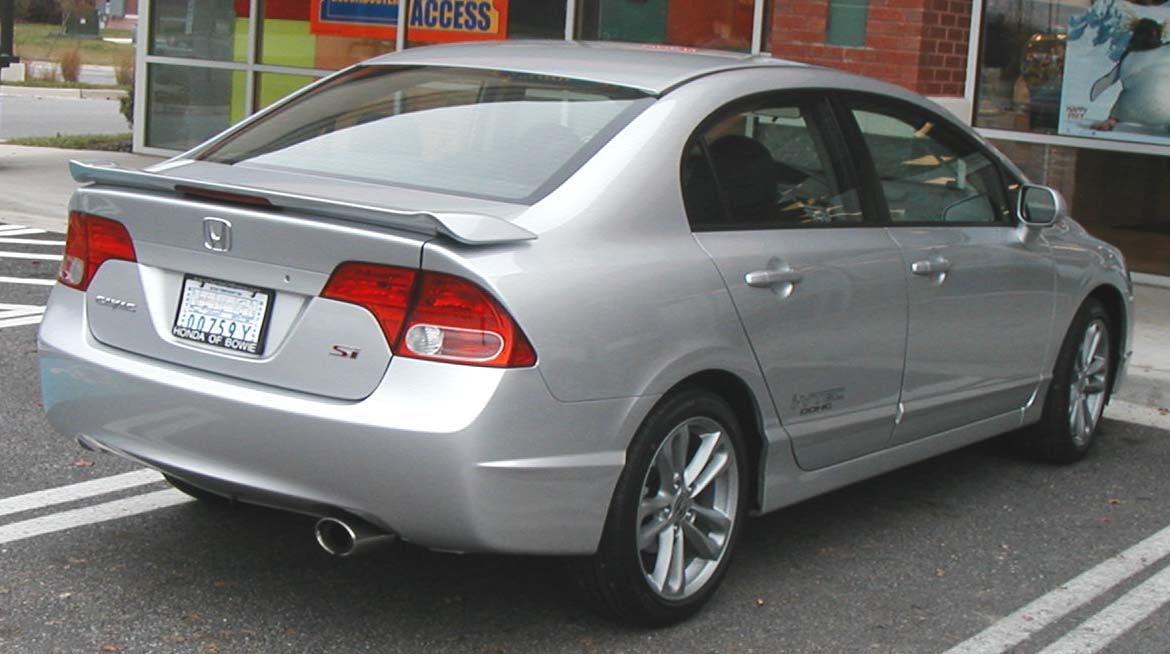
Honda Civic 8 седан (США)

### Двигуни
- 1.3 л LDA-MF5 I4 + електродвигун (Hybrid) 95 + 20 к.с.
- 1.4 л L13A7 I4 83 к.с. (Європа)
- 1.4 л AX14EL I4 99 к.с.
- 1.6 л R16A1 I4 125 к.с.
- 1.8 л R18A1 I4 140 к.с.
- 2.0 л K20Z2 I4 155 к.с.
- 2.0 л K20Z4 I4 200 к.с.
- 2.4 л K24Z5 I4 185 к.с.
- 2.2 л G8T I4 turbodiesel 103 к.с. 340 Нм

## Дев'яте покоління (2011-2017)

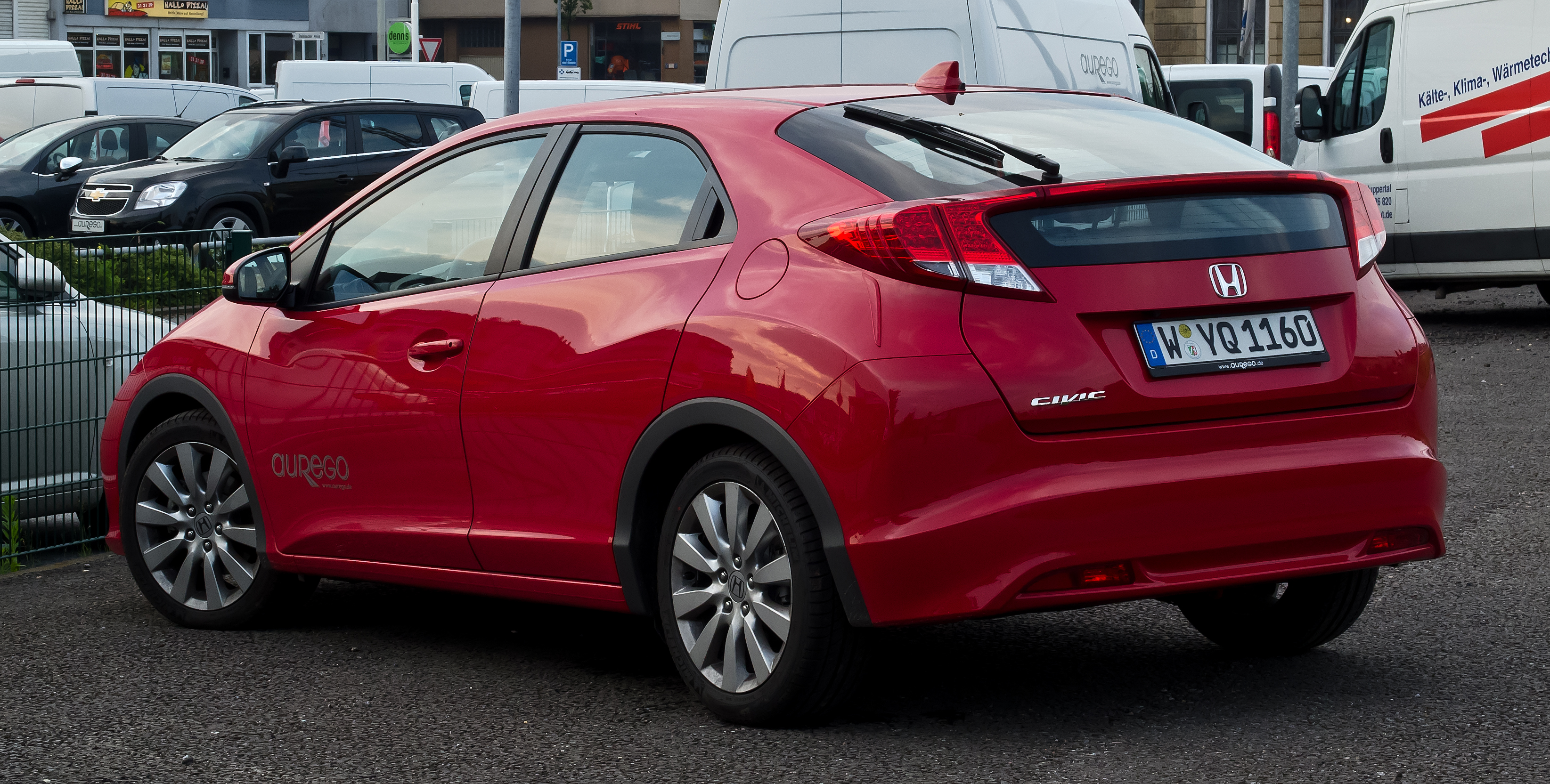
Honda Civic 9 5дв. хетчбек (2011-2014)

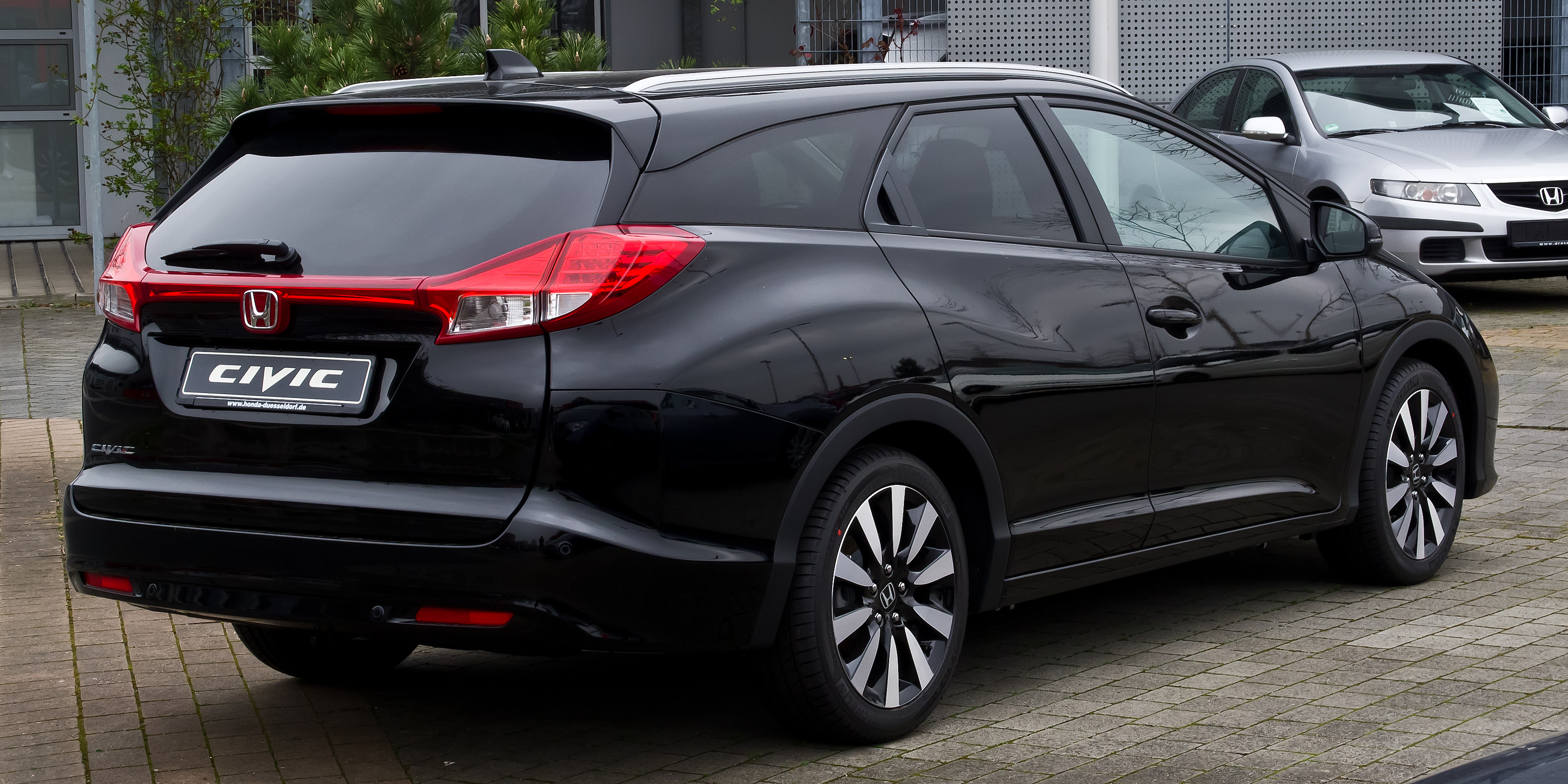
Honda Civic Tourer

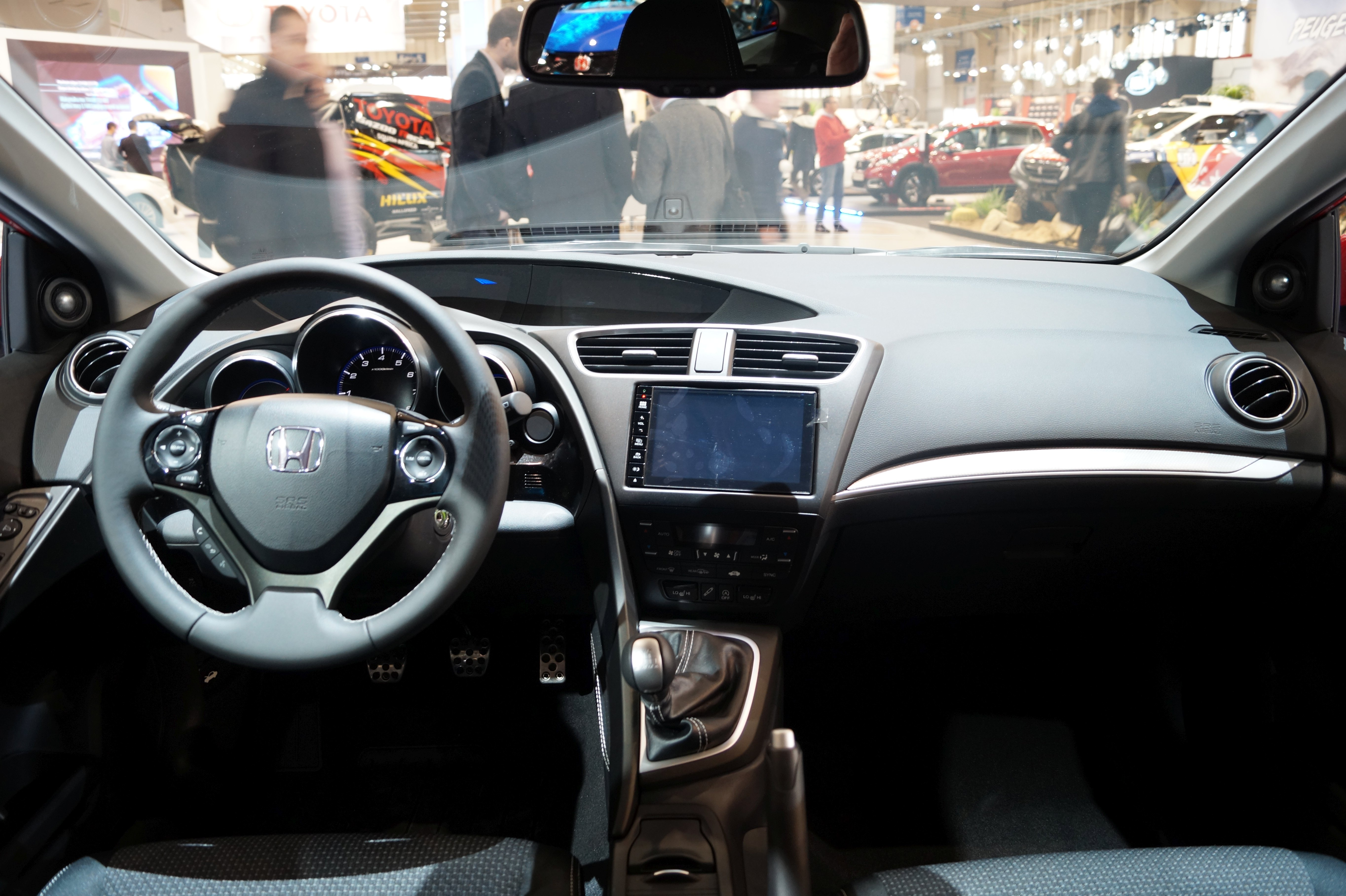
Салон Honda Civic 9

13 грудня 2010 Honda представила концепт нового дев'ятого покоління автомобіля.
Офіційний показ нових моделей для ринку США відбувся 10 січня 2011 року на міжнародному автошоу в Детройті. Головною особливістю моделі є суцільнометалева решітка, що плавно переходить до ліхтарів і прикрашена хромованим шильдиком Honda. Автомобілі оснащені 140 сильними двигунами об'ємом 1,8 літра і пропонувалися в кузові седан і купе. Підвіска як і раніше Макферсон попереду і незалежна багатоважільна конструкція ззаду. Змінилися налаштування, щоб забезпечити необхідні (і, звичайно, належні швидкому характеру автомобіля) параметри керованості. І спереду і ззаду - дискові гальма. Передні, зрозуміло, вентильованого типу. Автомобіль обладнаний електропідсилювачем, а мінімальний радіус розвороту складає 5,4 метра. Версія седана для ринку Азії та Східної Європи мала аналогічну конструкцію.
Європейська версія 5D в кузові хетчбек дебютувала в вересні 2011 року на автосалоні у Франкфурті. Знадобилося 4 роки на розробку нової моделі Civic 5D. Майже всі компоненти, використані при створенні Civic, були або принципово новими, або модернізованими, причому основна увага приділялася дизайну, підвісці, матеріалами внутрішньої обробки, новому зовнішньому вигляду і аеродинаміці, а також двигуну.
Підвіска хетчбека конструктивно залишилася без змін - тут, так само як і у попереднього покоління, залишається Макферсон спереду і напівзалежна підвіска (торсіонна балка) ззаду. Однак конструкція доопрацьована, зокрема підвищена жорсткість задньої балки. Ще одна унікальна особливість задньої підвіски - використання наповнених рідиною втулок стабілізаторів, замість звичних гумових втулок. Це зроблено для забезпечення комфортного руху без втрат по частині керованості. Взагалі, виробник заявляє, що для досягнення своїх ходових якостей, Civic пройшов складне тестування, пройшовши по британських дорогах близько 35 000 км. Зрозуміло, що вітчизняним покупцям слід бути готовими до підвищеної «жорсткості» характеру підвіски.
В 2013 році представлено універсал Honda Civic Tourer для європейського ринку, а седан і купе для ринку США модернізовано. В Civic Tourer обсяг багажника дорівнює 624 літрам в 5-ти місному варіанті салону, але може бути збільшений до 1668 літрів шляхом складання спинок заднього дивана. Причому, скласти їх можна одним дотиком. І важливо відзначити, що висота завантаження у універсала на 135 мм менша, ніж у хетчбека, що безумовно позитивно позначається на комфорті при оперуванні з багажем.

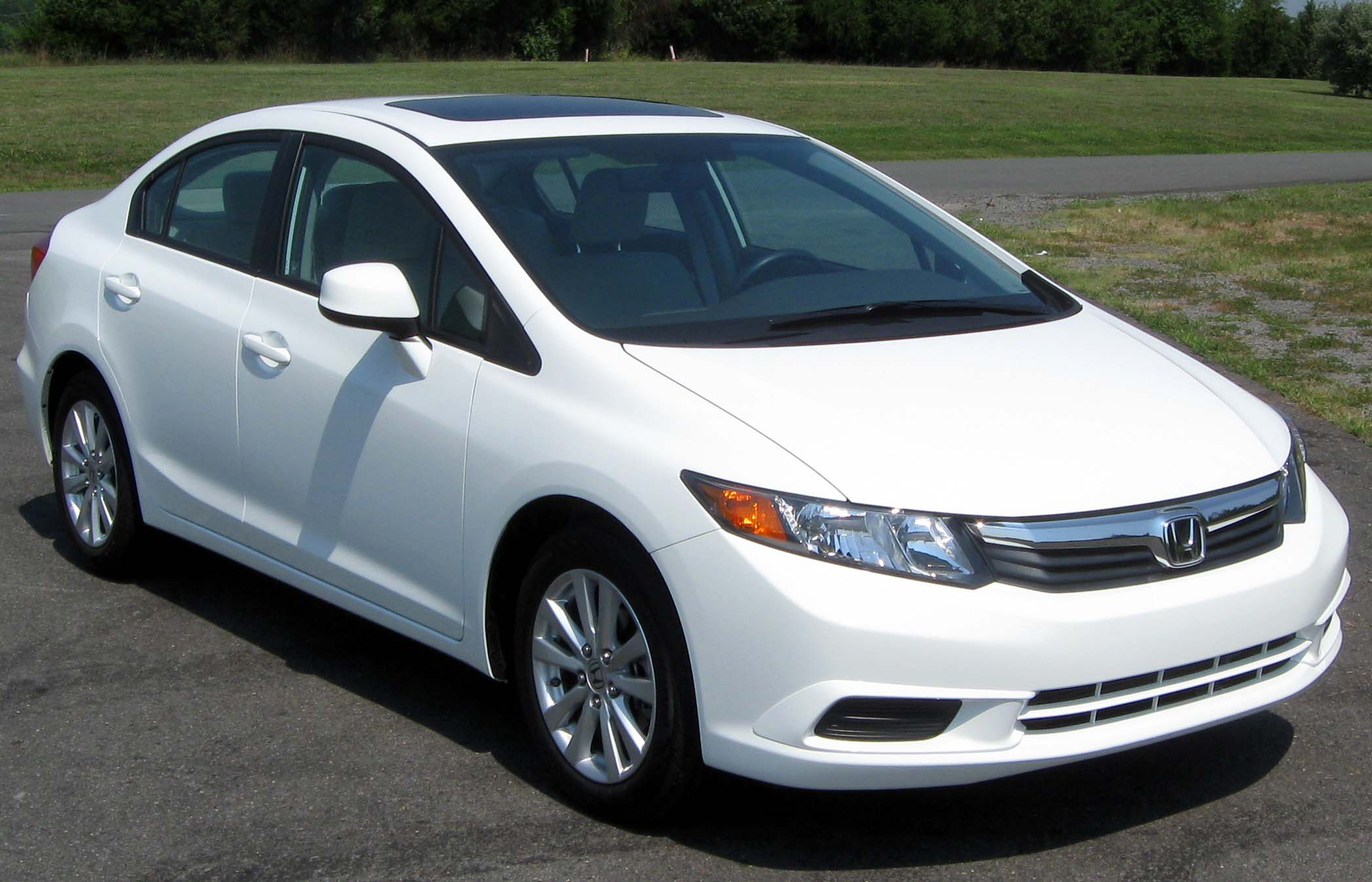
Honda Civic 9 седан (2011-2013)
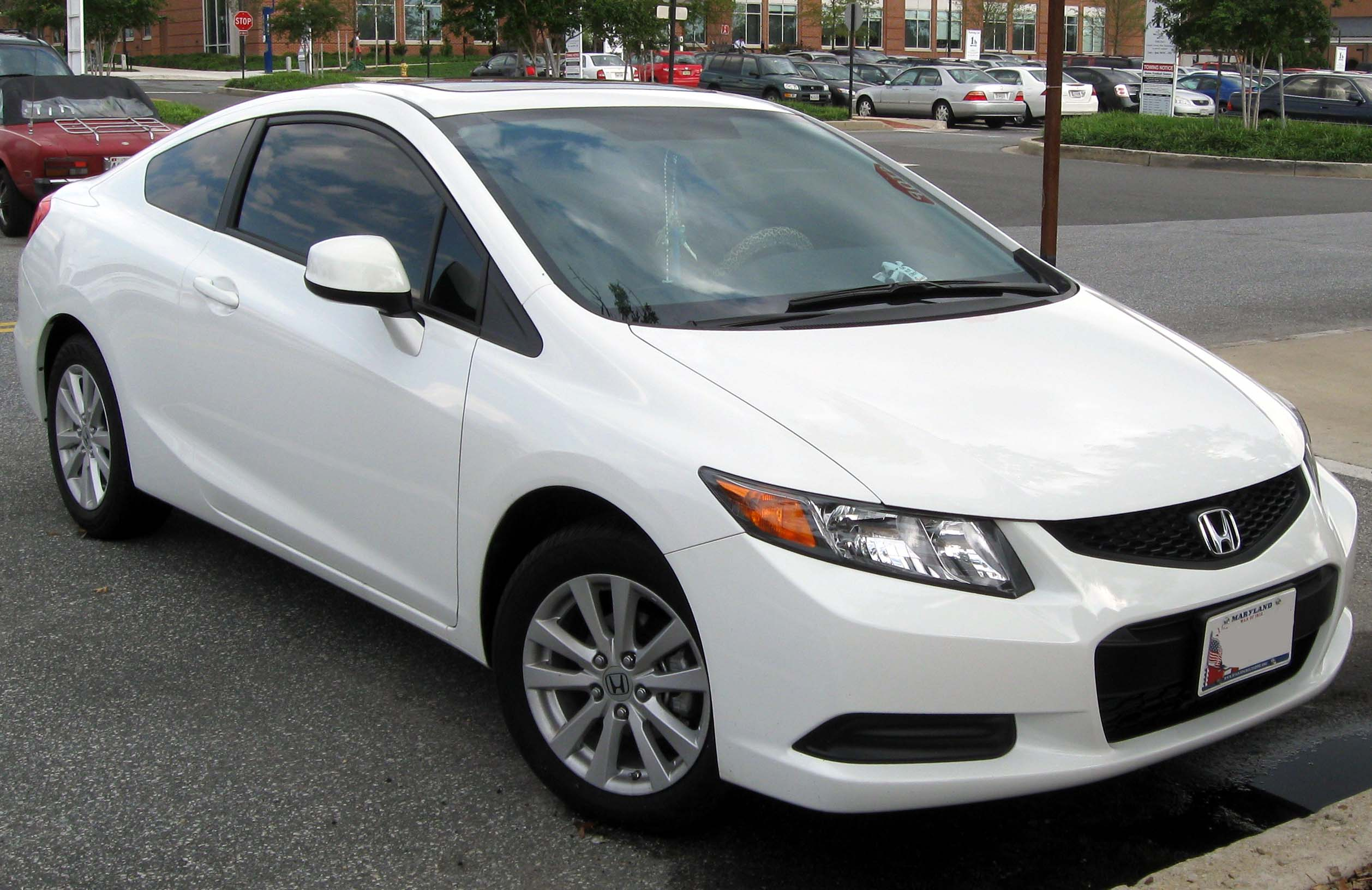
Honda Civic 9 купе (США)
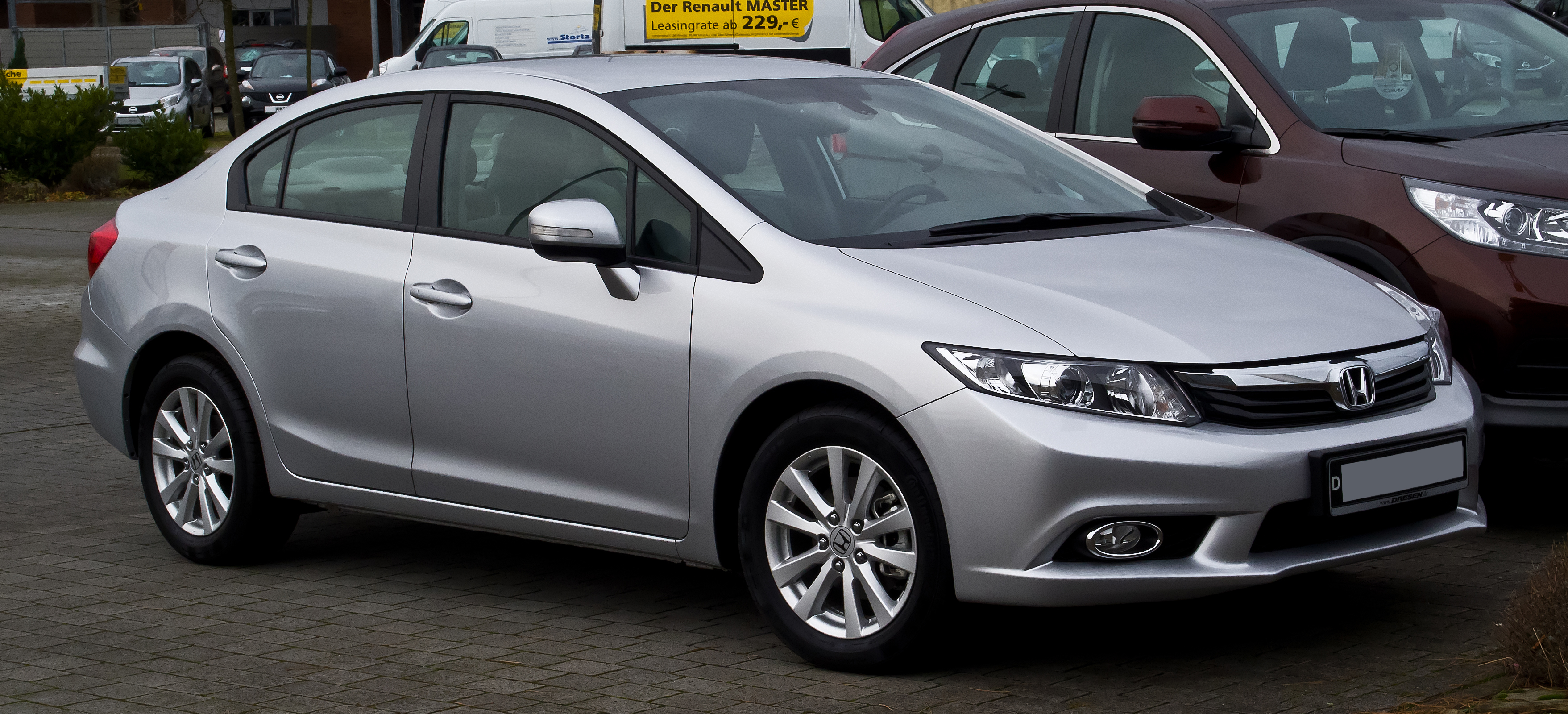
Honda Civic 9 седан (2013-2015)
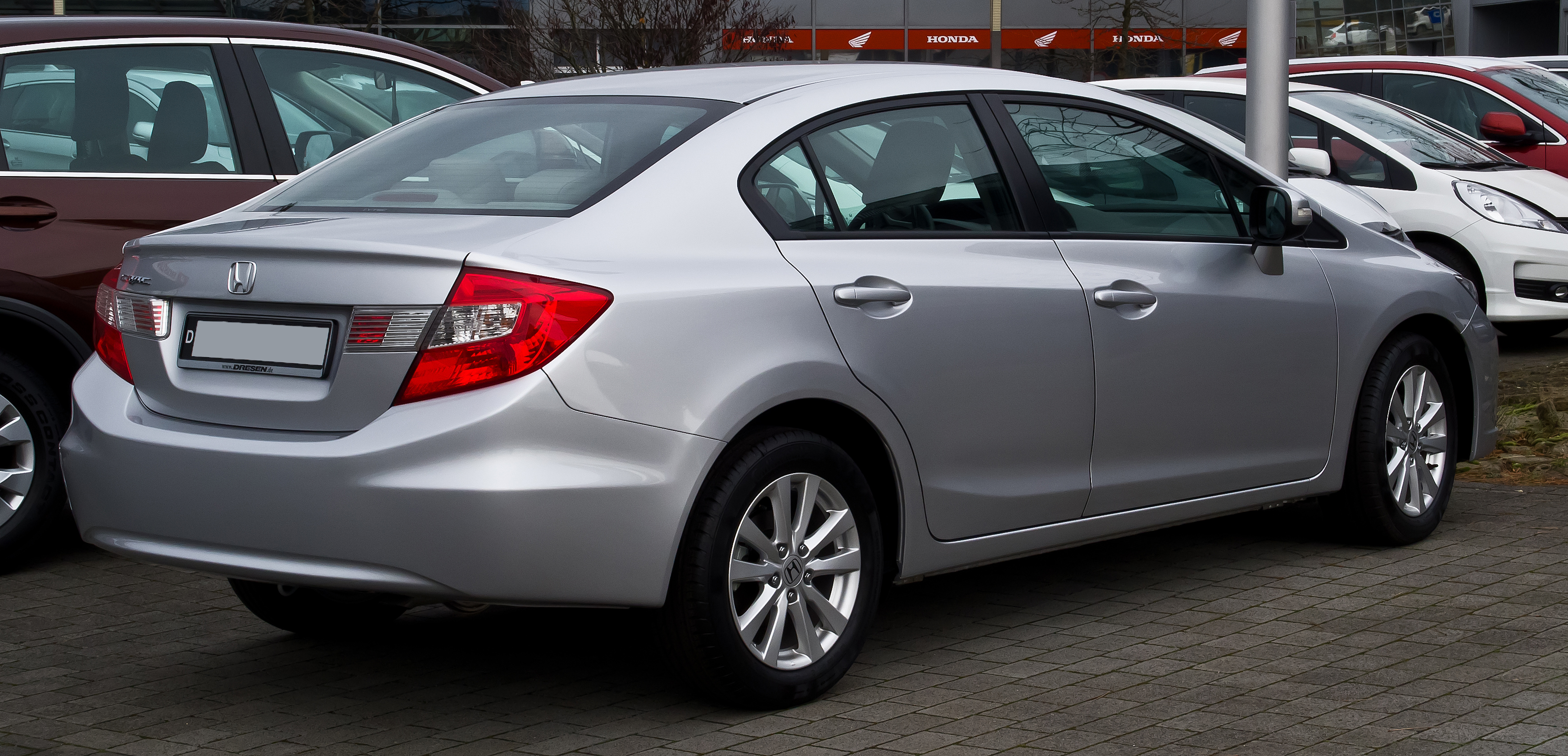
Honda Civic 9 седан (2013-2015)

### Рестайлінг 2014

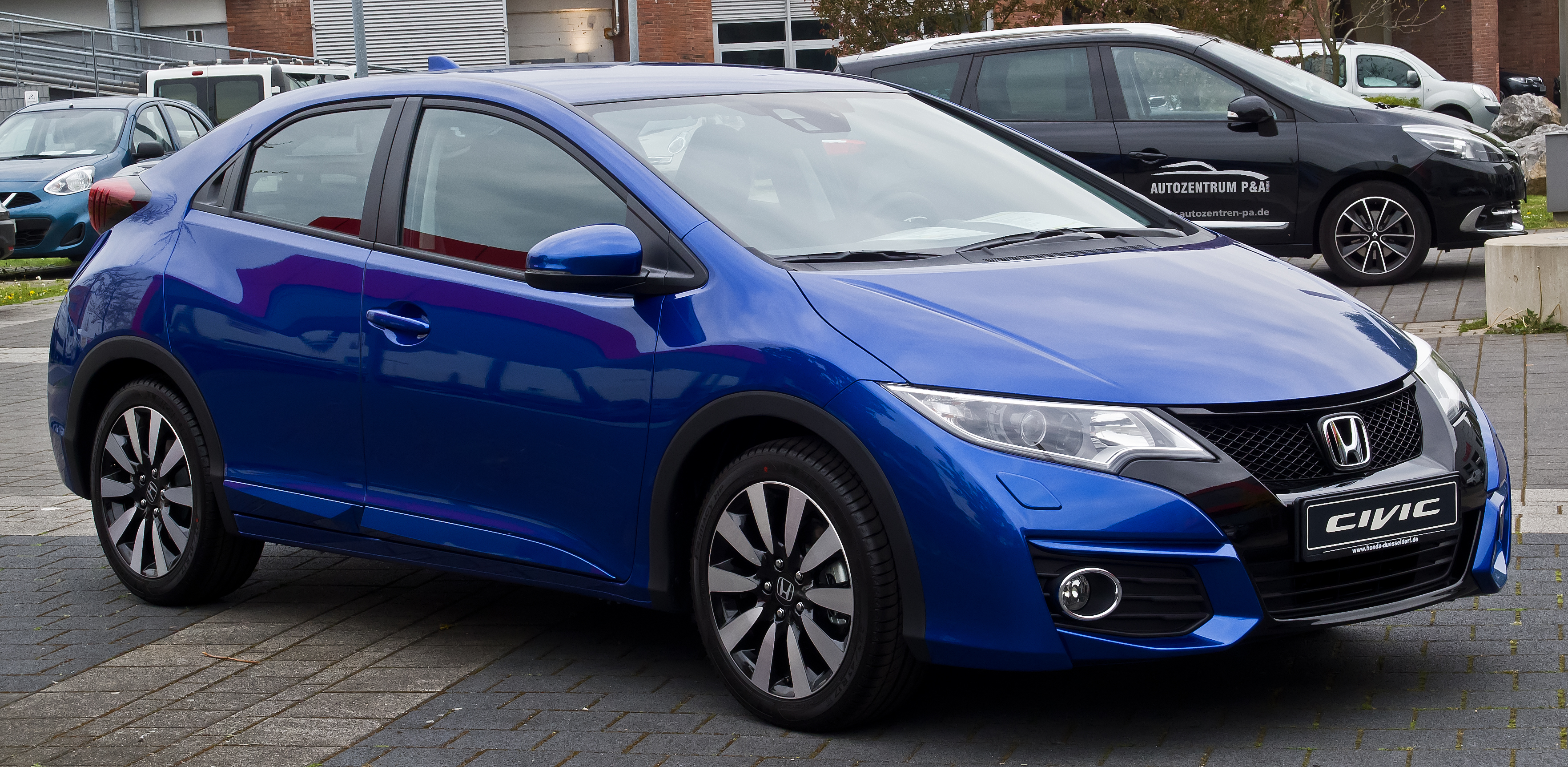
Honda Civic 9 5дв. хетчбек (2014-2017)

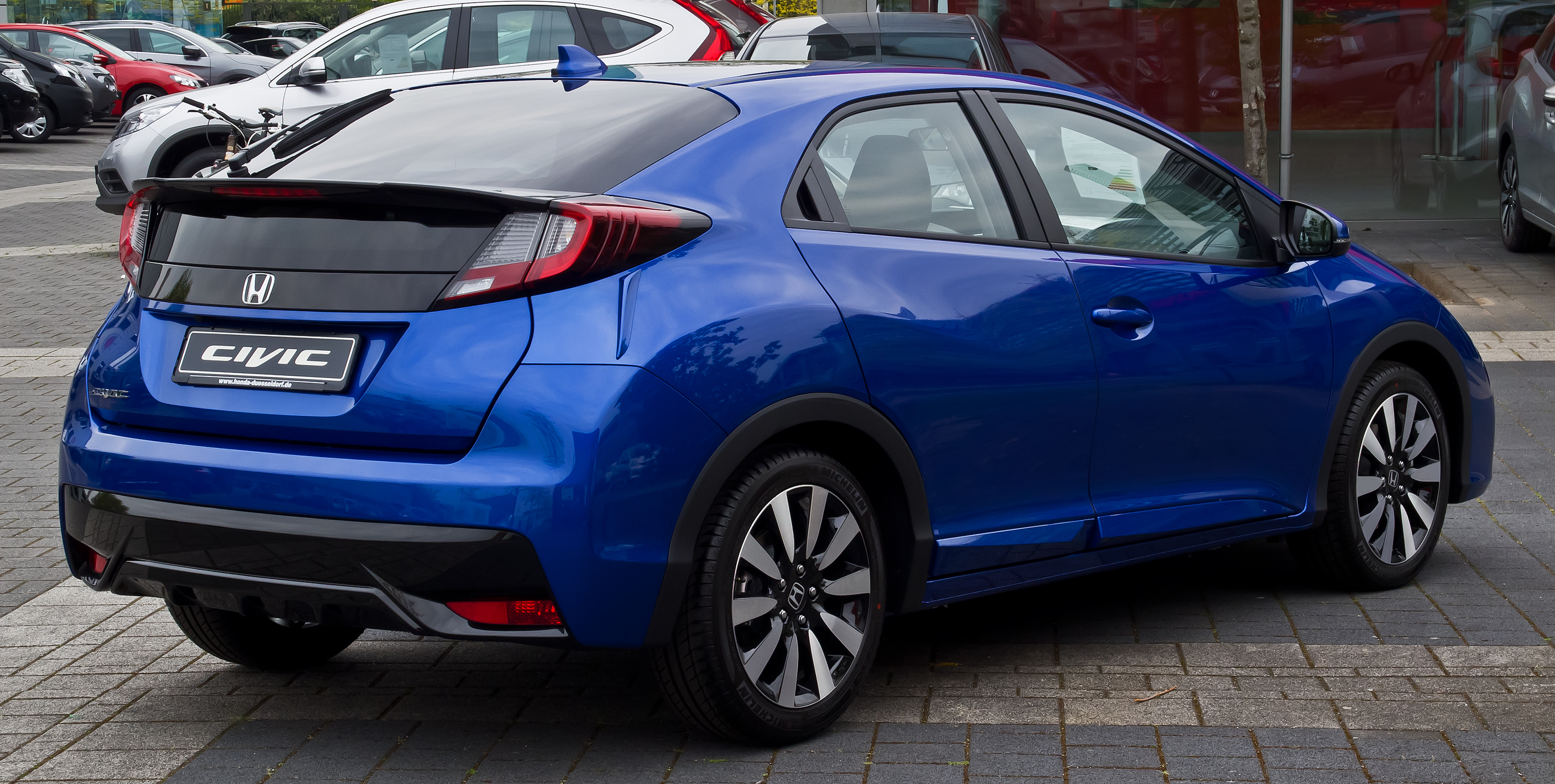
Honda Civic 9 5дв. хетчбек (2014-2017)

В 2014 році хетчбек та універсал модернізували. В продажу автомобілі поступили в січні 2015 року.
В 2015 році модернізували седан для ринку Азії та Східної Європи.

### Двигуни
- 1.4 л L13A i-VTEC SOHC I4
- 1.6 л R16A1 i-VTEC SOHC I4
- 1.8 л R18Z1 i-VTEC SOHC I4
- 2.0 л R20A i-VTEC SOHC I4
- 2.4 л K24Z7 i-VTEC DOHC I4
- 1.5 л i-VTEC SOHC I4 + електродвигун (hybrid)
- 1.6 л i-DTEC I4 turbodiesel
- 2.2 л N22B i-DTEC I4 turbodiesel

## Десяте покоління (2015-2021)

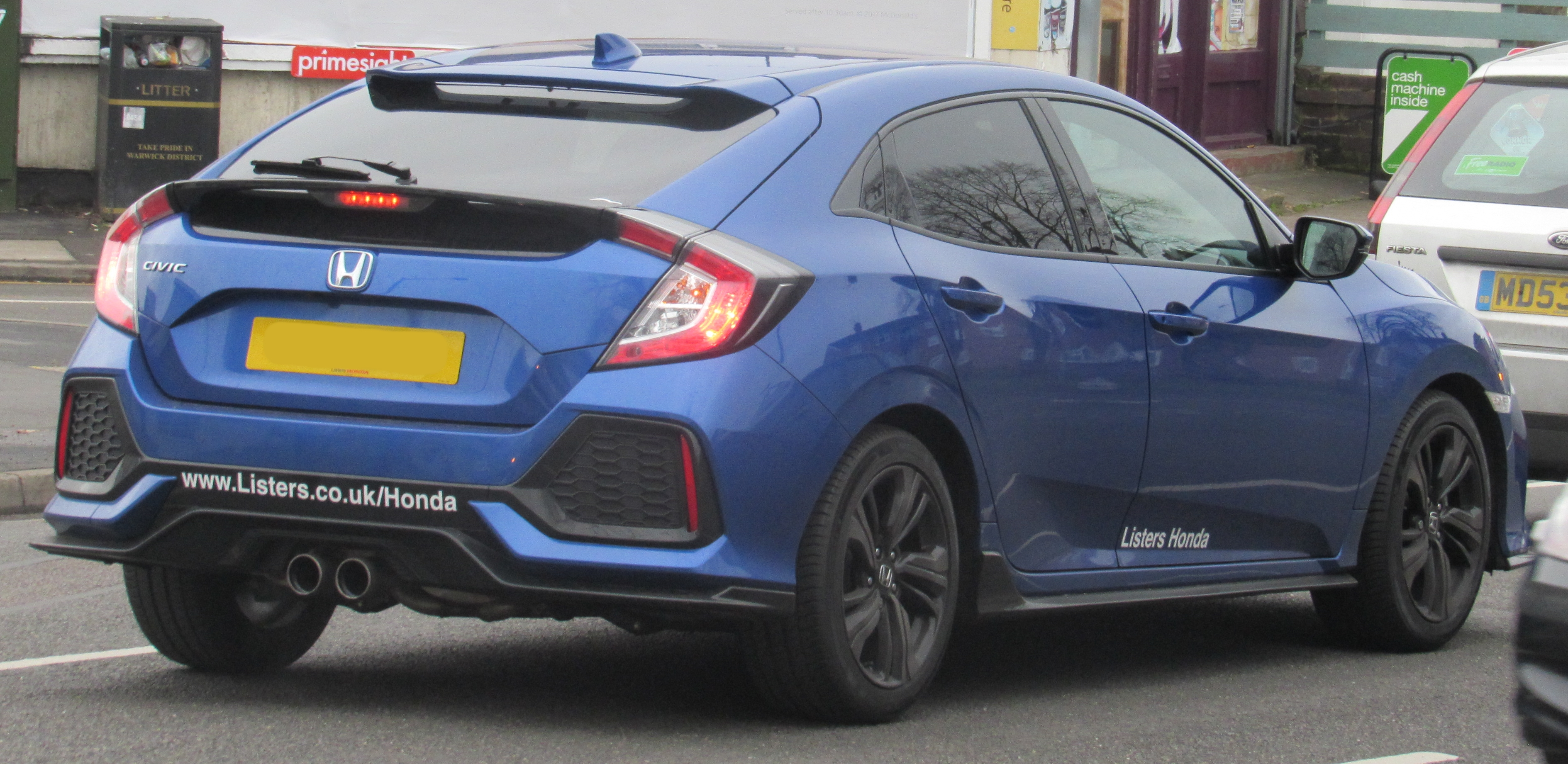
Honda Civic 10 хетчбек

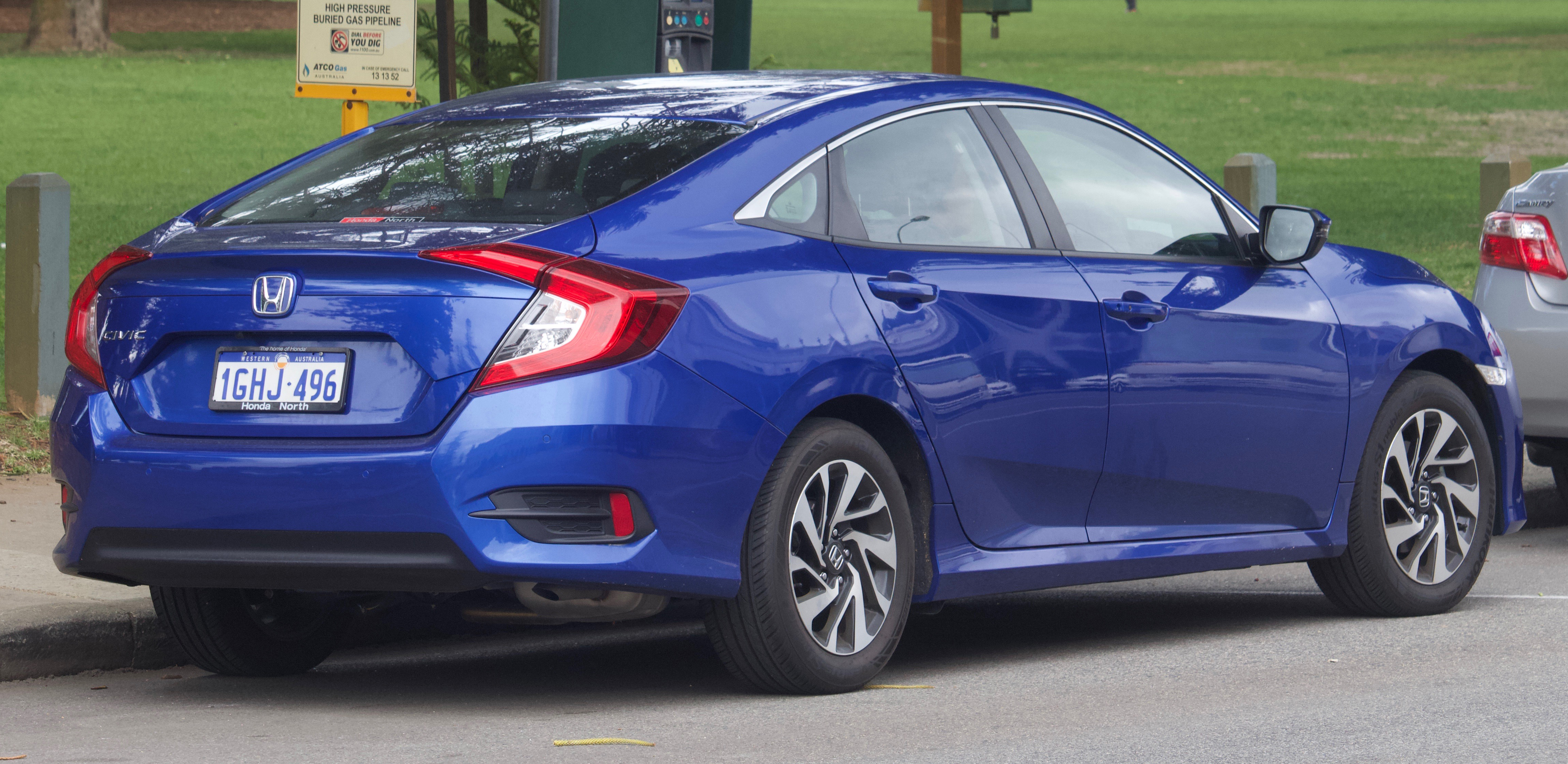
Honda Civic 10 седан

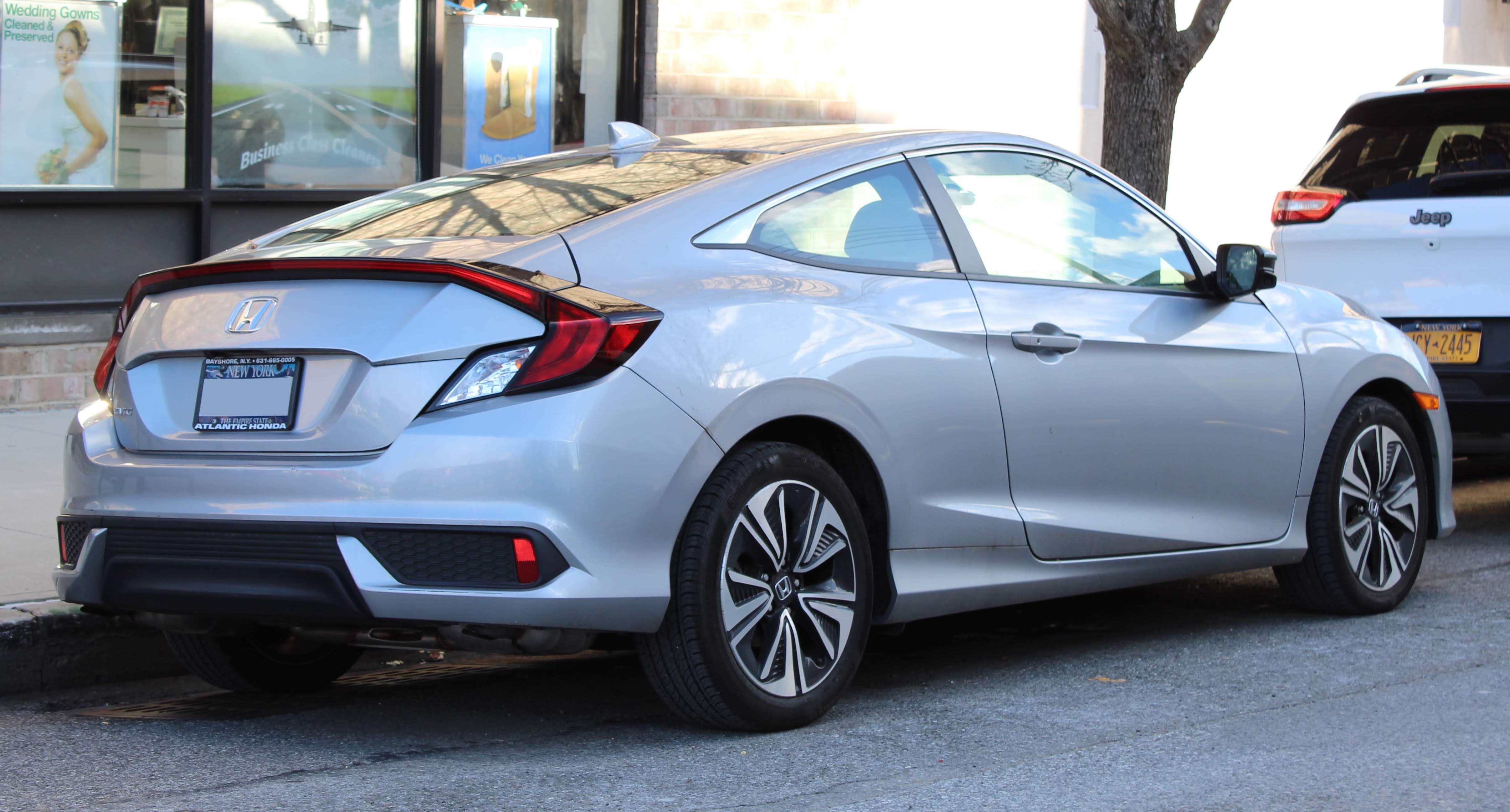
Honda Civic 10 купе

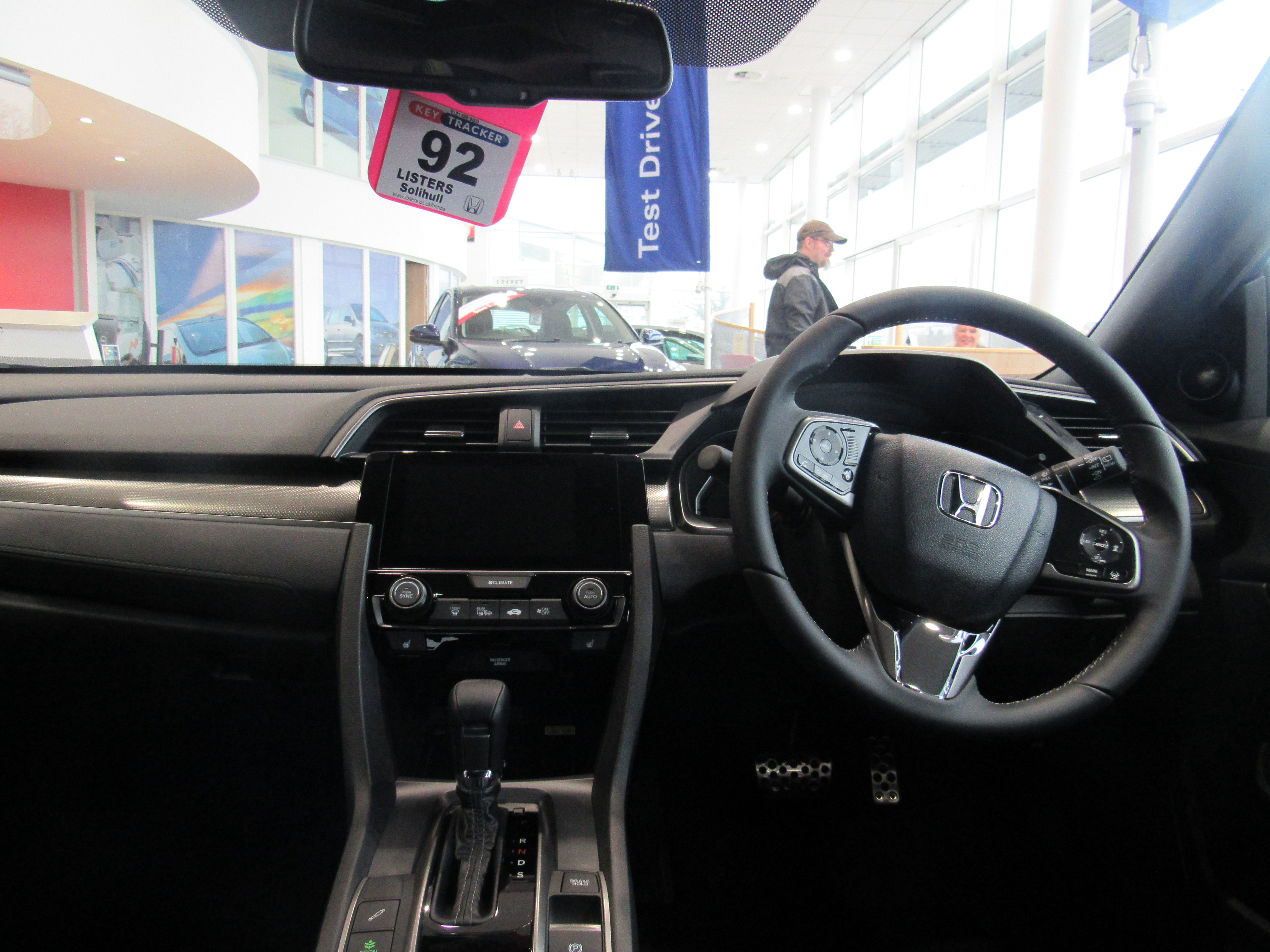
Салон Honda Civic 10

В 2015 році на автосалоні в Нью-Йорку Honda представила концепт нового десятого покоління автомобіля в кузові седан і купе.
Офіційний показ нових моделей для ринку США відбувся в листопаді 2015 року на автосалоні в Лос-Анджелес. Деякі моделі вперше отримали турбонадув.
Прототип хетчбека Civic для європейського ринку був представлений в 2016 році на Женевському автосалоні, серійна версія була представлена в 2016 році на Паризькому автосалоні. Хетчбек розроблений спільно командами Honda R&D у Європі та Японії та виготовляється на заводі в Свіндоні, Англія.
Нова Honda Civic зазнала кардинальних змін. Дизайн автомобіль значно поліпшений і здається продуманим та змістовним. Автомобіль знову отримав незалежну задню підвіску. Базова комплектація LX оснащена новим 4-циліндровим двигуном 2.0 л, потужністю 158 к.с. Також автомобіль доступний у комплектації EX-T - з поліпшеним турбованим 4-циліндровим двигуном 1.5 л, 174 к.с. Обидва автомобілі використовують варіатор (CVT).
У 2017 з’явився кузов хетчбек і високопродуктивні моделі Civic Si і Civic Type R. На 2019 Honda додали декілька стандартних елементів оснащення, оновили стилізацію екстер’єру седану і купе та представили модель Sport. В 2020 році пропонується хетчбек з оновленим екстер’єром.
В десятому поколінні, Civic вперше у своїй історії отримав бензиновий турбодвигун.

### Двигуни
Бензинові
- 1.6 л R16B I4 125 к.с. при 6500 об/хв 152 Нм (Туреччина)
- 1.0 л P10A2 турбо I3 125 к.с. при 5500 об/хв 173 Нм (Китай)
- 1.0 л P10A2 турбо I3 129 к.с. при 5500 об/хв 180-200 Нм (Європа)
- 1.8 л R18Z1 I4 139 к.с. при 6500 об/хв 174 Нм (Азія)
- 2.0 л K20C2 I4 158 к.с. при 6500 об/хв 187 Нм (США)
- 1.5 л L15B7 турбо I4 174 к.с. при 6000 об/хв 220 Нм (США)
- 1.5 л L15B7 турбо I4 177 к.с. при 5500-6000 об/хв 220-226 Нм (Китай)
- 1.5 л L15B7 турбо I4 182 к.с. при 5500 об/хв 220-240 Нм (Європа)
- 2.0 л K20C1 турбо I4 320 к.с. при 6500 об/хв 400 Нм

Дизельний
- 1,6 л N16 i-DTEC I4 120 к.с. при 4000 об/хв 300 Нм (Європа)

## Одинадцяте покоління (2021-наш час)

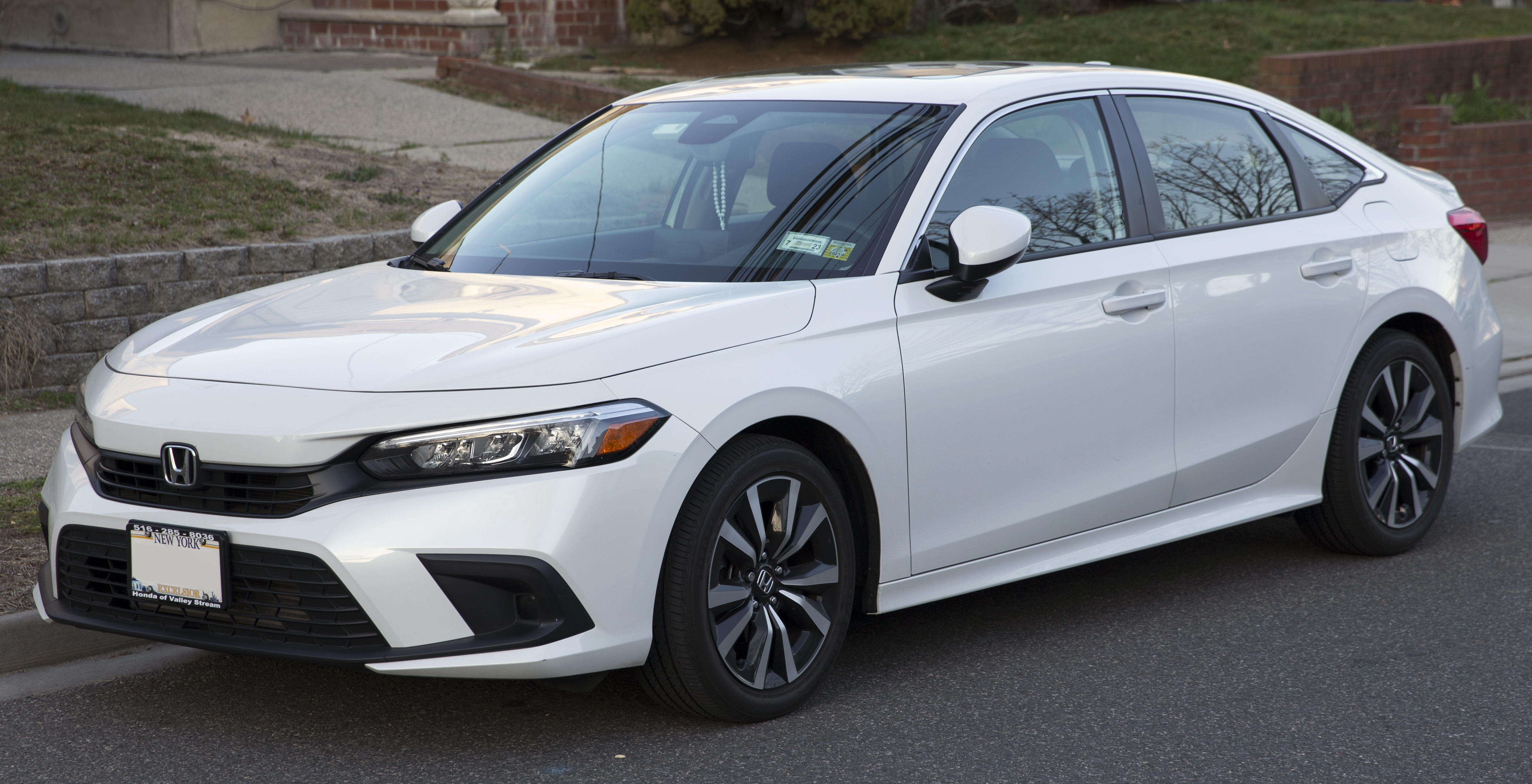
Honda Civic седан (2021–2024)

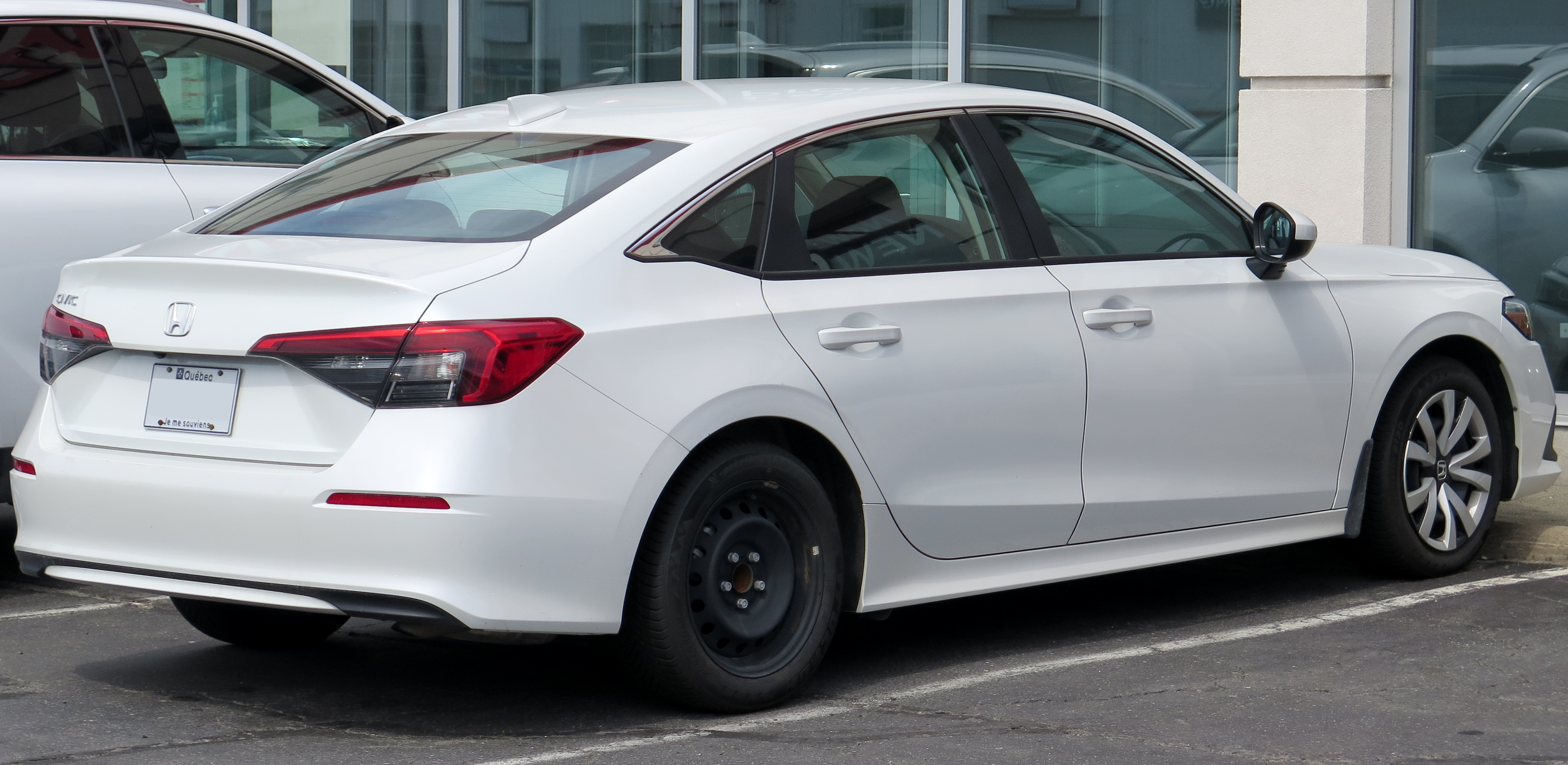
Honda Civic седан

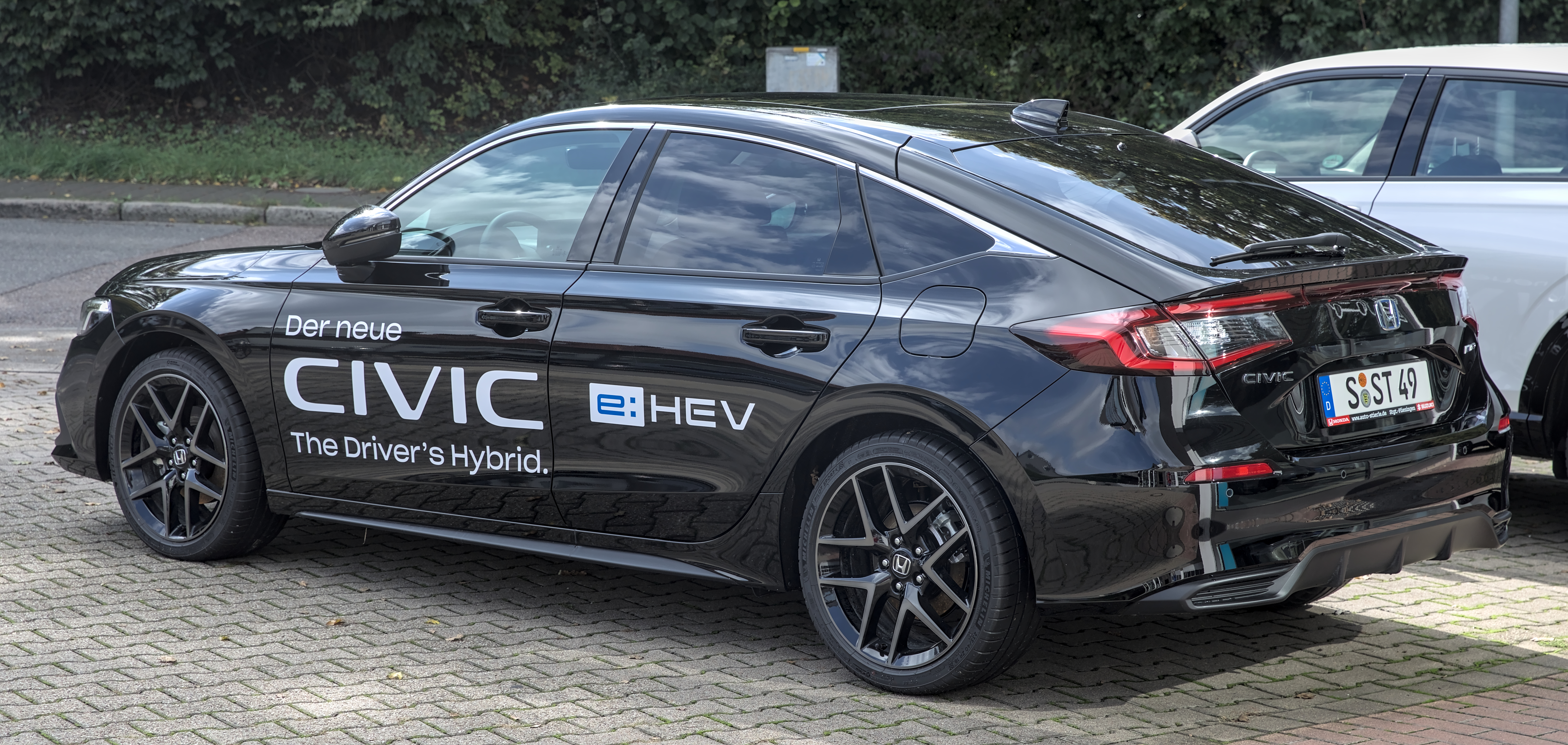
Honda Civic ліфтбек

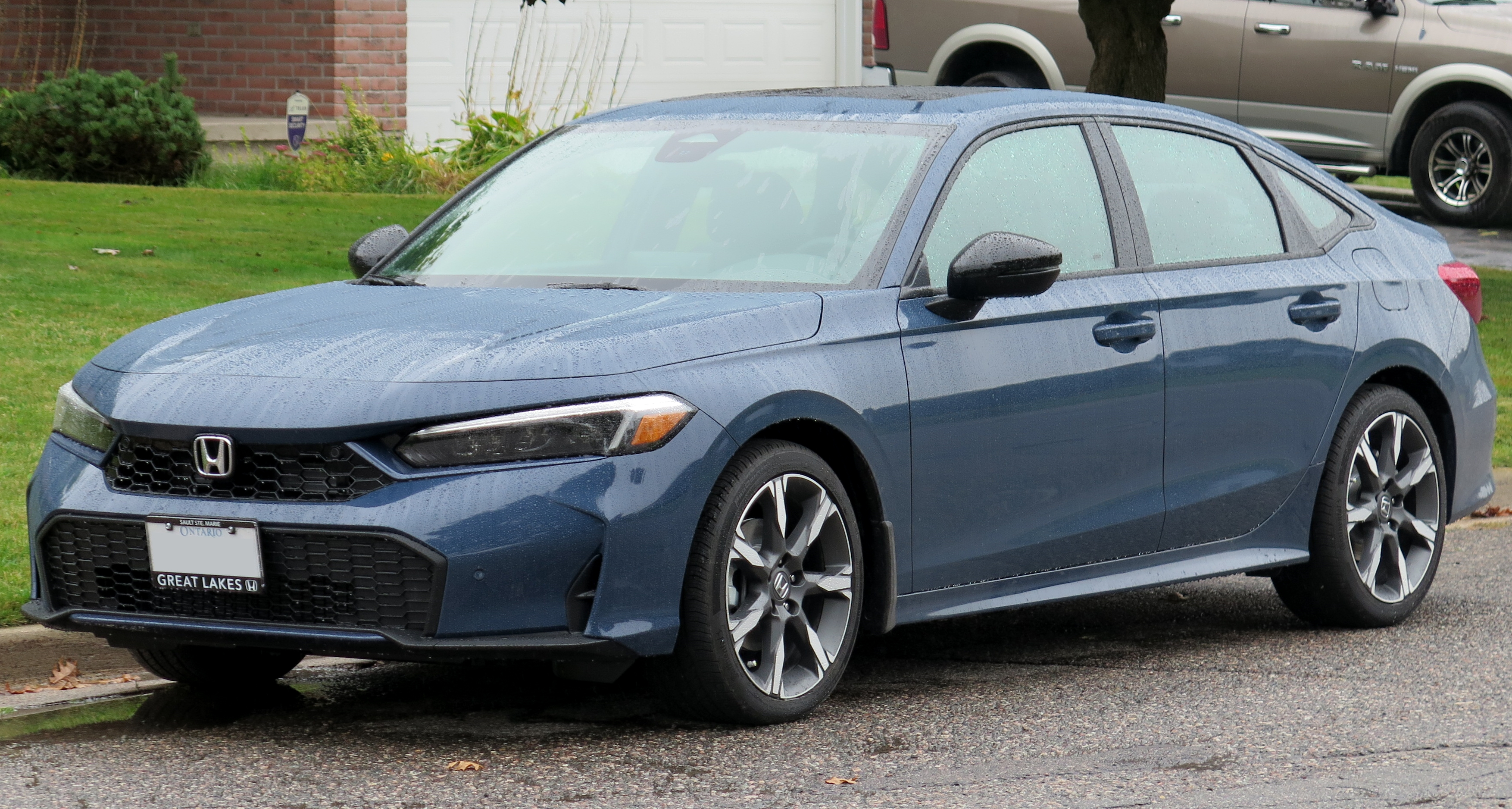
Honda Civic Sport Touring седан (з 2024)

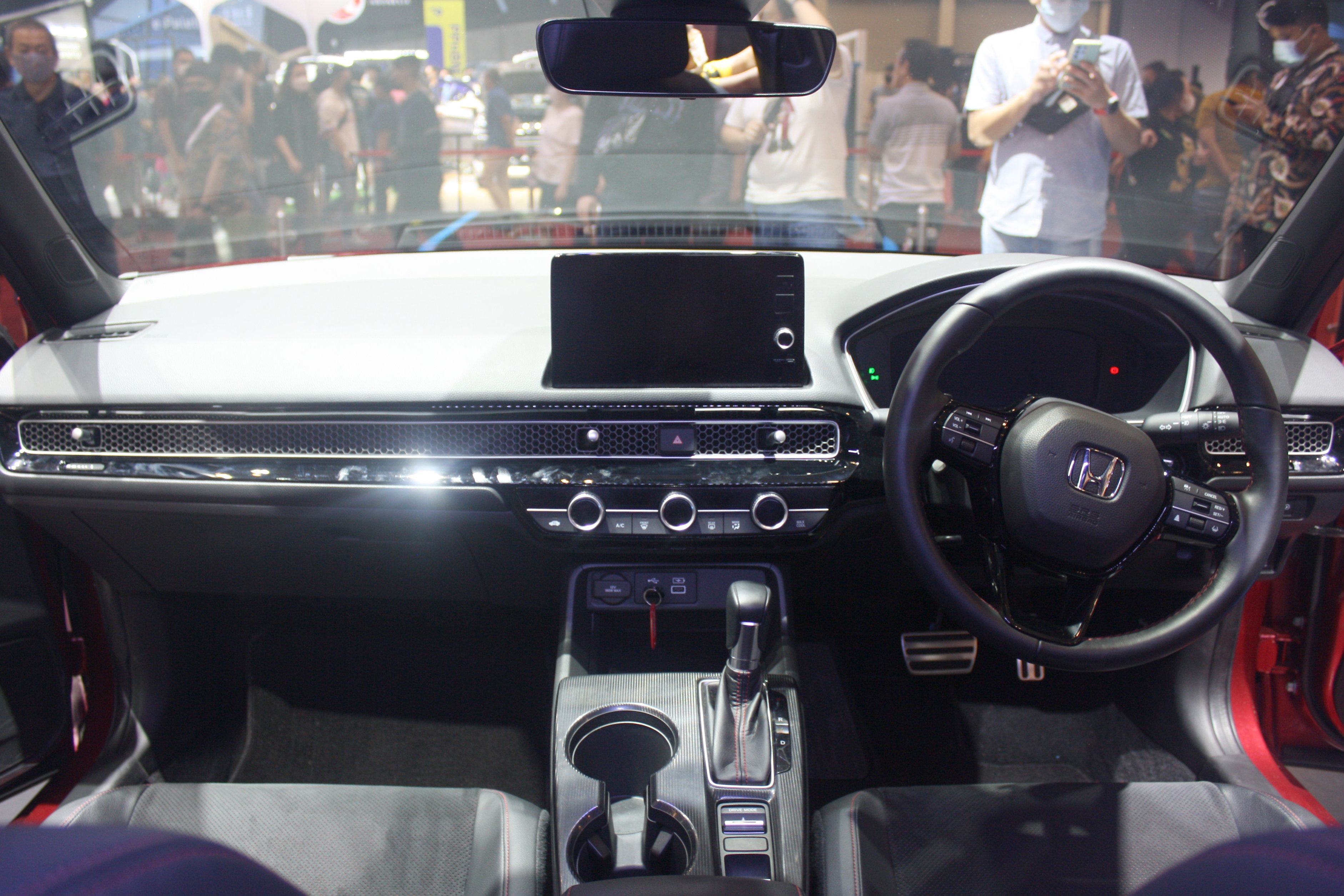

Одинадцяте покоління Civic було представлено як прототип 17 листопада 2020 року. Серійна модель дебютувала 28 квітня 2021 року, а в продажу в США автомобіль поступить влітку 2021 року. Седан Civic роблять на канадському заводі Honda в Аллістоні, а хетчбек поставляють з підприємства в Великої Британії на складальний майданчик в штаті Індіана. Honda згортає виробництво автомобілів в Європі і закриває заводи в англійському Суїндоні і турецькому Гебзе.
Автомобіль побудовано на модернізованій платформі Honda Architecture (HA) від попередника.
Honda Civic зберіг два чотирициліндрових мотора – дволітровий атмосферний і 1,5-літровий турбований. Перший досі розвиває 160 к.с. і 187 Нм, потужність другого підвищили до 183 к.с. і 240 Нм.
У червні 2021 року був представлений автомобіль в кузові хетчбек. Модель збиратиметься в США.
Хетчбеку інакше налаштували підвіску і кермове управління та зберегли 6-ступеневу механіку: опціонально вона доступна й з дволітровим 160-сильним атмосферним  двигуном (в комплектації Sport), і з 1,5-літровим 183-сильним турбомотором (у виконанні Sport Touring). Альтернатива – той же варіатор.
І седан, і хетчбек Civic нового покоління 2022 року отримали свіжий інтер'єр в мінімалістичному стилі. Дизайнери закрили дефлектори металевою решіткою у вигляді сот та зробили центральну консоль лаконічнішою. 
Об'єм багажника хетчбека Civic складає 695 л, седана — 420 л.  
У 2025 році Honda представила гібридну модель Civic потужністю 200 к.с.  

### Двигуни
- 1.5 L L15B7 turbo DOHC I4 182 к.с. 240 Нм
- 1.5 L L15BG FFV turbo DOHC I4 (Таїланд)
- 1.5 L L15C turbo DOHC I4 203 к.с. 260 Нм
- 2.0 L K20C2 i-VTEC DOHC I4 160 к.с. 187 Нм

## Honda Civic Type R
Honda Civic Type R є спортивною версією Honda Civic. Буква R в слові «Type R» походить від англійського слова racing, «гоночний». Усі спортивні автомобілі Honda мають приставку «Type R» в своїй назві. Характерною рисою всіх автомобілів Honda Type R є емблема Honda на червоному тлі - як на боліді RA-272, який приніс японської марки першу перемогу в Гран-прі Формула-1 в Мексиці, в 1965 році. 

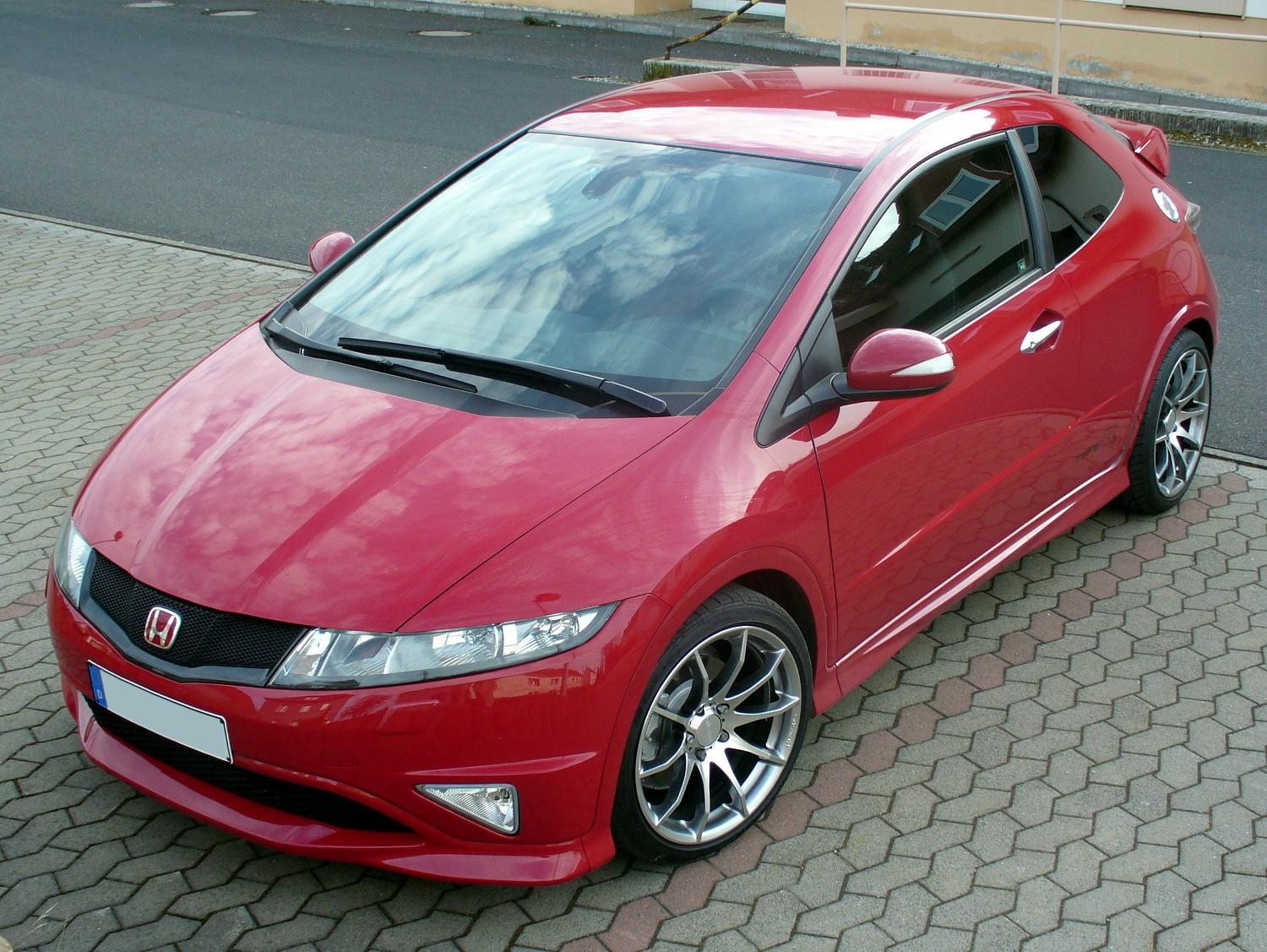
Honda Civic Type R для європейського ринку

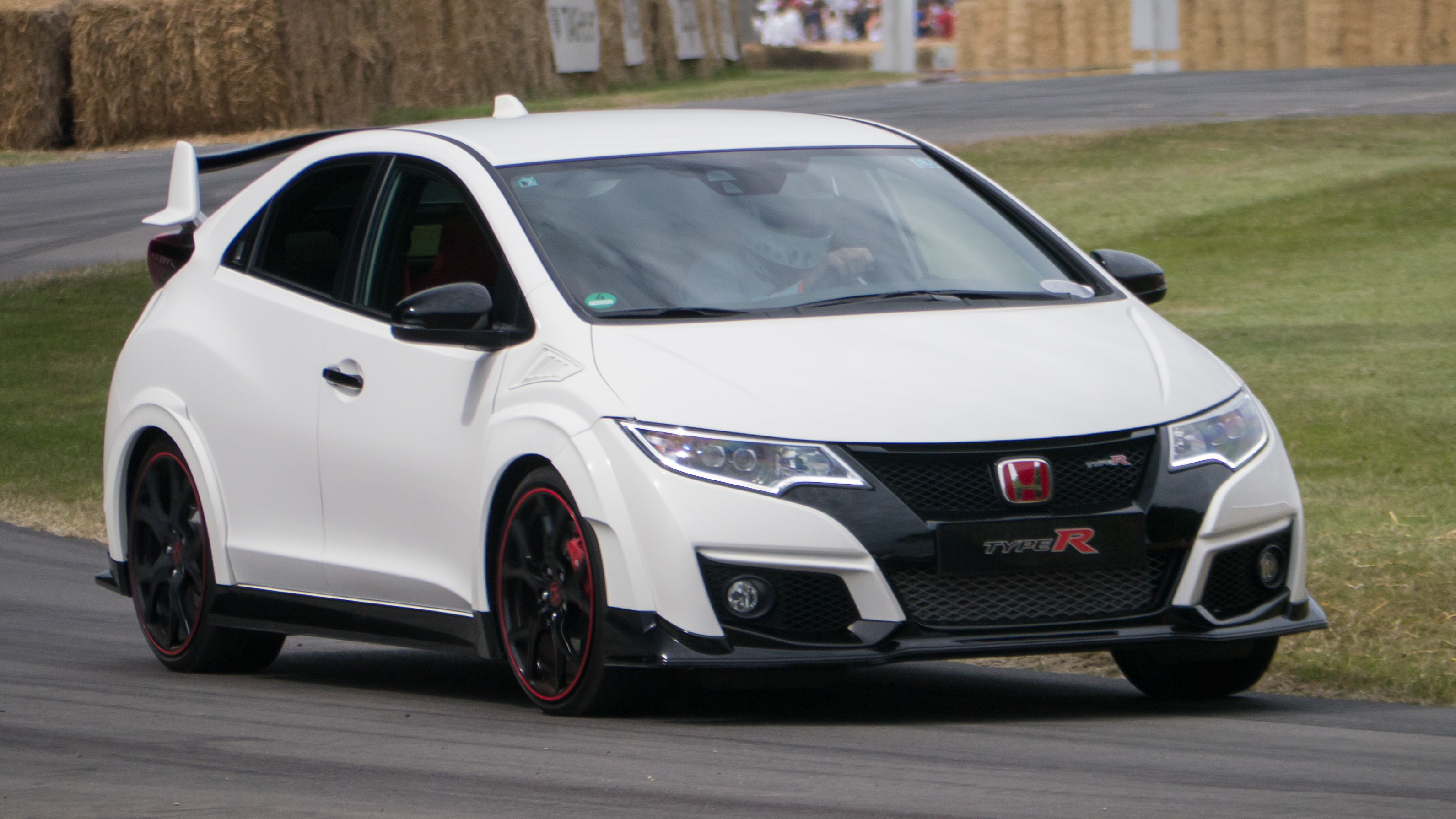
Honda Civic Type R 4

### Історія Type R
1991 рік - на моделі Civic SiR вперше з'явилася літера R. Це було вже четверте покоління Civic. Автомобіль мав 16-клапанний двигун сімейства B16A об'ємом 1,6 л, був оснащений системою VTEC і розвивав 150 к.с.
1992 рік - дебютував новий Civic SiR, на базі п'ятого покоління Civic - з колишнім двигуном, потужність якого зросла до 160 к.с. (при споживанні палива всього близько 10л\100км в агресивному стилі водіння)
1997 - побачив світ перший справжній Civic Type - це був хетчбек шостого покоління, оснащений двигуном 1.6 VTEC потужністю 185 к.с. (При 8200 об / хв). Питома потужність - 115,6 к.с. на кожен літр робочого об'єму, при цьому двигун залишився атмосферним, що було абсолютним лідерством у ті роки серед серійних автомобілів.
2001 - вийшов Civic Type R на базі автомобілів сьомого покоління - його виробництво було налагоджено на англійській заводі в Суїндоні. Двигун серії K20A отримав інтелектуальну систему i-VTEC, яка змінює фази газорозподілу не тільки залежно від частоти обертання коленвала, а й від навантаження. Потужність новинки збільшилася до 200 к.с. при 7400 об / хв. Конструкція шасі була спрощена - передня підвіска двохважеля по компонувальних міркувань поступилася місцем стійок Макферсона.
2007 рік - були серійно вироблені перші моделі Civic Type R на базі хетчбека восьмого покоління (на фото). Кількість кінських сил було збільшено всього на 1, і в цілому автомобіль став більш «громадянським» ніж спортивним, у ньому з'явилися клімат-контроль, датчик дощу і т. д., що є абсолютно зайвим для справжньої Type R...
В 2021 році Honda представила спортивний хетчбек Civic у обмеженій серії. Type R Limited Edition отримав 306-сильний турбодвигун в парі з традиційною "механікою".